# Église Saint-Germain-l'Auxerrois de Presles
Pour les articles homonymes, voir Église Saint-Germain-l'Auxerrois.
L'église Saint-Germain-l'Auxerrois est une église catholique paroissiale située à Presles (Val-d'Oise), en France. Vers le milieu du XIIe siècle, elle a été donnée au prieuré Saint-Martin-des-Champs de Paris. De cette époque datent ses éléments les plus anciens, dans la chapelle Saint-Joseph au nord du chœur. Sinon, hormis des grandes arcades potentiellement gothiques et un clocher très sobre également gothique du XIVe siècle, l'église date pour l'essentiel de la fin du XVe et du milieu du XVIe siècle, et est de style gothique flamboyant. Elle a été retouchée à l'époque moderne, et la façade date seulement de 1876. Si la nef et son bas-côté sud sont des constructions assez sommaires, le chœur et la chapelle de la Vierge, qui l'accompagne au sud, sont bâtis avec soin et voûtés d'ogives. Les deux premiers arcs-doubleaux du chœur retombent sur des chapiteaux corinthiens, et la forme en anse de panier des voûtes indique également la Renaissance, mais les piliers ondulés de l'abside et leurs chapiteaux sont néanmoins flamboyants. L'on note quelques clés de voûte à l'iconographie inhabituelle, et surtout deux frises représentant des personnages pittoresques, des animaux, souvent fantastiques, et des écussons. À l'extérieur, la décoration de l'abside à pans coupés et son curieux soubassement rectangulaire sont remarquables. Parmi le mobilier, les vingt-deux stalles du XVIIe siècle retiennent l'attention ; elles proviennent de Saint-Cloud, et six parmi elles possèdent des miséricordes du XVIe siècle. L'église Saint-Germain a été inscrite au titre des monuments historiques par arrêté du 16 juin 1926. Les messes dominicales y sont célébrées en principe chaque dimanche à 10 h 30.

## Localisation

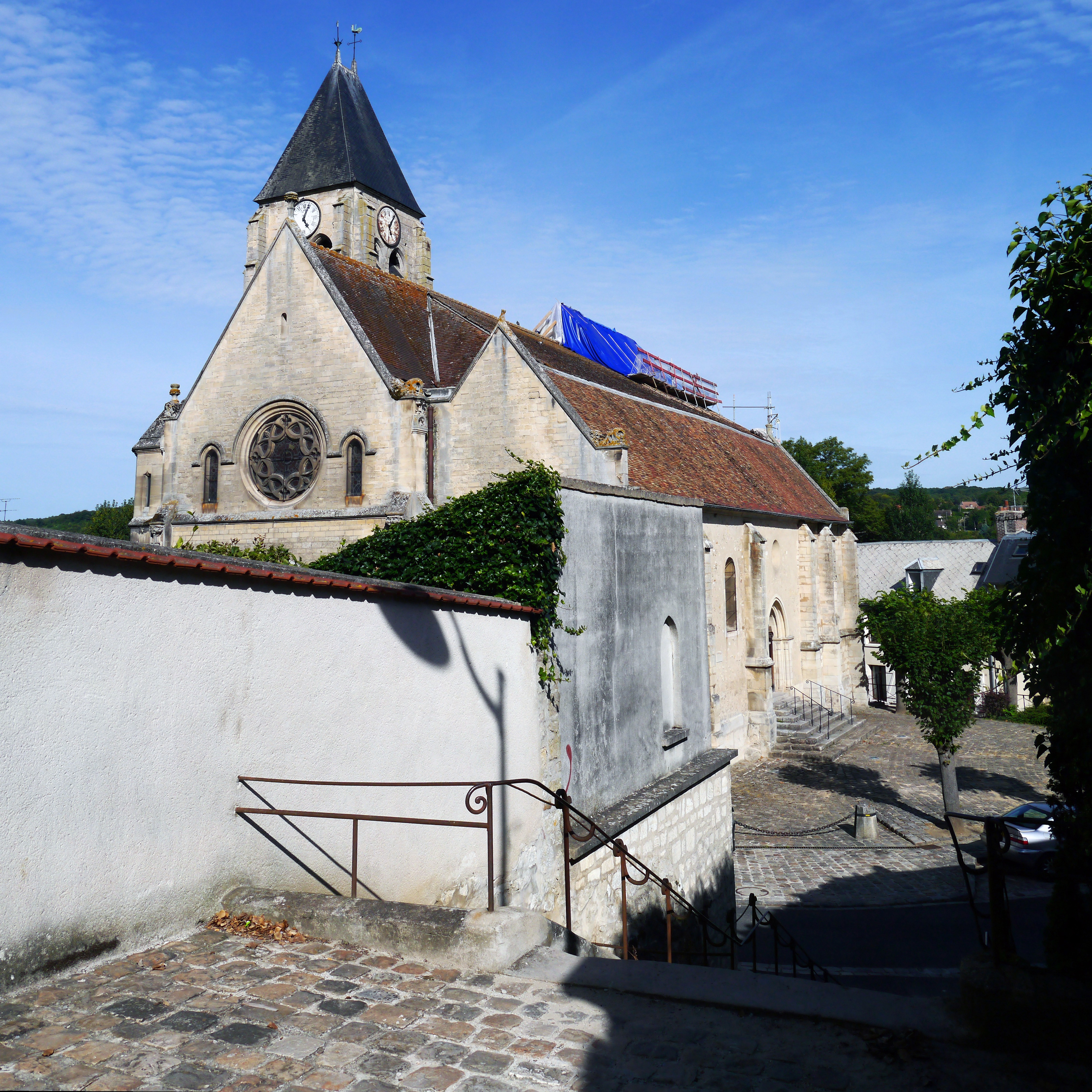
Approche depuis l'ouest.

L'église est située en France, en région Île-de-France et dans le département français du Val-d'Oise, au nord de la forêt de L'Isle-Adam et au sud de la forêt de Carnelle, sur la commune de Presles, rue Pierre-Brossolette (RD 78). L'église est bâtie au milieu d'une terrasse de plan losangé, qu'elle coupe en deux parties. La partie méridionale sert de parvis, et comporte à son extrémité le monument aux morts de la commune ; la partie septentrionale sert de parking. La rue Pierre-Brossolette contourne l'église par l'ouest et passe immédiatement devant la façade occidentale. La rue de la République débouche sur le chevet de l'église en venant depuis l'est et la gare de Presles-Courcelles ; elle se sépare ensuite en deux branches, dont une passe par le nord, et une autre par le sud. L'église est entièrement dégagée d'autres édifices, visible de tous les côtés, et bien mise en valeur.

## Histoire

### L'histoire de la paroisse

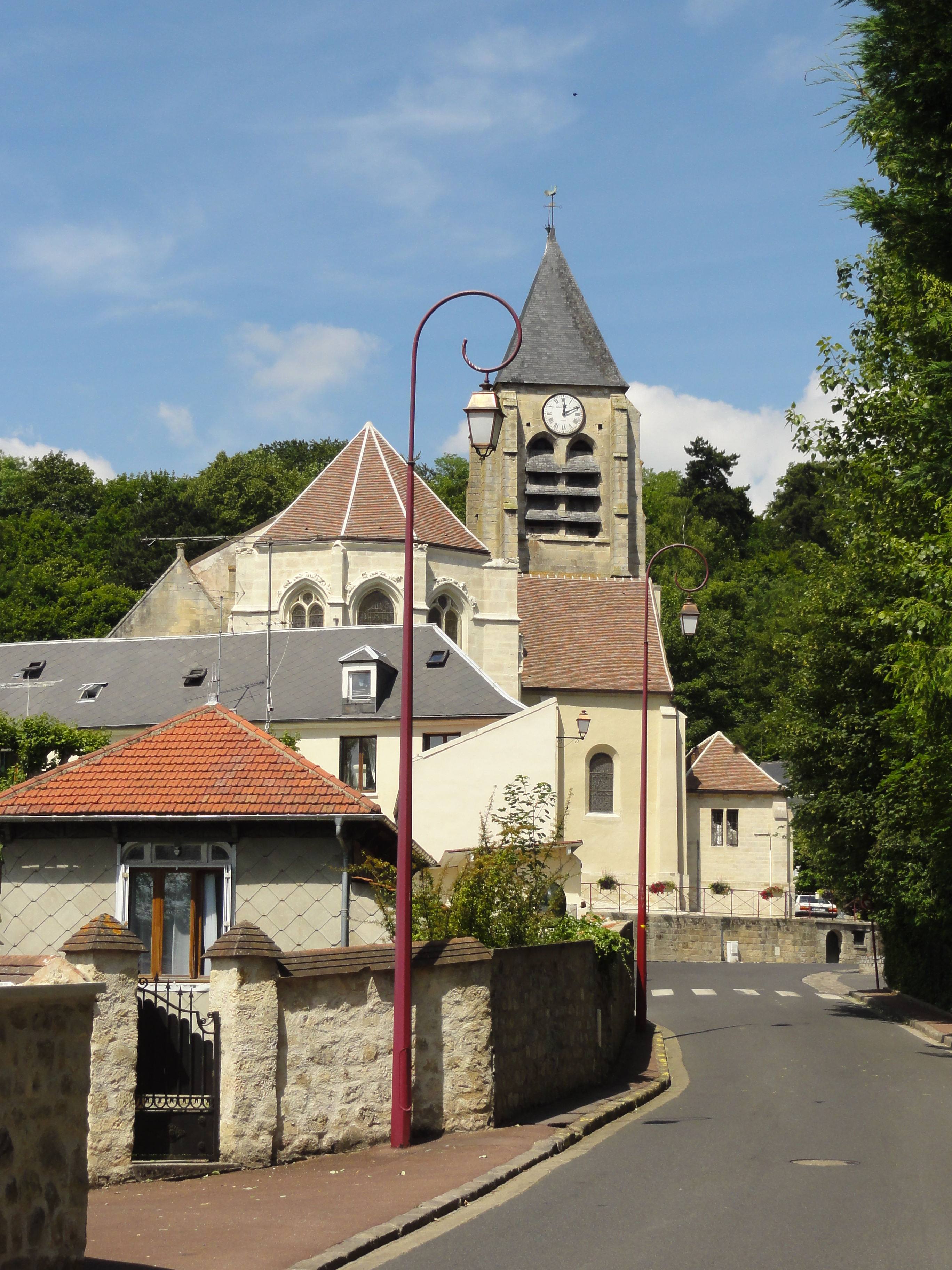
Approche depuis l'est, rue de la République.

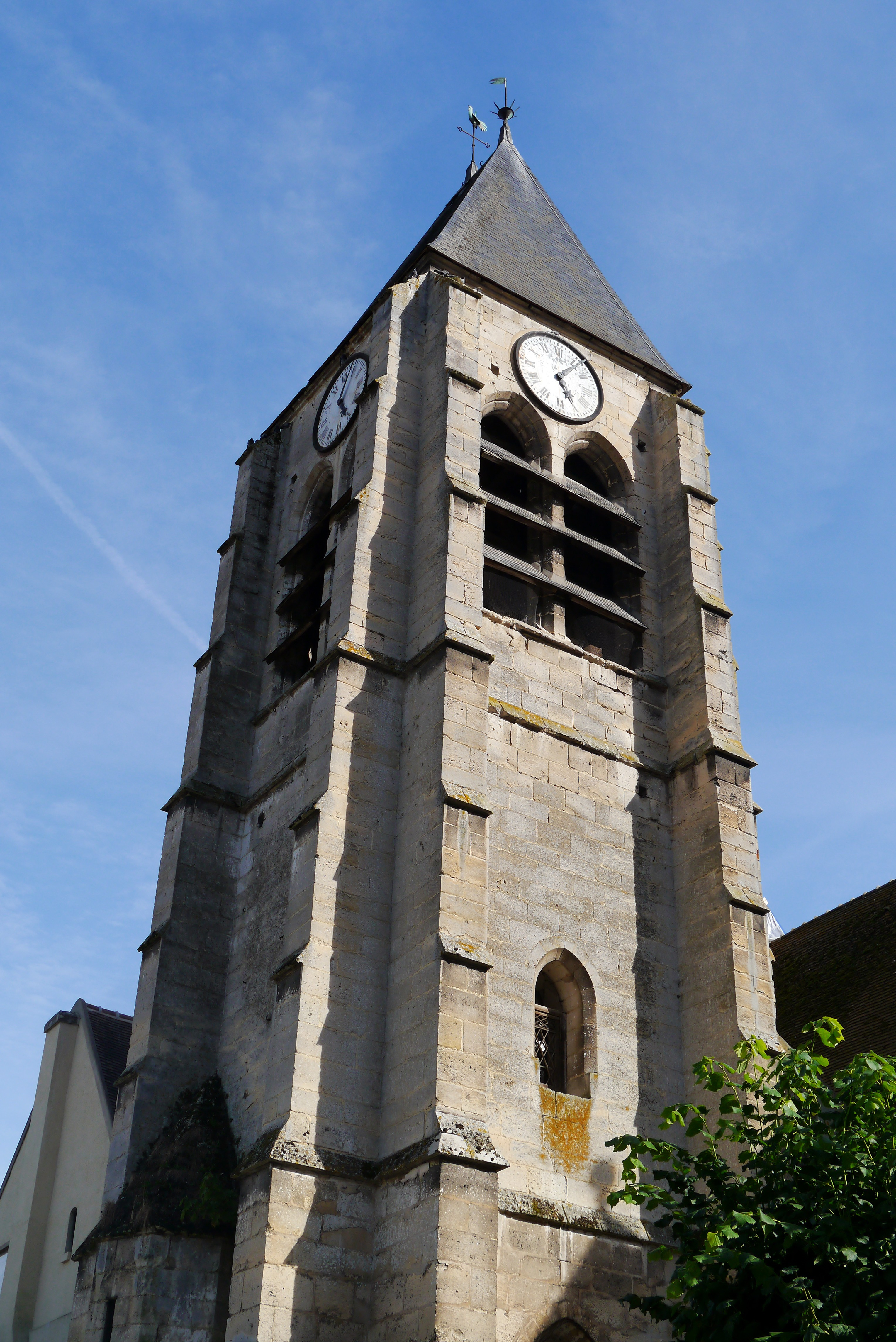
Clocher, côté ouest.

Une nécropole mérovingienne a été reconnue sous le parvis de l'église. Son saint patron, Germain d'Auxerre, mort en 445, fait l'objet d'une dévotion dans la région dès le VIe siècle, ce qui donne à penser que l'église est de fondation très ancienne. Elle n'est toutefois pas attestée par les sources d'archives avant le milieu du XIIe siècle. À cette époque, Orphin, seigneur de Presles, et sa femme Basille sont excommuniés pour s'être emparés de l'église de Presles. Ils finissent par la rendre à l'évêque, et celui-ci la donne au prieuré Saint-Martin-des-Champs, qui devient ainsi le collateur de la cure. Sous tout l'Ancien Régime, la paroisse de Presles relève du doyenné de Beaumont, de l'archidiaconé de Clermont et du diocèse de Beauvais. La paroisse recouvre un territoire assez étendu, qui englobe les hameaux importants de Courcelles et Nerville-la-Forêt, et plusieurs autres écarts non négligeables. L'église possède des reliques de son saint patron, qui sont conservées dans un buste-reliquaire en bronze, offert par des paroissiens en 1899.
Depuis la Révolution française, le diocèse de Beauvais se limite au territoire du département de l'Oise, et Presles entre dans le diocèse de Versailles, qui est créé pour accueillir l'ensemble des paroisses du département de Seine-et-Oise. La refonte des départements d'Île-de-France apporte une seconde restructuration des diocèses de la région en 1966, et Presles fait désormais partie du diocèse de Pontoise, qui correspond au territoire du Val-d'Oise. — Les noms des curés (souvent seulement les patronymes) sont connus depuis 1624. Ils sont au nombre de huit jusqu'à la Révolution française, et exercent leur ministère pendant une période de vingt ans en moyenne. L'abbé Jacques Bénit, nommé en 1788, faillit être décapitée à la Révolution pour le simple fait d'entretenir de bons rapports avec M. Chéron, fermier de la ferme seigneuriale. Il parvient à s'enfuir. Le premier curé après le Concordat de 1801 est nommé en 1802. Vingt curés au total se succèdent jusqu'en 1987, et officient pendant une période comprise entre un an et vingt-deux ans, soit neuf ans et trois mois en moyenne. Le dernier curé de Presles est l'abbé Boussaingault, qui arrive en 1980 et part en 1987. Aujourd'hui, Presles forme un ensemble paroissial avec Beaumont-sur-Oise, Mours et Nointel. Les messes dominicales sont célébrées en l'église Saint-Germain en principe tous les dimanches à 10 h 30.
En plus de l'église Saint-Germain, la paroisse comporte la chapelle Saint-Claude au hameau de Nerville. Elle est desservie par un chapelain résidant sur place, qui n'est pas habilité de procéder aux baptêmes, mariages, funérailles et enterrements, sauf par temps de grand froid, et les cérémonies de Première communion ont également lieu en l'église de Presles. La chapelle est ruinée en 1833, et démolie en 1835, puis remplacée par une nouvelle chapelle, financée par la comtesse de Ruty qui reçoit en échange le terrain et les matériaux de l'ancienne chapelle. L'érection du hameau de Nerville en commune par décret du 9 septembre 1863 permet l'aboutissement des demandes réitérées formulées par les habitants, qui attendent depuis longtemps l'établissement d'une paroisse indépendante pour leur village. L'autorisation est accordée à la fin de l'année 1867, sous réserve qu'une église et un presbytère en bon état existent sur place. Un curé est installé l'année suivante, avec l'abbé Louis Antoine Joseph Chatinière, qui part pour Arnouville-lès-Mantes en 1873. Il est remplacé par l'abbé Eustache Leleu, qui arrive l'année suivante, et nommé à la paroisse de Frouville et Ronquerolles en 1877. À partir de cette date, la paroisse de Nerville est administrée et desservie par le curé de Maffliers.

### L'histoire de l'église

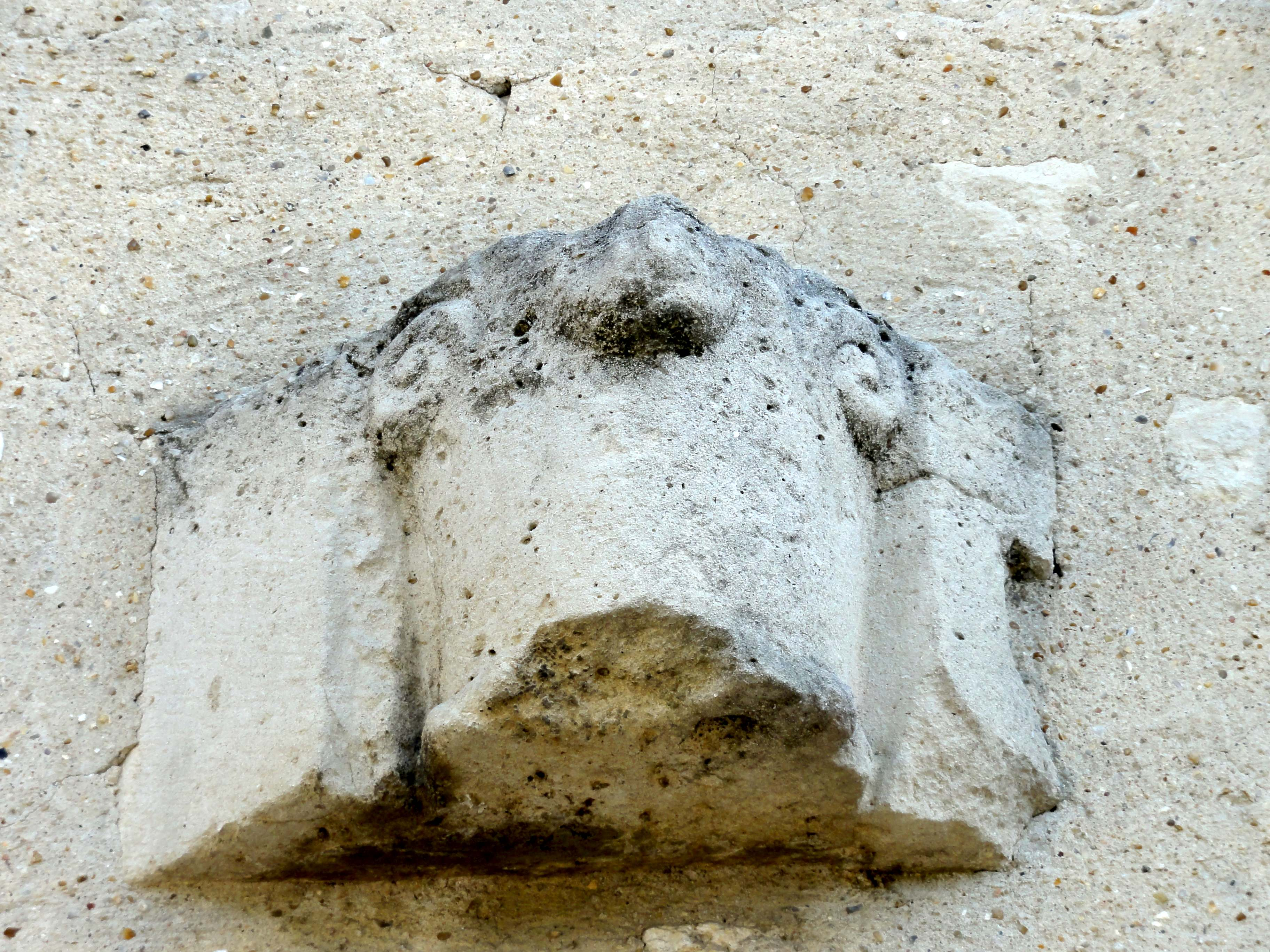
Chapiteau roman à volutes d'angle, vestige de l'église du XIIe siècle encastré dans le mur sud vers 1975.

L'église actuelle conserve des éléments qui remontent à l'époque  où elle fut confiée au prieuré Saint-Martin-de-Champs, mais elle date pour l'essentiel de la fin du XVe siècle et du milieu du XVIe siècle, et il n'est plus possible de retracer le plan initial. Les éléments les plus anciens se trouvent dans la chapelle de deux fois deux travées au nord du chœur, dédiée à saint Joseph. Il s'agit du pilier central, de son chapiteau très dégradé et sans doute d'une partie des murs, mais la restauration assez radicale que la chapelle a connue empêche de l'affirmer avec certitude. Ensuite, les deux grandes arcades au sud du chœur, mais sans les supports, sont susceptibles de dater de la seconde moitié du XIIe siècle ou plutôt du XIIIe siècle, car c'est de cette époque que date le portail méridional reconstitué en 1975 d'après des constats archéologiques. La position des grandes arcades indique que le vaisseau central de la précédente église devait avoir la même largeur. Le clocher porte les caractéristiques du XIVe siècle. Sous la guerre de Cent Ans qui marque une bonne partie de ce siècle et du siècle suivant, l'église est vraisemblablement ravagée, car elle est en grande partie reconstruite à partir du dernier quart du XVe siècle, dans le style gothique flamboyant. Le linteau du portail méridional (le même que mentionné ci-dessus) porte la date de 1485, le nom du maître-maçon, Jehan de Botes, et le nom du curé, messire Usselle. Le voûtement du chœur et l'achèvement de l'abside sont ajournés, car le remplage de ses fenêtres et les chapiteaux corinthiens des deux premiers arcs-doubleaux indiquent le style Renaissance du milieu du XVIe siècle. Entre 1637 et 1779, plus de deux cent cinquante personnes sont inhumées dans l'église. Leur identité est connue grâce aux registres paroissiaux, actuellement conservées aux archives départementales. Trois seulement sont des prêtres, dont deux des curés de Presles. Les autres sont des notables, des personnes qui se sont dévouées à sa paroisse, ou d'humbles habitants morts pendant les périodes de gel hivernal.

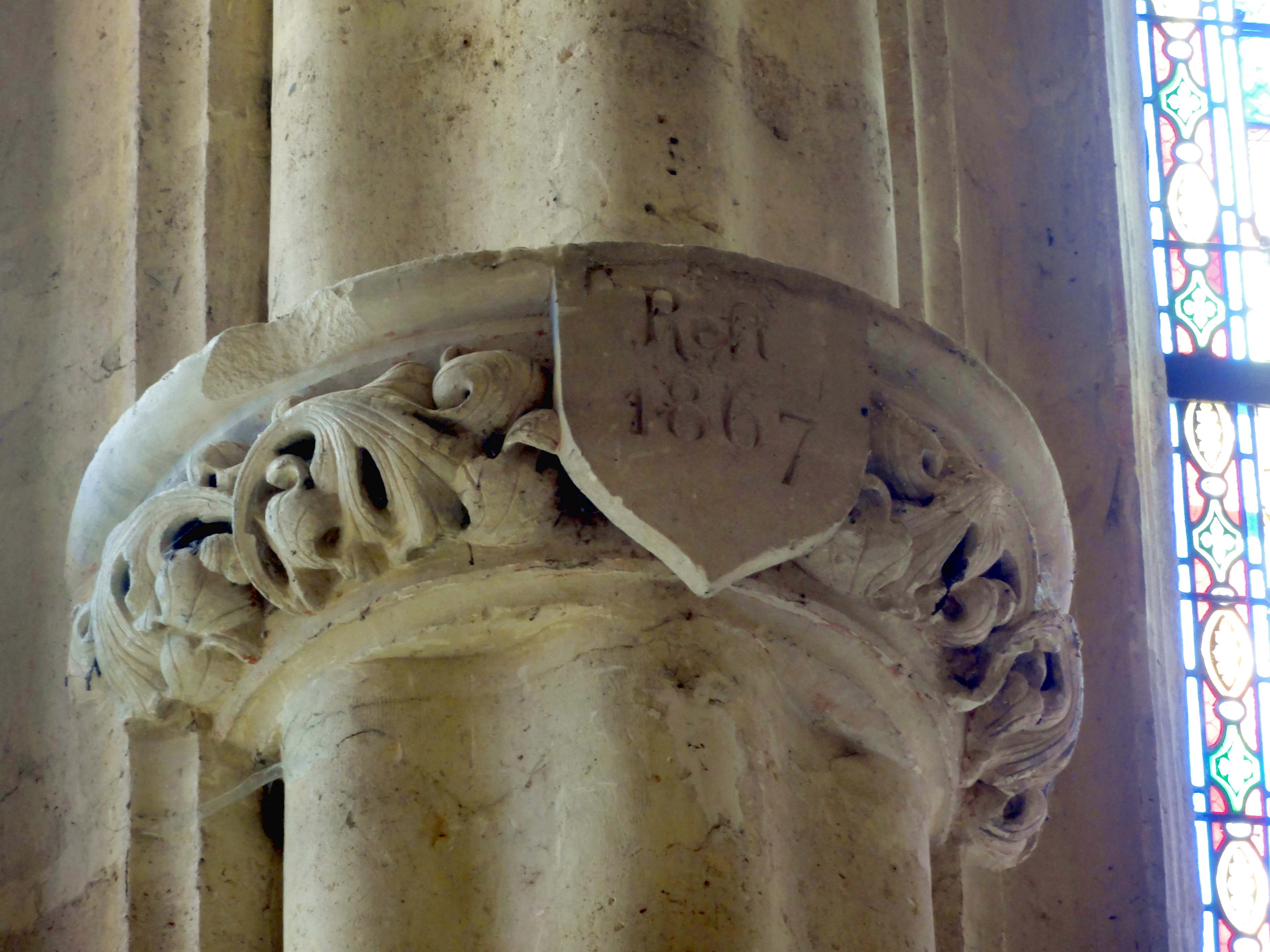
Abside, chapiteau portant la date de 1867.

Sous la Révolution française, les clés de voûte armoriées sont bûchées. Parmi les trois cloches, deux sont envoyées à la fonte. Elles avaient été fondues sur place en 1728 et 1729. La cloche conservée porte la date de 1563, et mesure 1,09 m de diamètre. Dès 1806, le cimetière entourant l'église est déplacé vers le parc situé derrière la maison dite Notre-Dame, à gauche en montant vers la rue Adalbert-Bault, près du cimetière actuel (celui-ci étant aménagé en 1833). Au début du XIXe siècle, sans que l'on en connaisse la raison, l'église est fermée par un simple mur à l'ouest. Les trois vitraux de l'abside sont montés en 1863, et les grilles du chœur sont installées en la même année (la grille de communion a été démontée au milieu des années 1960). Le chœur est restauré en 1867. Les voûtains sont peints en faux-appareil. Le mobilier liturgique est renouvelé. Les dates de 1463 et 1867 sont inscrites sur les écussons des chapiteaux de l'abside. La signification de la première date s'est oubliée. En 1870, le conseil de fabrique demande au conseil municipal la démolition de la sacristie afin de pouvoir la remplacer par une construction plus grande, et en 1876, le conseil municipal accorde une subvention de 4 000 francs pour ces travaux. Ils sont toutefois ajournés. Le 30 mai 1875, un habitant, Auguste Potron, propose au conseil municipal de prendre en charge les frais de la création d'une nouvelle façade occidentale, selon le devis de l'architecte Léopold Hardy (1829-1894), qui sera plus tard l'auteur de la basilique Notre-Dame-du-Rosaire de Lourdes. Cette offre est acceptée par le conseil municipal et le conseil de fabrique, et les travaux durent deux ans. Le bas-relief au tympan est sculpté par Arsène Letellier en 1876. Un orgue sortant des ateliers de John Albert Abbey et son frère Eugène, à Versailles, est installé sur la nouvelle tribune occidentale. M. Potron se montre une fois de plus généreux et s'acquitte de la totalité des frais de construction de la nouvelle sacristie, qui peut ainsi être mise en service en 1884.

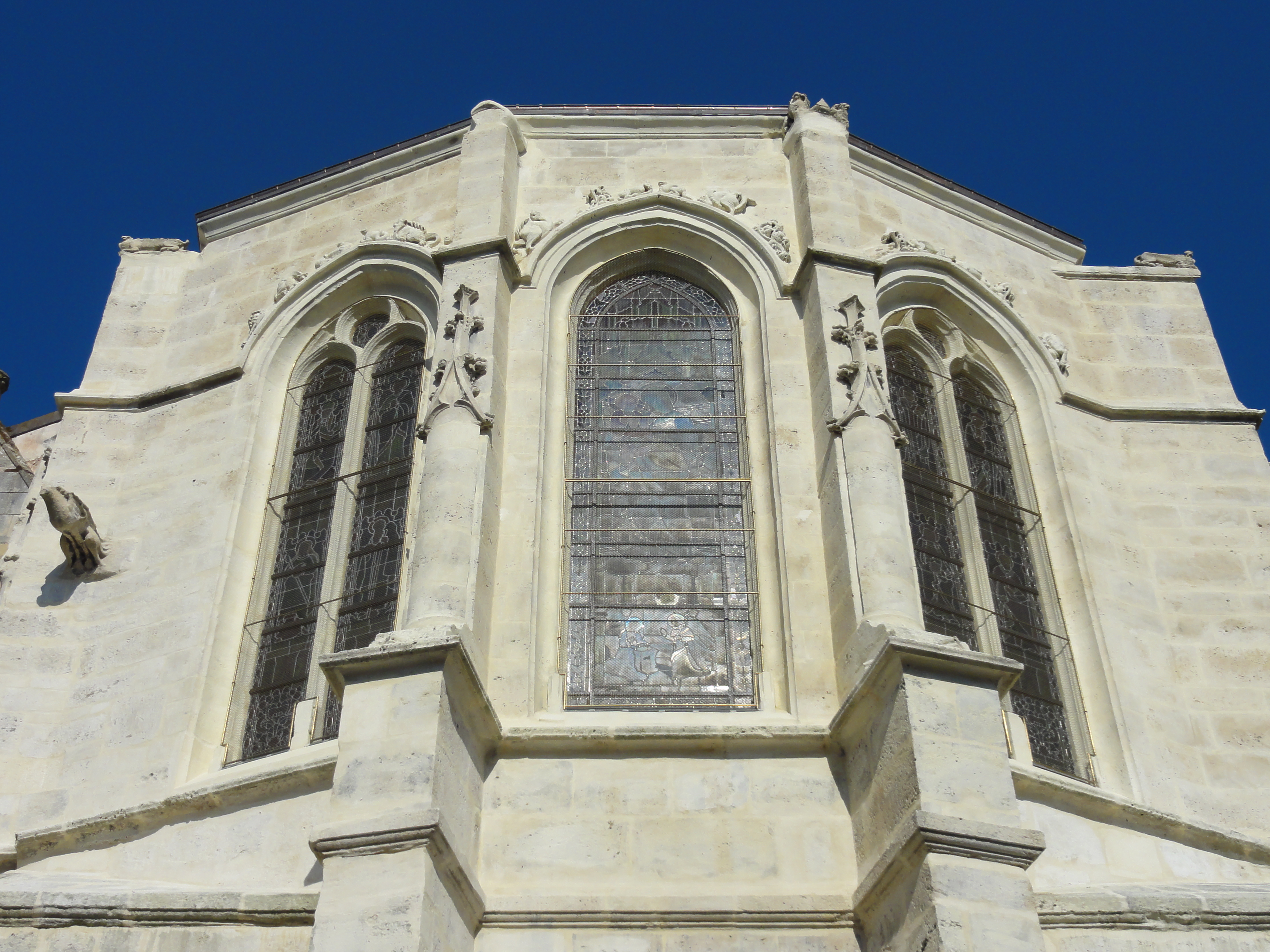
Le chevet après la restauration.

L'église est inscrite au titre des monuments historiques par arrêté du 16 juin 1926. La restauration de l'élévation méridionale est lancée en 1974 sous la direction de Lebigre, architecte en chef des monuments historiques. Dans ce contexte, des fouilles sont entreprises sur le parvis, au sud, et la nécropole mérovingienne déjà signalée est découverte. Les sépultures, disposées pêle-mêle mais toujours la tête tournée vers l'ouest et les pieds vers l'est, selon la tradition chrétienne pour les personnes laïques. La plupart des corps sont déposés dans des sarcophages en plâtre ; d'autres reposent dans des fosses en terre libre. Le mobilier funéraire est presque absent, sauf quelques boucles de ceinture et des poinçons de vannier, ce qui donne à penser que les tombes ont été pillées. Cette circonstance rend difficile une datation précise. En se basant sur les indices archéologiques, Lebigre reconstitue le portail dans la troisième travée, en récupérant comme seuls éléments authentiques le linteau flamboyant et les vantaux en bois. Il remplace le quatre-feuilles au-dessus du portail par un petit oculus. L'orgue est soumis à une révision complète entre 1970 et 1975, sous l'impulsion de l'abbé Guilloux. La première restauration intégrale de l'église depuis le Second Empire est lancée par la municipalité en 2012. Elle est répartie sur six campagnes. La première tranche porte sur le clocher, l'élévation septentrionale et le nettoyage de l'intérieur de la chapelle latérale nord. La seconde tranche commence alors que la première n'est pas encore terminée. Elle s'échelonne du printemps 2013 au printemps 2014, et porte sur le chevet et l'élévation méridionale du chœur, ainsi que sur la toiture du chœur. La troisième campagne porte sur l'extérieur du collatéral sud du chœur (chapelle de la Vierge), sur les élévations méridionales de la nef et du bas-côté, sur les vitraux et toitures de ces parties, et sur la façade occidentale. Cette campagne débute en septembre 2014 et dure jusqu'en 2015. Reste notamment à accomplir la remise en état de l'intérieur de la chapelle de la Vierge, de la nef, et du bas-côté. La fin de la restauration est prévue pour 2018.

## Description

### Aperçu général

Plan de l'église.

Régulièrement orientée, l'église répond à un plan dissymétrique, sans transept. Elle se compose d'une nef de trois travées accompagnée d'un unique bas-côté sud ; d'un chœur comportant deux travées droites et une abside à cinq pans ; d'un collatéral sud de deux travées, se terminant par un chevet plat, et connu comme la chapelle de la Vierge ; d'un clocher situé à quelque distance au nord de la dernière travée de la nef ; et d'une chapelle de deux fois deux travées au nord du chœur, également au chevet plat. Elle est dédiée à Saint-Joseph. La base du clocher communique avec la chapelle, ainsi qu'avec la nef moyennant une petite travée intermédiaire. Ainsi, l'on compte trois grandes arcades au nord, et cinq grandes arcades au sud. La nef et son bas-côté ne sont pas voûtés et recouverte par de fausses voûtes en berceau en bois plâtré. La chapelle Saint-Joseph est voûtée d'arêtes. Le reste de l'église est voûté d'ogives. La sacristie se situe au nord de la chapelle Saint-Joseph. L'église possède deux accès, à savoir le portail latéral sud dans la troisième travée du bas-côté, et le portail occidental de la nef. Le vaisseau central est pourvu d'une toiture à deux rampants, avec pignon à l'ouest. Le bas-côté sud est muni d'un toit en bâtière indépendant, également avec un pignon à l'ouest, tandis que la chapelle de la Vierge, établie dans sa suite, a été équipée d'un toit en appentis. La chapelle Saint-Joseph présente un toit à deux versants perpendiculaire à l'axe de l'édifice, avec pignon au nord.

### Intérieur

#### Nef et bas-côté

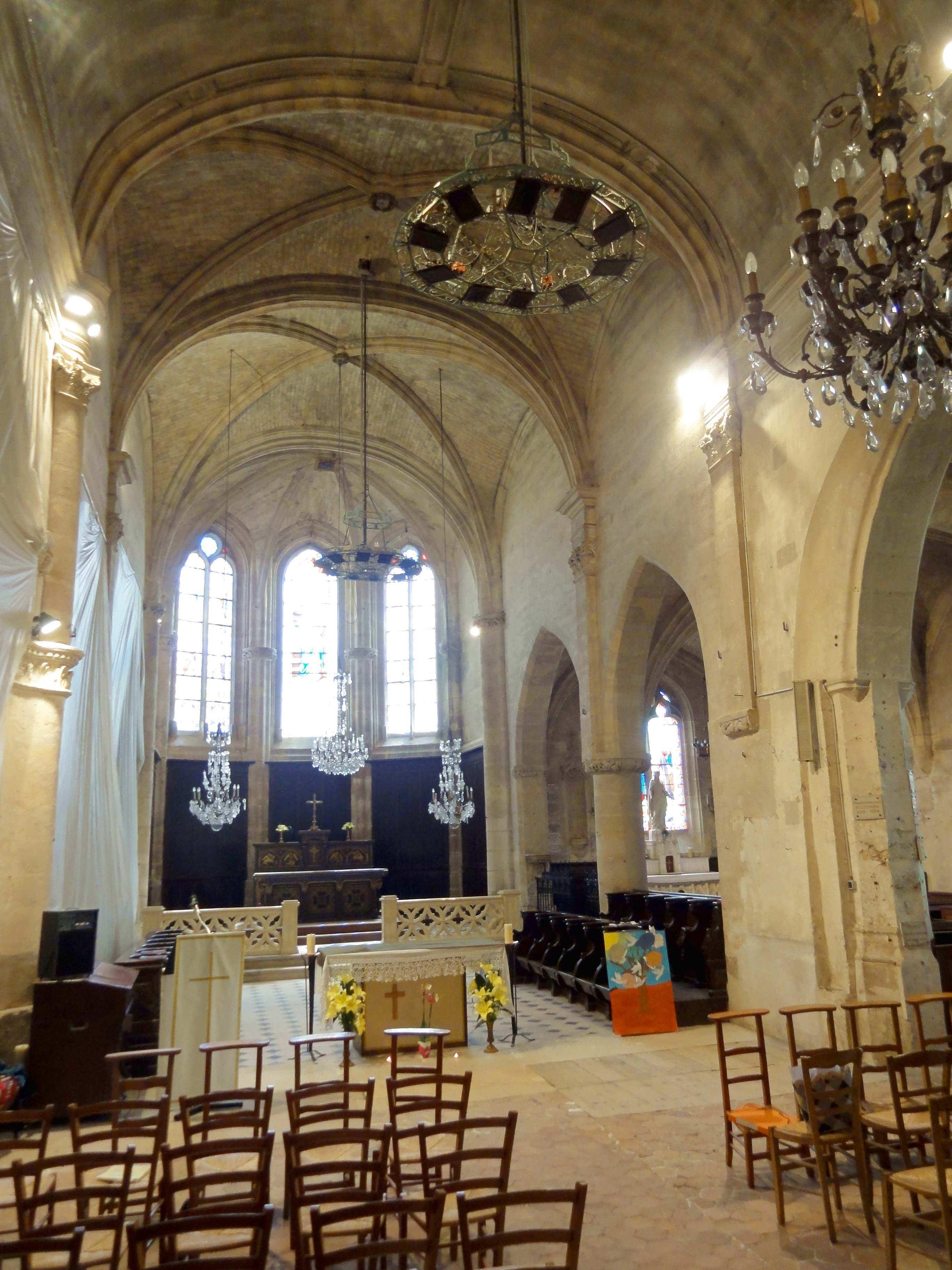
Nef, vue dans le chœur.

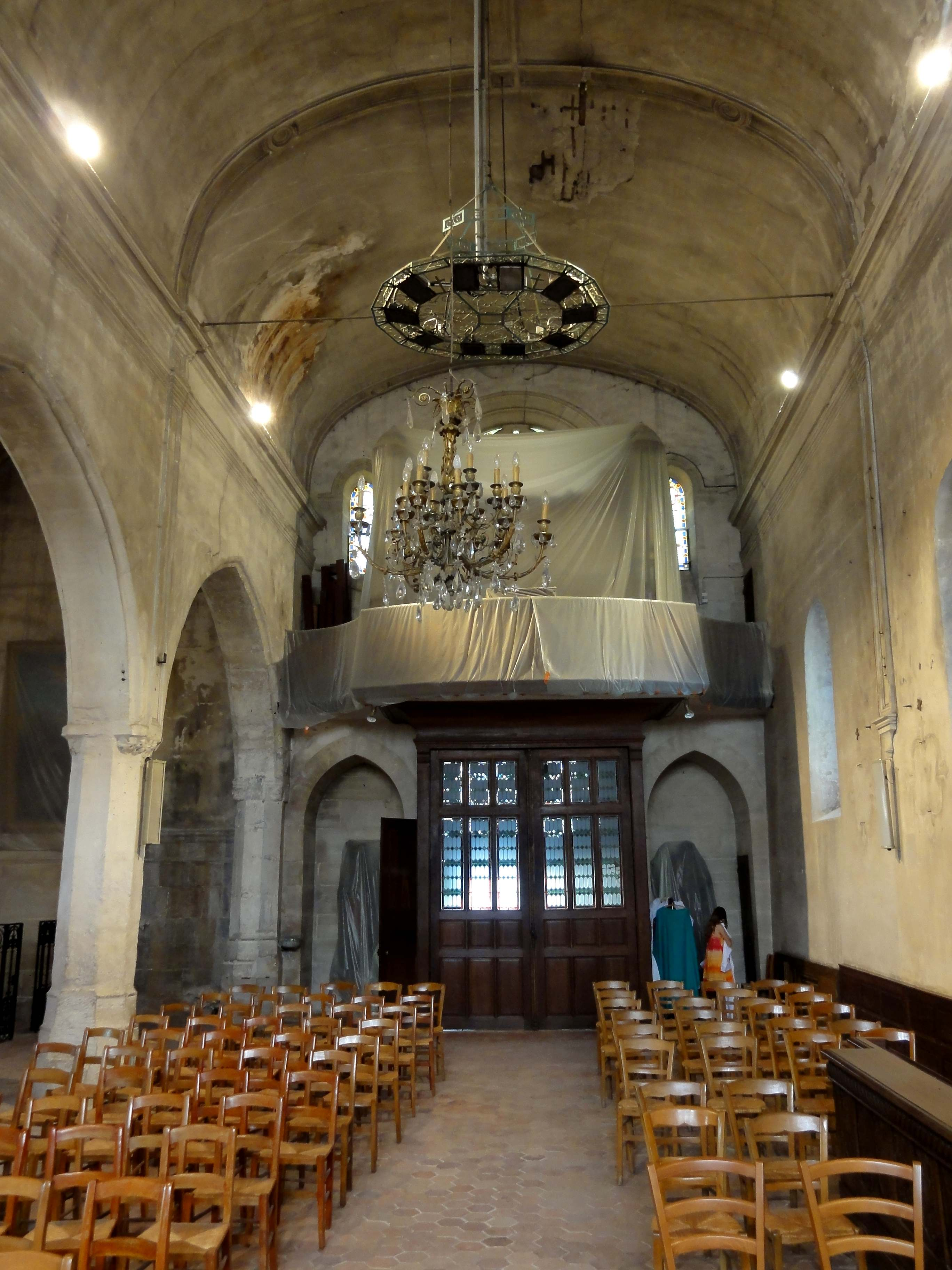
Nef, vue vers l'ouest.

La nef est une construction assez sommaire, sans style véritable. On peut faire le même constat sur de nombreuses autres nefs des environs, dont Asnières-sur-Oise, Roissy-en-France, Valmondois et Luzarches avant sa reconstruction à la fin du XIXe siècle. En effet, les frais de construction et d'entretien de la nef et de ses bas-côtés étaient à la charge des paroissiens sous l'Ancien Régime, ce qui explique la modestie des moyens. Le gros décimateur était seulement tenu de prendre en charge le chœur liturgique, et le clocher seulement s'il se trouvait du côté du chœur. À l'ouest, le tambour de porte est flanquée de deux niches murales en arc brisé, qui accueillent les statues de saint André et saint Pierre aux liens en grandeur naturelle, du XVIIe siècle. Les fenêtres hautes à gauche et à droite de l'orgue, et la rosace cachée pour moitié par l'instrument, datent de 1876, et les niches sans doute aussi. Les élévations latérales s'organisent sur un seul niveau, avec trois grandes arcades au sud, et un mur ajouré de deux fenêtres en plein cintre non décorées et une seule grande arcade au nord. Les grandes arcades représentent les trois quarts de la hauteur des murs gouttereaux, et sont en arc brisé. Elles ne sont pas moulurées, mais les arêtes sont chanfreinées et entaillées d'une étroite gorge. Des portions de mur nues existent au-dessus des grandes arcades, trop peu élevées pour permettre des fenêtres hautes, sauf peut-être au-dessus des piliers. Si les arcades et les murs peuvent remonter à la période gothique, le remaniement dans le style de la Renaissance que la nef a connue à une période indéterminée empêche toute observation susceptible de le confirmer. Des pilastres montent depuis les piliers, et soutiennent un entablement ébauché, dont la corniche sert d'appui à la fausse voûte en berceau. Au-dessus des pilastres, la corniche fait légèrement saillie et présente un rang de denticules. La voûte est en anse de panier, et décorée par des bandeaux moulurés perpendiculaires à l'axe de l'édifice, au niveau des pilastres.
L'intérêt de la nef réside surtout en la forme particulière des piliers des grandes arcades. Pour autant que les murs hauts et les arcades soient antérieurs au XVe siècle, les piliers n'ont apparemment pas été repris en sous-œuvre, comme ce fut apparemment le cas à Cormeilles-en-Parisis et au sud de la nef de Viarmes, autres cas de nefs partiellement flamboyantes aux arcades seulement chanfreinées. Il paraît plutôt que toute la mouluration et tout le décor a été taillé dans la masse. En effet, les tailloirs carrés aux angles abattues sont dépourvus de mouluration, ou assez simplement profilés d'une baguette, d'un cavet et d'un quart-de-rond. Il n'y a pas de chapiteaux à proprement parler, mais des sortes de frises qui ne font pas saillie par rapport aux murs hauts et arcades, et qui sont absentes dans l'intrados. En dessous des frises, les piliers sont octogonaux. Les bases sont des hautes plinthes moulurées, et les socles également octogonaux. Les motifs représentés sur les frises sont des feuilles frisées grasses, des pampres, des personnages en buste, et un écusson martelé plaqué devant coquille Saint-Jacques. L'état de conservation est mauvais ; la sculpture est érodée, et les piliers ont été badigeonnés. À l'est, les grandes arcades du sud se terminent par un pilier carré, qui jouxte immédiatement le pilier au début des grandes arcades du chœur. Un pilier tréflé, qui rappelle les piliers ondulés flamboyants, sépare l'arcade au nord de la nef des grandes arcades du chœur. Ici, le décor se compose d'un entablement simplifié, dont la métope est sculpté de petites et grandes feuilles polylobées en alternance, qui se détachent devant des glyphes, et dont la corniche est garnie de denticules. Le bas-côté est caractérisé par les grandes arcades et un plafond voûté analogue à celui de la nef, sauf que les pilastres s'arrêtent sur des consoles au droit du mur latéral. Les deux fenêtres en plein cintre sont susceptibles d'avoir été repercées à l'époque moderne.

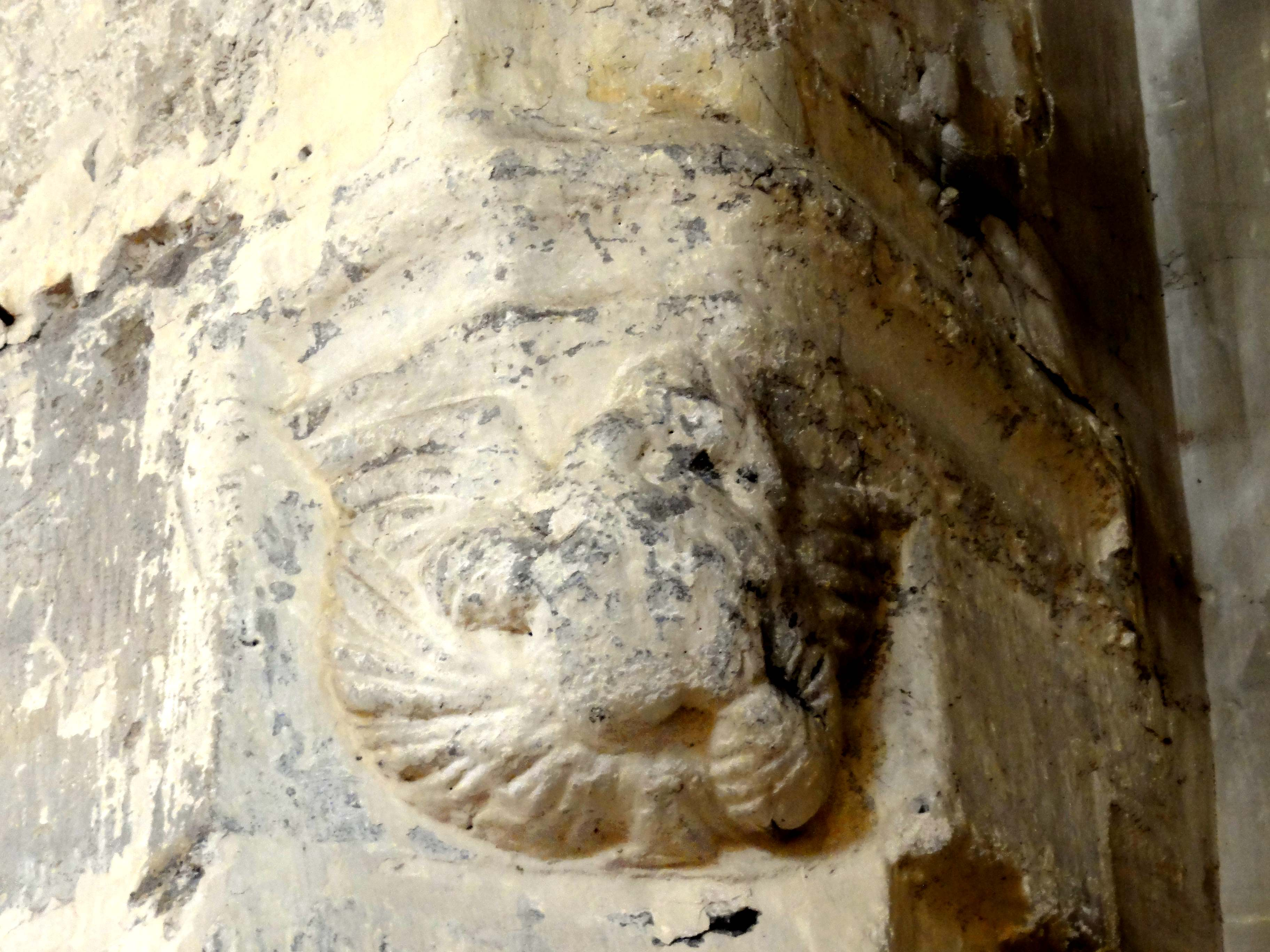
Console au début des grandes arcades.
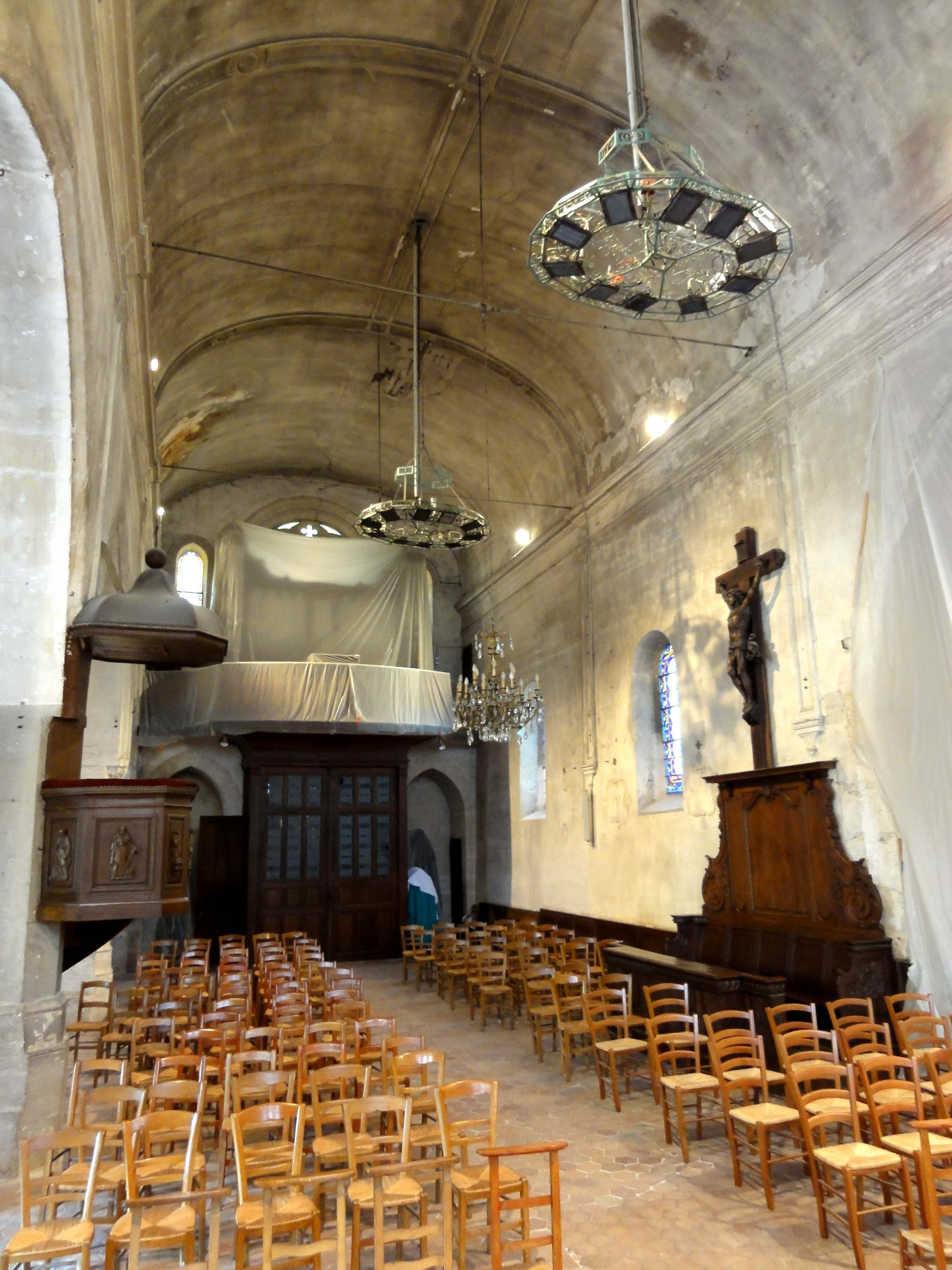
Nef, vue vers l'ouest.
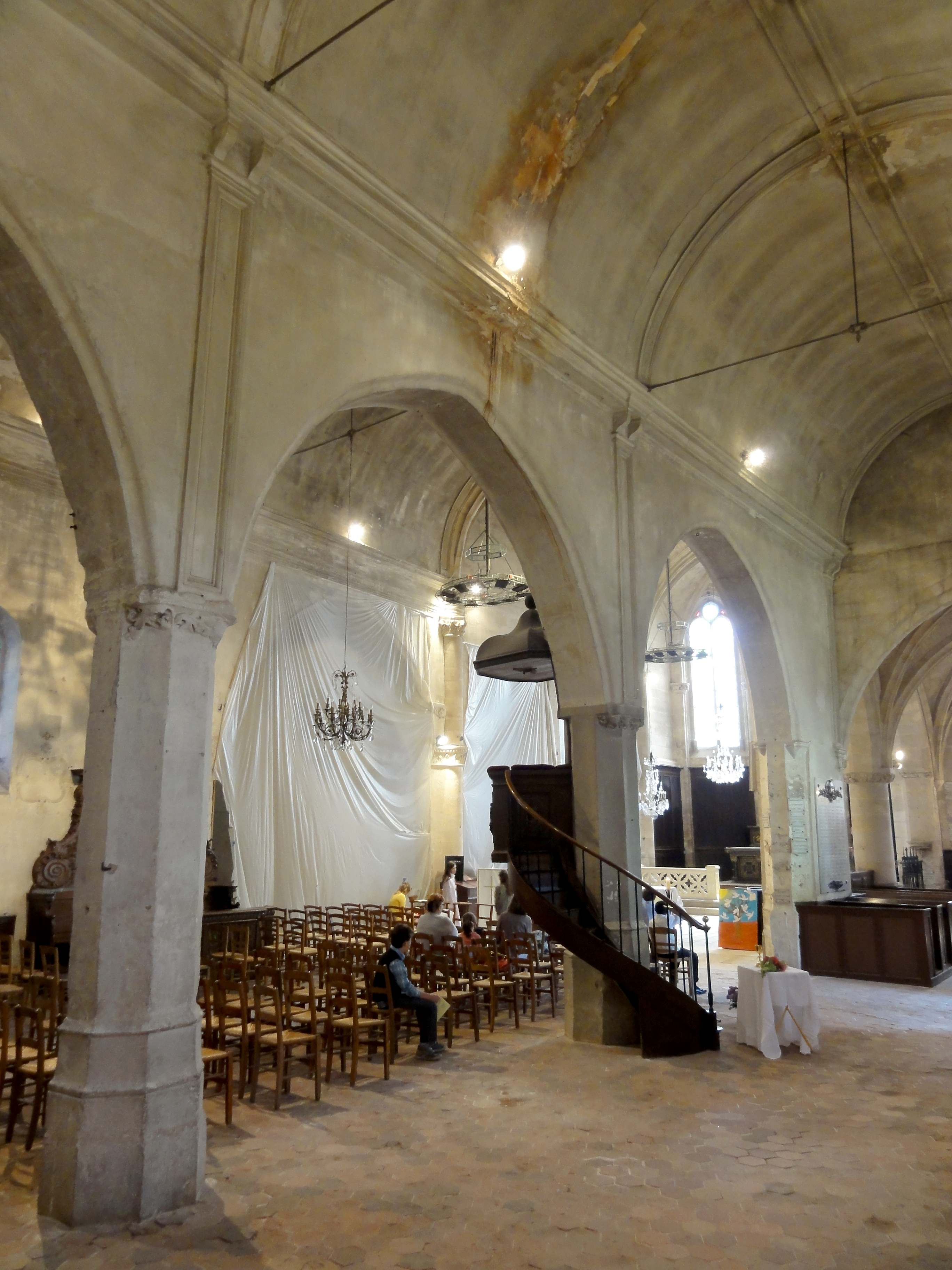
Bas-côté, grandes arcades.
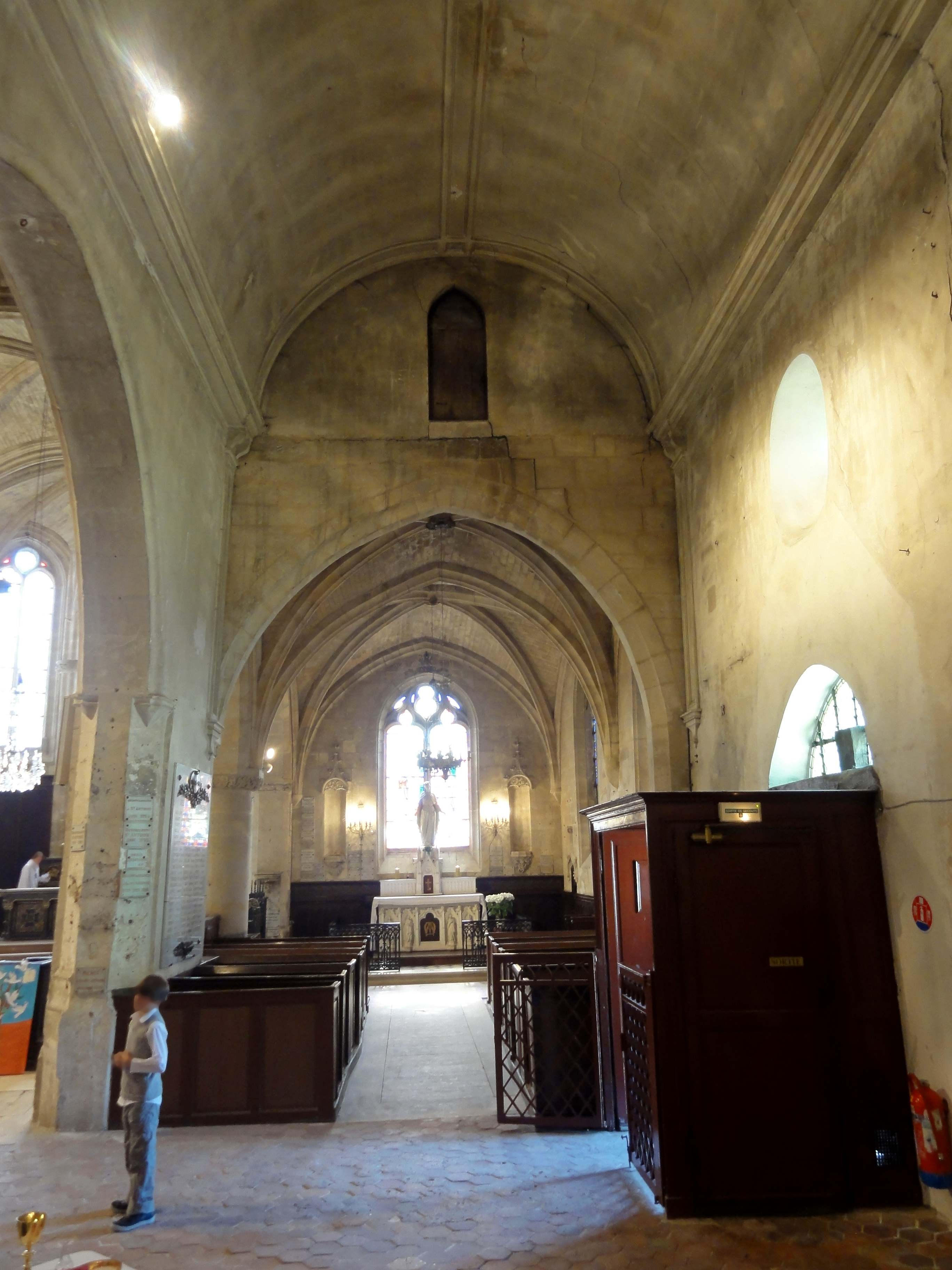
Bas-côté, vue vers l'est.
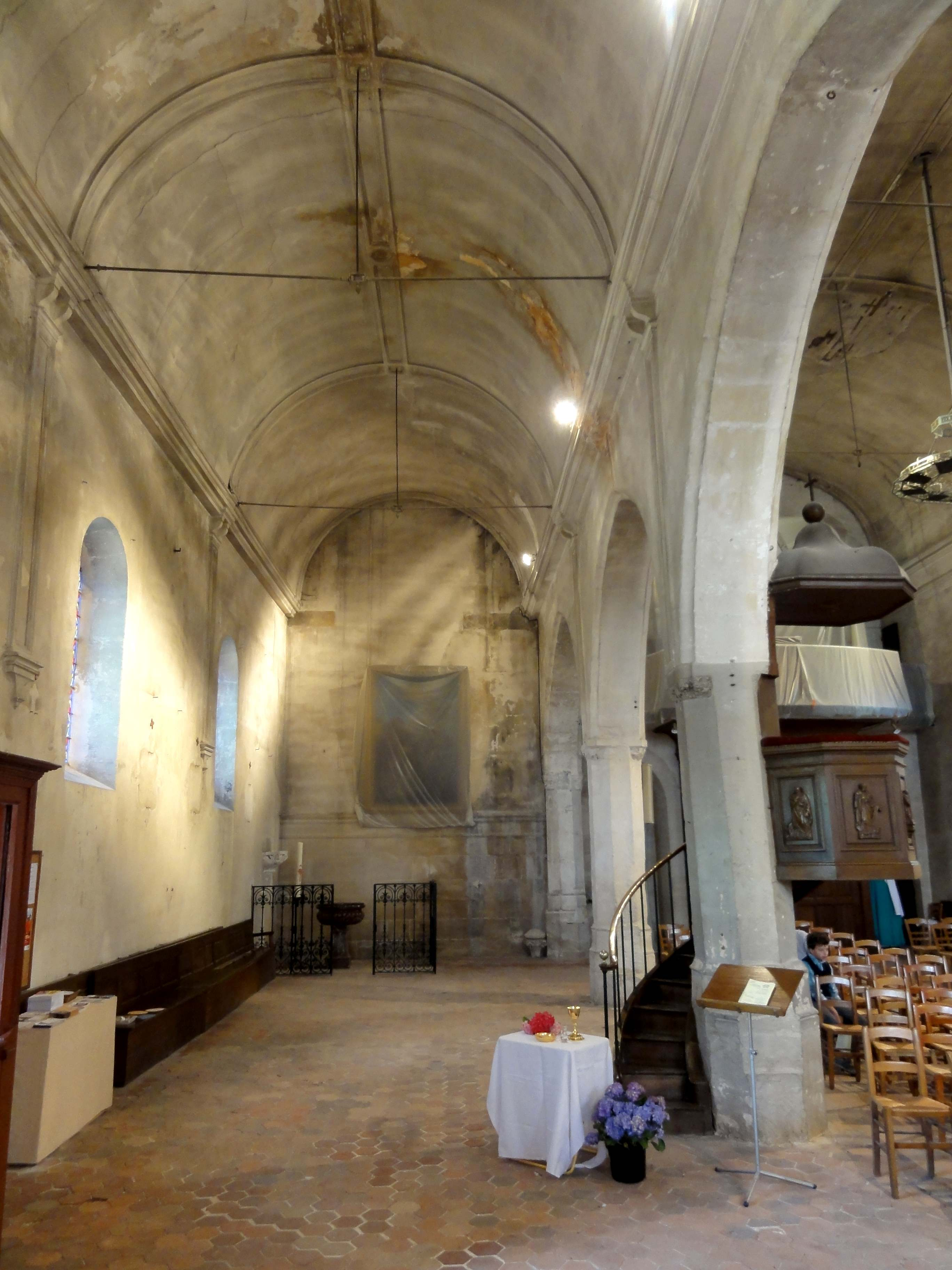
Bas-côté sud, vue vers l'ouest.
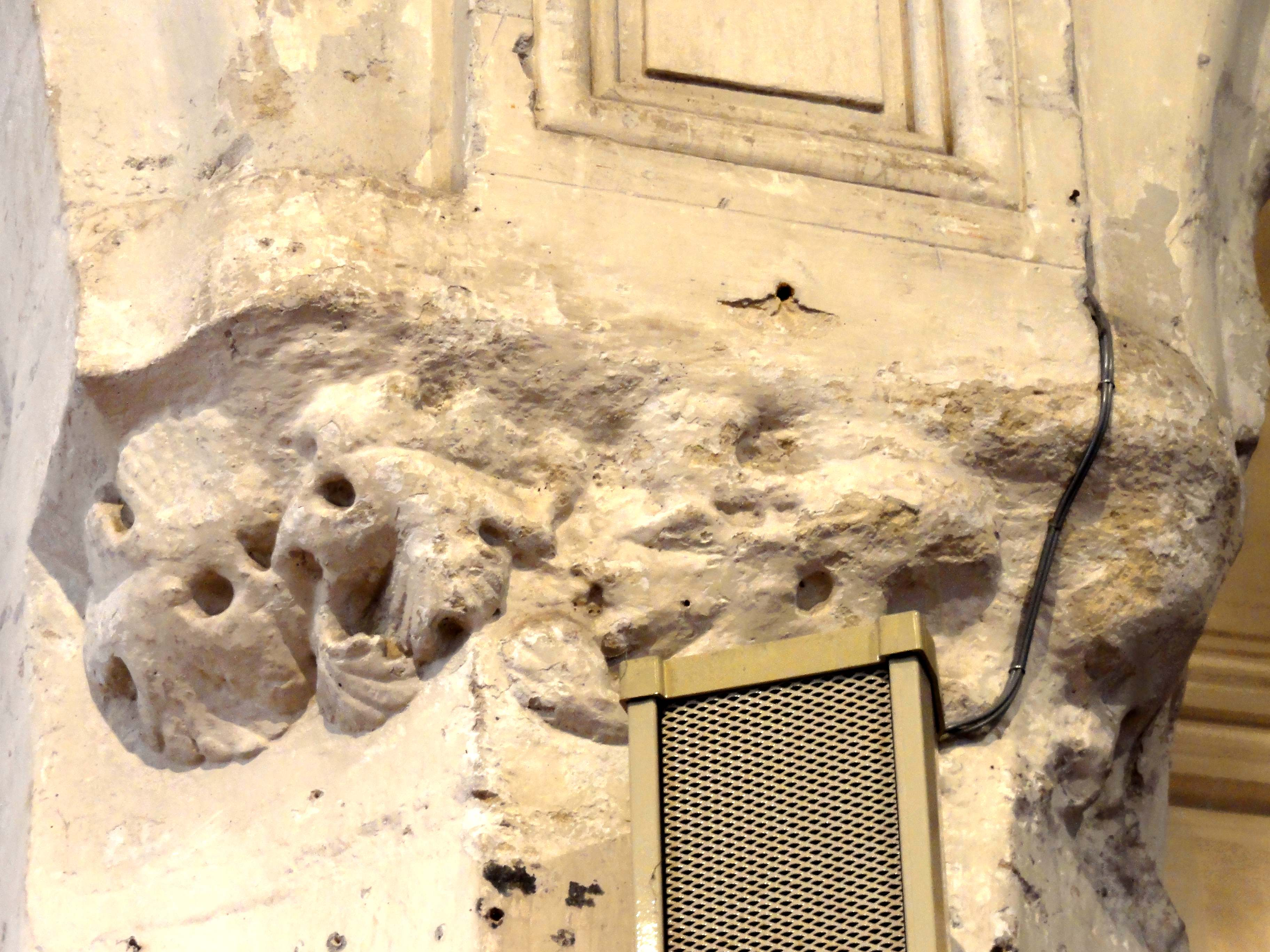
1er pilier, frise sculpté.

#### Chapelle de la Vierge

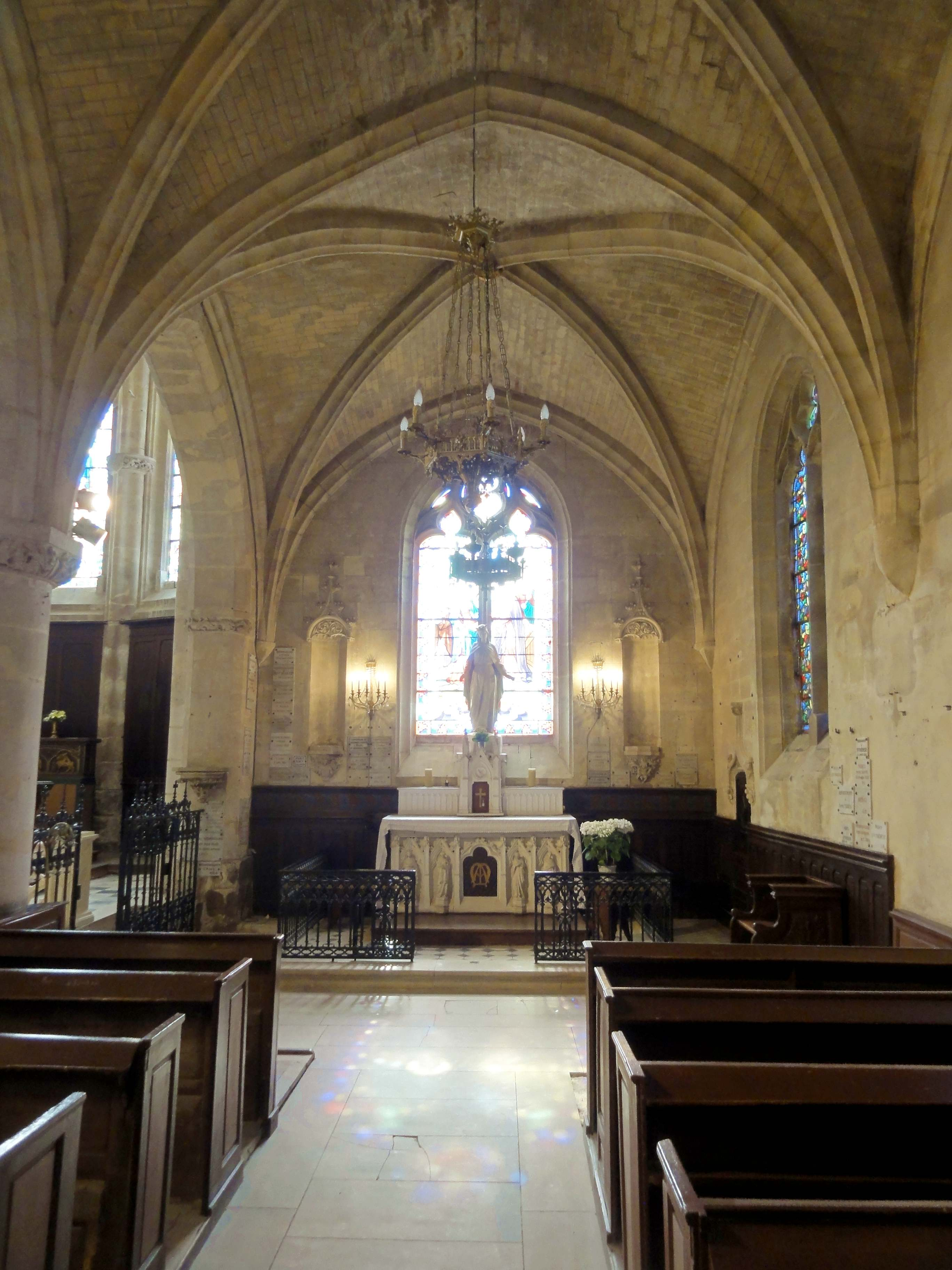
Vue vers l'est.

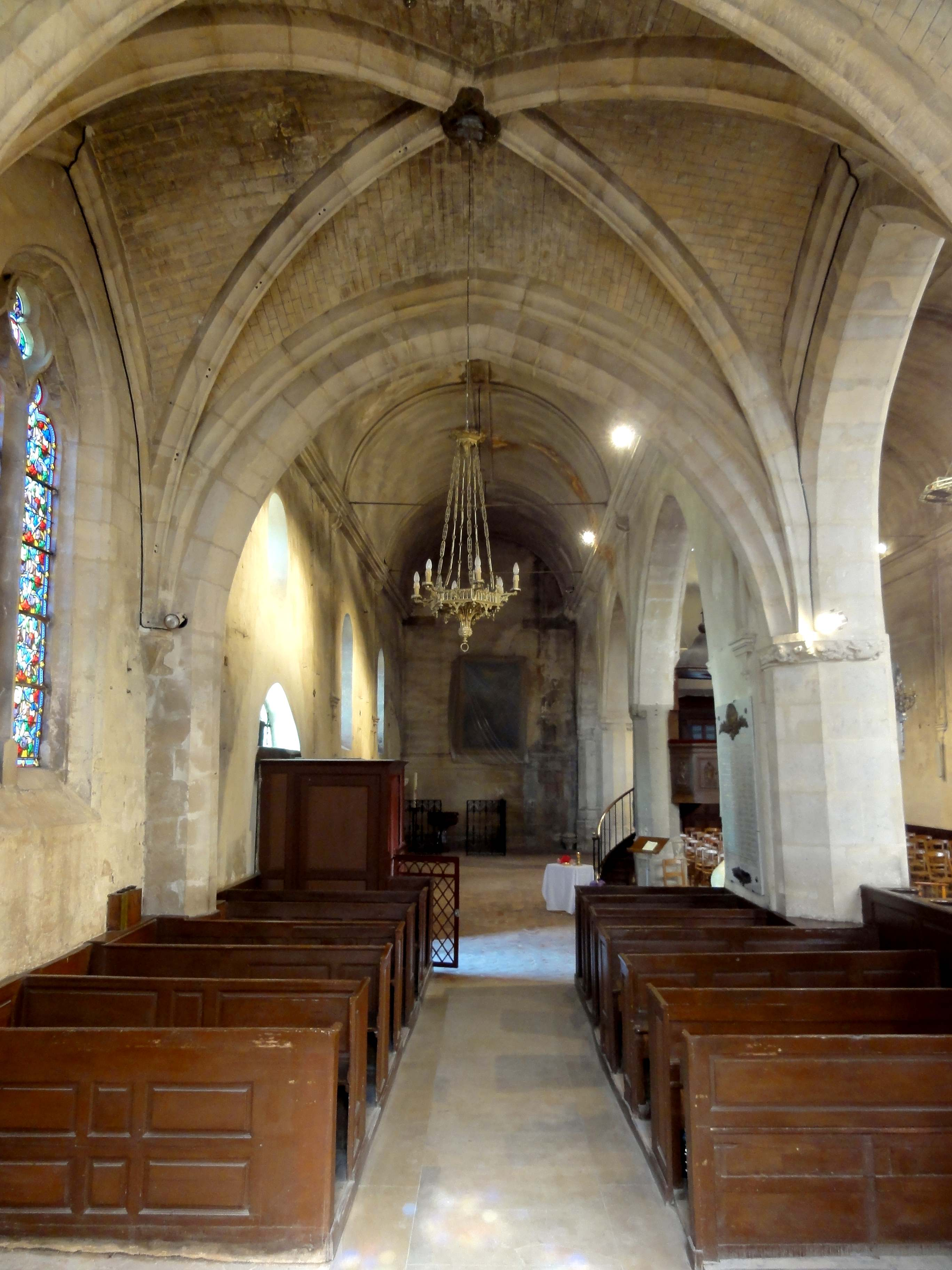
Vue vers l'ouest.

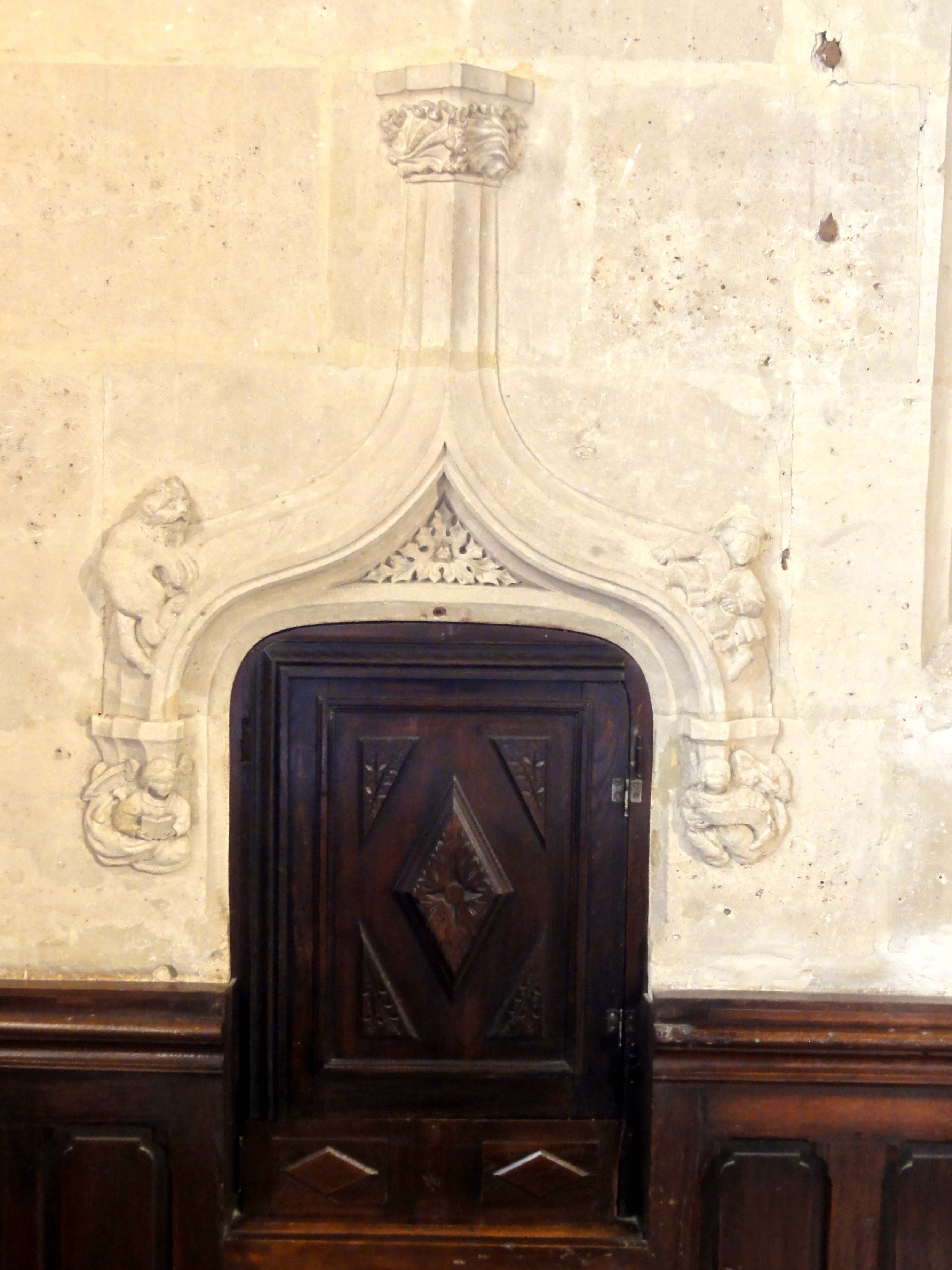
Piscine liturgique.

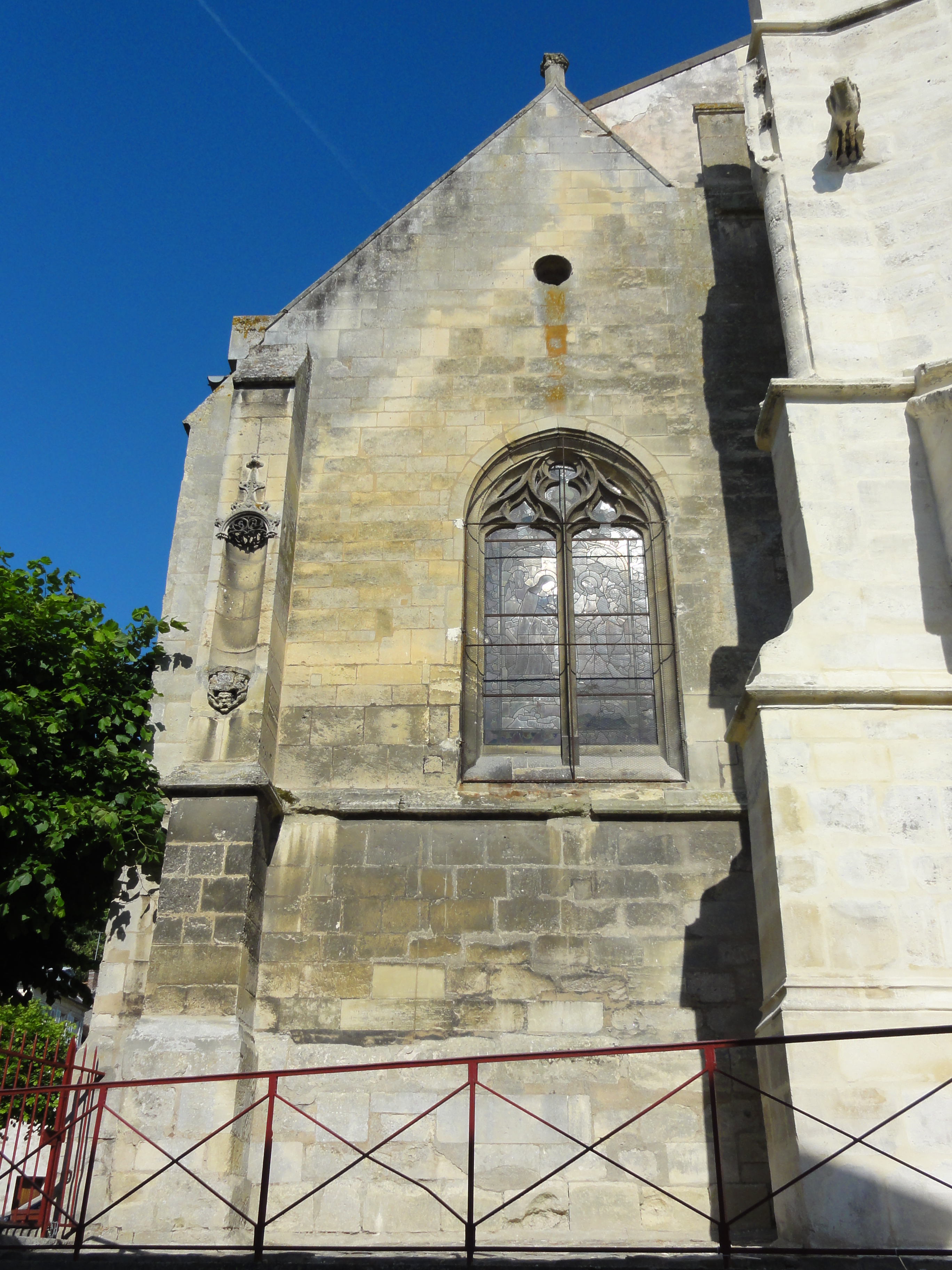
Chevet de la chapelle.

La chapelle de la Vierge est la seule partie de l'église qui est stylistiquement homogène, et dont les fenêtres arborent un réseau gothique flamboyant, qui se compose de deux lancettes aux têtes trilobées, surmontées d'un soufflet et de deux étroites mouchettes. La modénature est aigüe, conformément à l'époque de construction. Les meneaux n'ont pas de base sculptée, ni même le meneau central, qui repose sur un bloc cubique. Ce détail trahit un achèvement hâtif ou une restauration moderne. Depuis le bas-côté, la chapelle s'ouvre par une grande arcade à l'intrados méplat, moulurée de chaque côté de deux gorges peu profondes. Au nord, l'arcade est reçue sur une console moulurée ; au nord, elle retombe jusqu'au sol moyennant un pilier du même profil. Sauf dans l'église de La Chapelle-en-Serval, l'usage de ce profil rudimentaire reste limitée à une partie des arcades et nervures dans les autres églises de la région : croisée du transept d'Avrechy ; ogives et doubleaux de Blaincourt-lès-Précy ; grandes arcades retaillées au nord de la nef de Clermont ; chœur de Magny-en-Vexin ; arcades sous le clocher de Précy-sur-Oise ; grandes arcades du sud de Saint-Clair-sur-Epte, taillées dans un mur préexistant ; croisée du transept de Vétheuil (parfois le nombre de moulures est plus important). Les grandes arcades vers le chœur sont encore plus simples et seulement chanfreinées, ce qui est rare à la période flamboyante, et semble toujours s'expliquer par la reprise en sous-œuvre d'arcades préexistantes, comme à Cormeilles-en-Parisis et Viarmes. À la période gothique, de telles arcades sont fréquentes dans les nefs non voûtées, telles qu'Asnières-sur-Oise, Boran-sur-Oise, Bruyères-sur-Oise, Fontenay-en-Parisis, Fosses, Valmondois, etc. La façon dont le maître d'œuvre a fait retomber les voûtes sur des culots non sculptés dans les angles près du chevet et au droit du mur sud, semble également indiquer un voûtement après coup. Les ogives affichent un profil prismatique aigu caractéristique de la période flamboyante.
Les éléments remarquables de la chapelle sont les frises des piliers ; les deux clés de voûte ; les deux niches à statues qui flanquent la fenêtre axiale ; et l'ancienne piscine liturgique transformée en tabernacle. Les frises existent sur le pilier polygonal adossé au dernier pilier de la nef ; au-dessus du pilier central des grandes arcades, qui est cylindrique et appareillé en tambour ; et sur le pilier carré engagé à la fin des grandes arcades. Bien que ces trois piliers soient tous de forme différente, la sculpture de toutes les frises est de la même facture. L'iconographie caractéristique de la période flamboyante comporte des écussons tenus par des bêtes féroces ; des personnages pittoresques ; et des feuilles grasses. Elles apparaissent surtout à la fin des grandes arcades, où elles constituent l'unique motif. Les deux autres frises sont d'une diversité rarement égalée dans le département. Sur la première frise, qui concerne seulement deux faces du pilier et un angle, l'on voit un monstre de forme allongée, devenu méconnaissable ; un homme tenant sa ceinture avec ses deux mains ; un homme encapuchonné qui tenait un objet qui a été bûché ; et un homme tenant une corde accrochée à une poutre, et servant en même temps de trousseau de clés, ainsi qu'un outil, qui pourrait être un rabot ; et une bête sauvage sortie tout droit de l'enfer. L'un des hommes serait un fou selon Félix Martin-Sabon. La tenue vestimentaire des personnages correspond à la fin du XVe siècle. Appartenant en principe au chœur, mais datant de la même campagne de construction, et concernant le même pilier, une console située au même niveau que la frise met en scène deux lions qui se touchent par leur postérieur tout en se regardant, et se mordent mutuellement dans la queue. Sur la deuxième frise, qui va tout autour du pilier, l'on distingue une chèvre et un gros chien qui se battent ; deux hommes armées d'une hache et d'un couteau, qui s'apprêtent à abattre le bœuf qui ne semble pas redouter son destin ; un monstre avec une crinière, de longues oreilles, une longue queue et des sabots, qui se prend à un arbre ; un écusson aux armes des Bourbon-Conti (d'azur au trois fleurs de lys) flanqué de deux feuilles ; un griffon ; un homme qui a rentré sa tête dans sa veste en train de se battre avec un petit dragon ou crocodile qu'il attrape déjà par la queue ; et deux monstres dressés sur leurs postérieurs, tenant un écusson.
Chaumerliac et Lahousse interprètent cette frise comme scènes de chasse, en s'appuyant apparemment sur Martin-Sabon : le fondement de cette interprétation est difficilement compréhensible. La profusion des motifs allégoriques faisant appel aux bêtes fantastiques se trouve également dans l'église de Bessancourt, et des écussons portés par des bêtes existent aussi à Montsoult. Cormeilles-en-Parisis et Viarmes possèdent aussi quelques frises du même type. Pour venir aux clés de voûte, elles représentent deux lions tenant un écusson aux armes non encore identifiées (d'argent à la fasce d'azur accompagné de trois billettes de même, trois en chef et trois en point) ; ainsi qu'un homme barbu tenant une banderole. Ces deux clés ont conservé leur polychromie architecturale. Enfin, les niches à statues au chevet sont surmontées de dais richement ouvragés, formés de découpages flamboyants sous un arc curieusement en plein cintre et d'un pinacle plaqué garni de feuilles de chou frisées. Les statues aujourd'hui disparues étaient placées sur des consoles, dont l'une figure un ange tenant un livre ouvert, et l'autre un homme tenant une banderole, avec des feuilles de chou frisées à l'arrière-plan. Quant à la piscine, elle renoue avec l'iconographie pittoresque de la frise. La niche est surmontée d'une accolade, qui présente une carde au milieu, et bute en haut sur une console polygonale revêtue de deux feuilles de chou. Les extrados sont peuplés par un chat et un homme tenant un pot. Au niveau des impostes, l'accolade retombe sur deux culs-de-lampe représentant des anges tenant un livre et un phylactère.

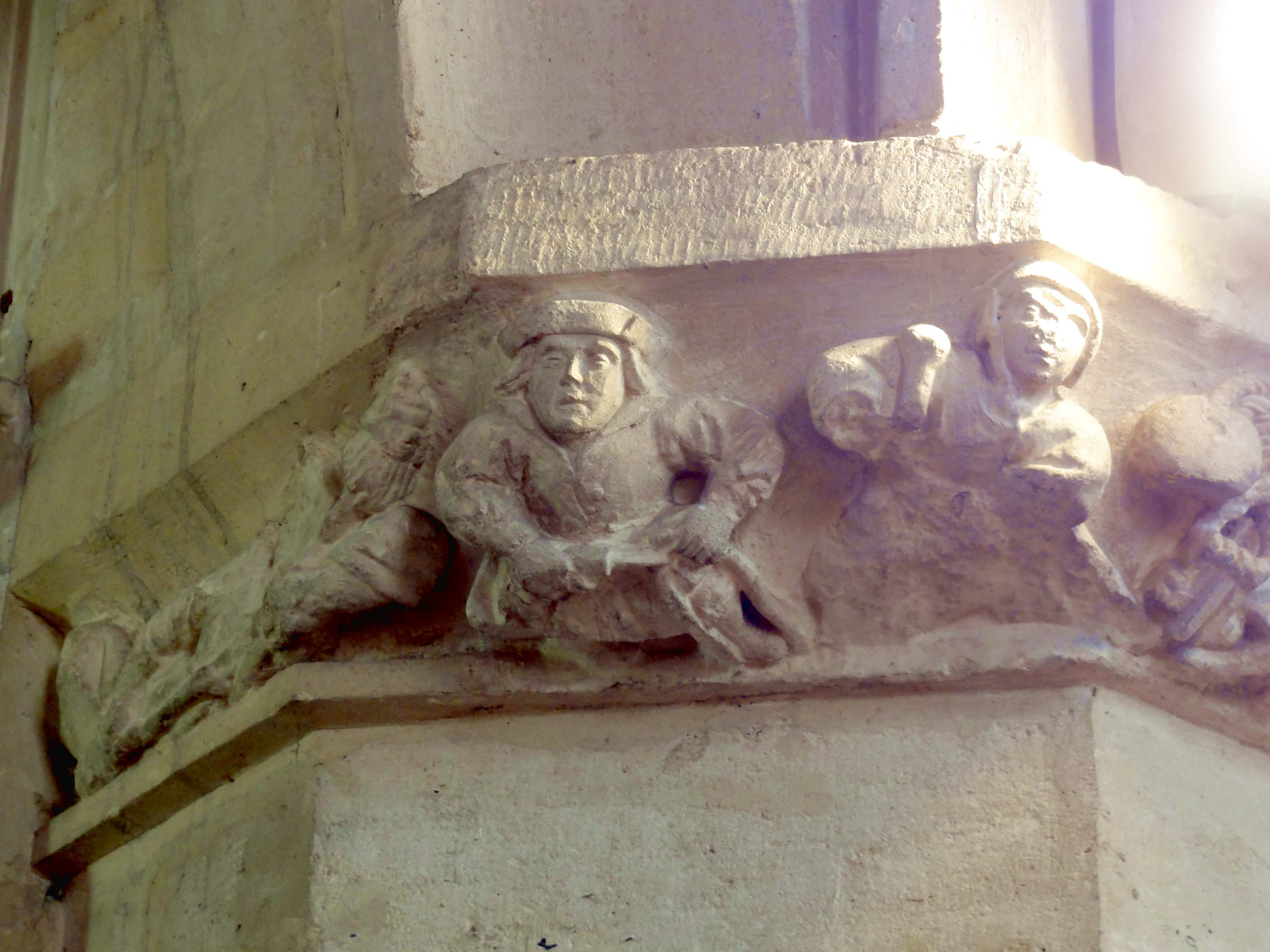
Frise du premier pilier.
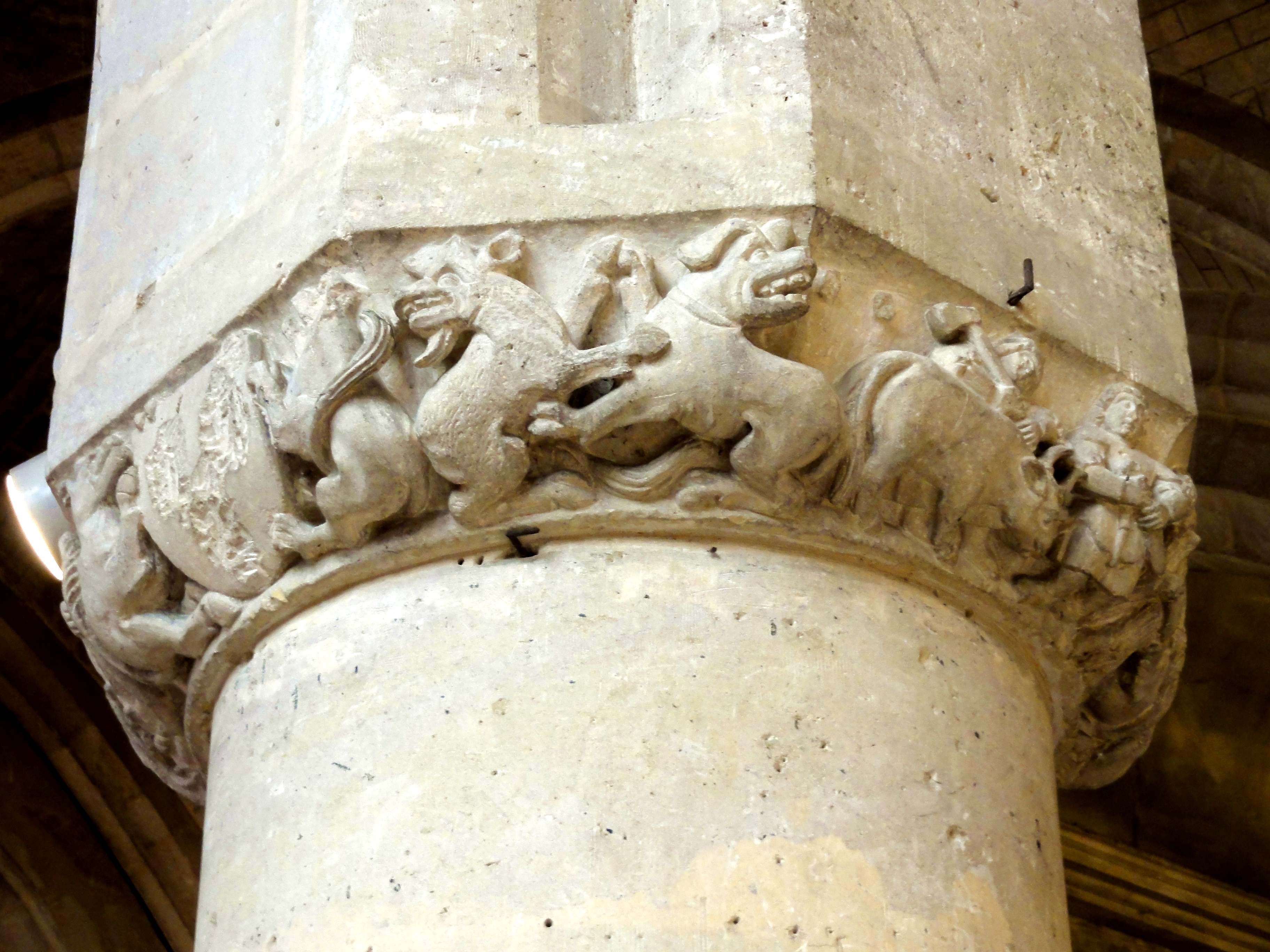
Frise - chèvre et chien affrontés.
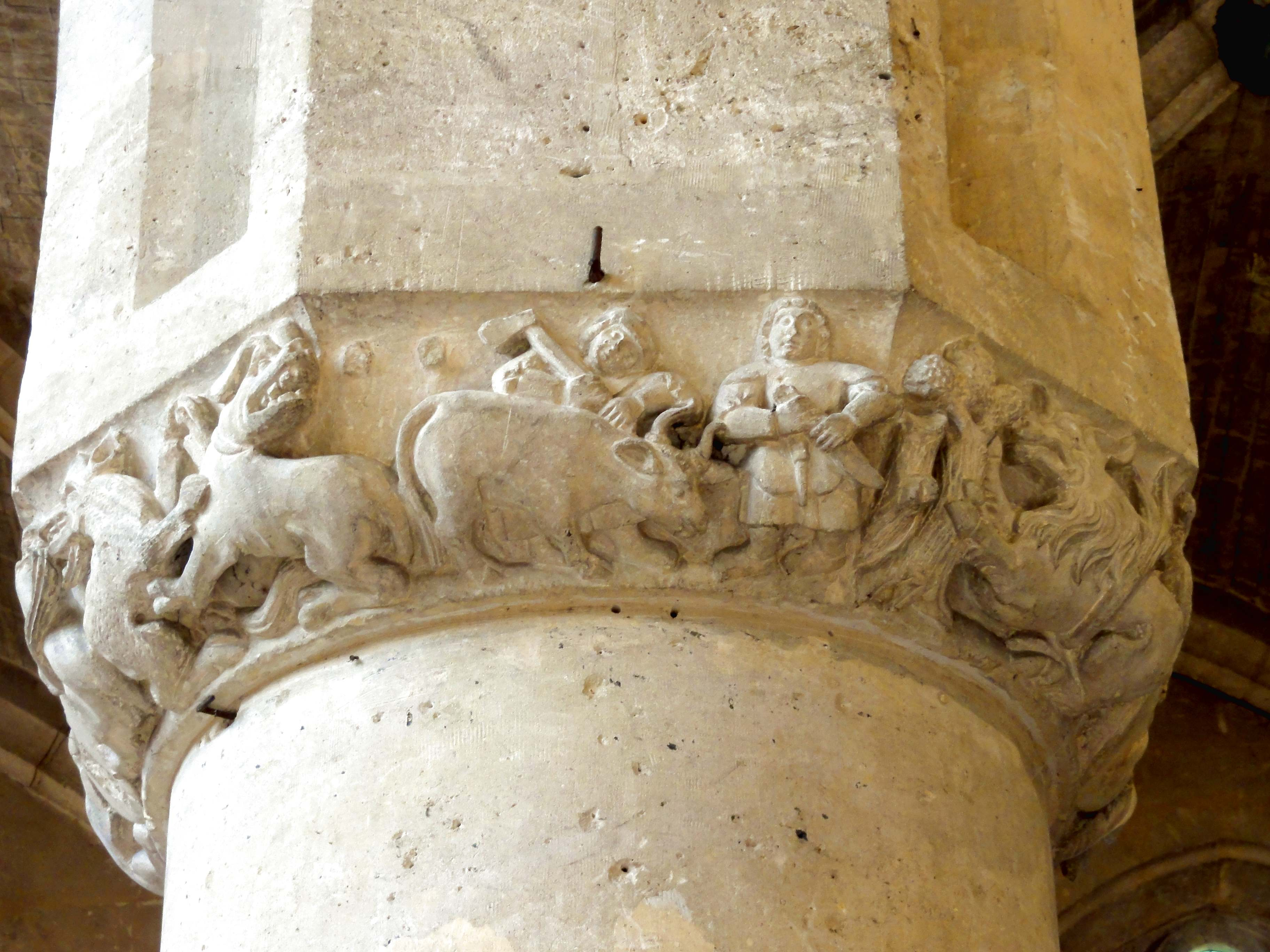
Frise - l'abattage d'un bœuf.
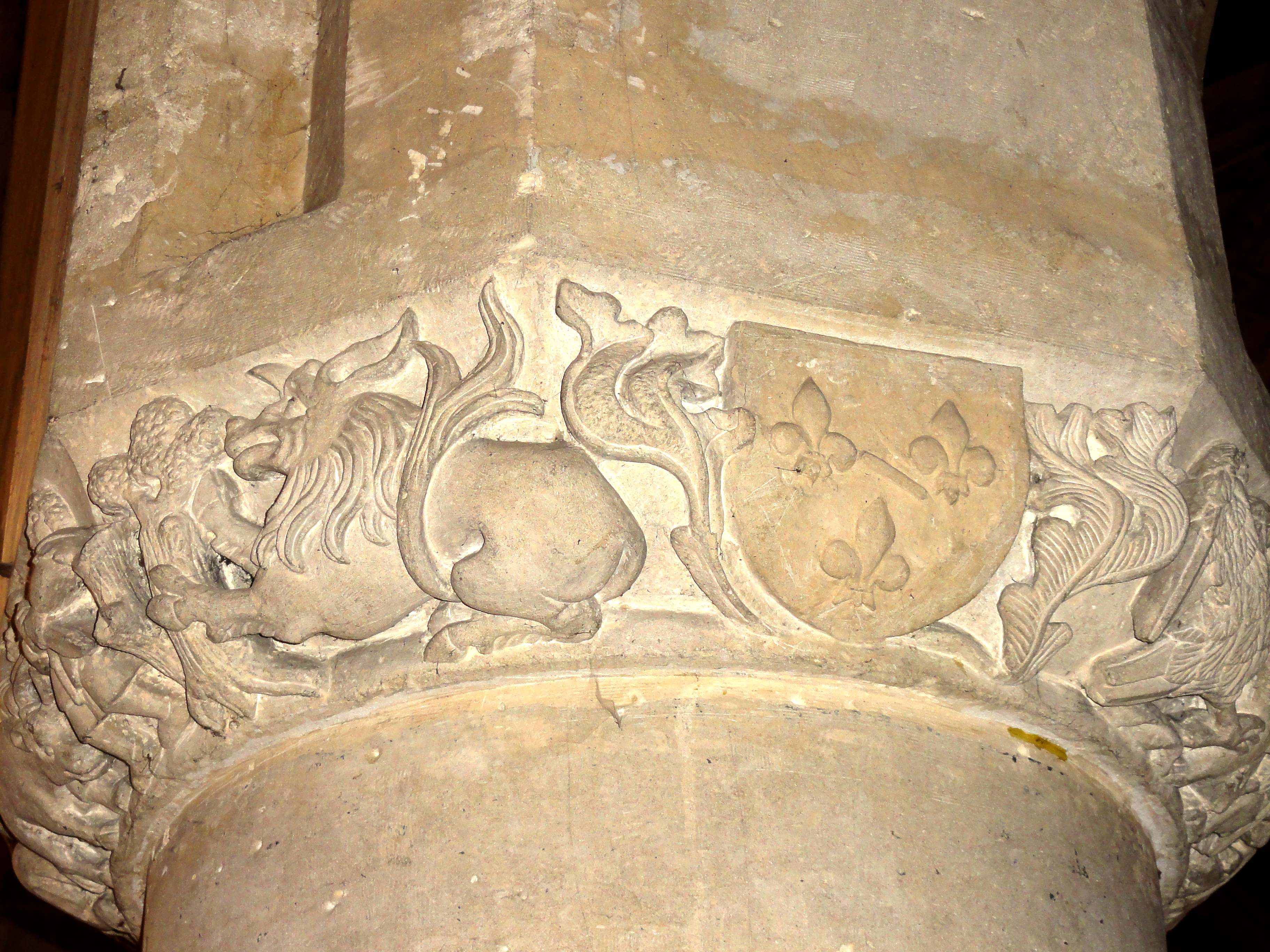
Frise - monstre et blason aux fleurs de lys.
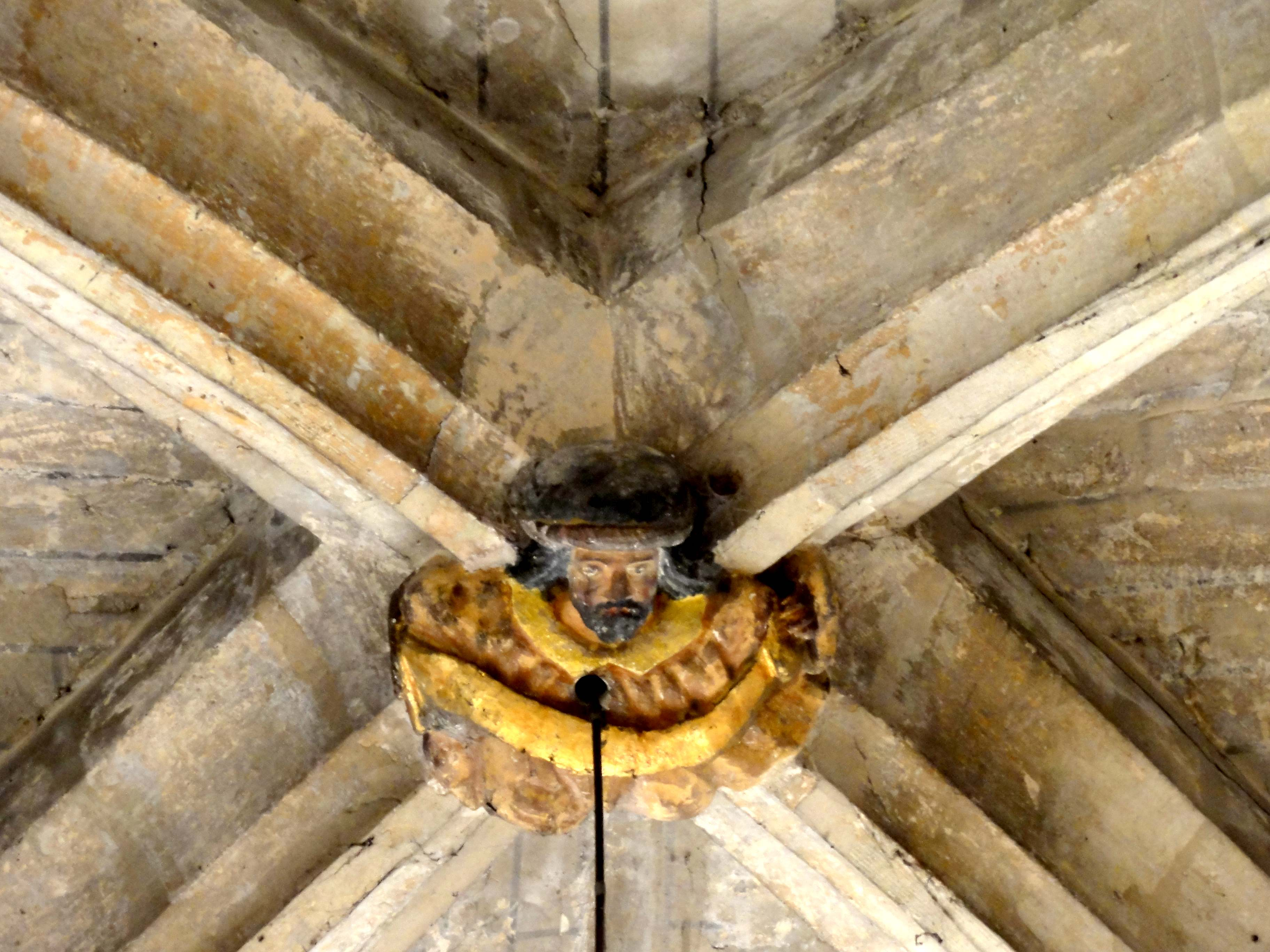
Clé de voûte - homme barbu.
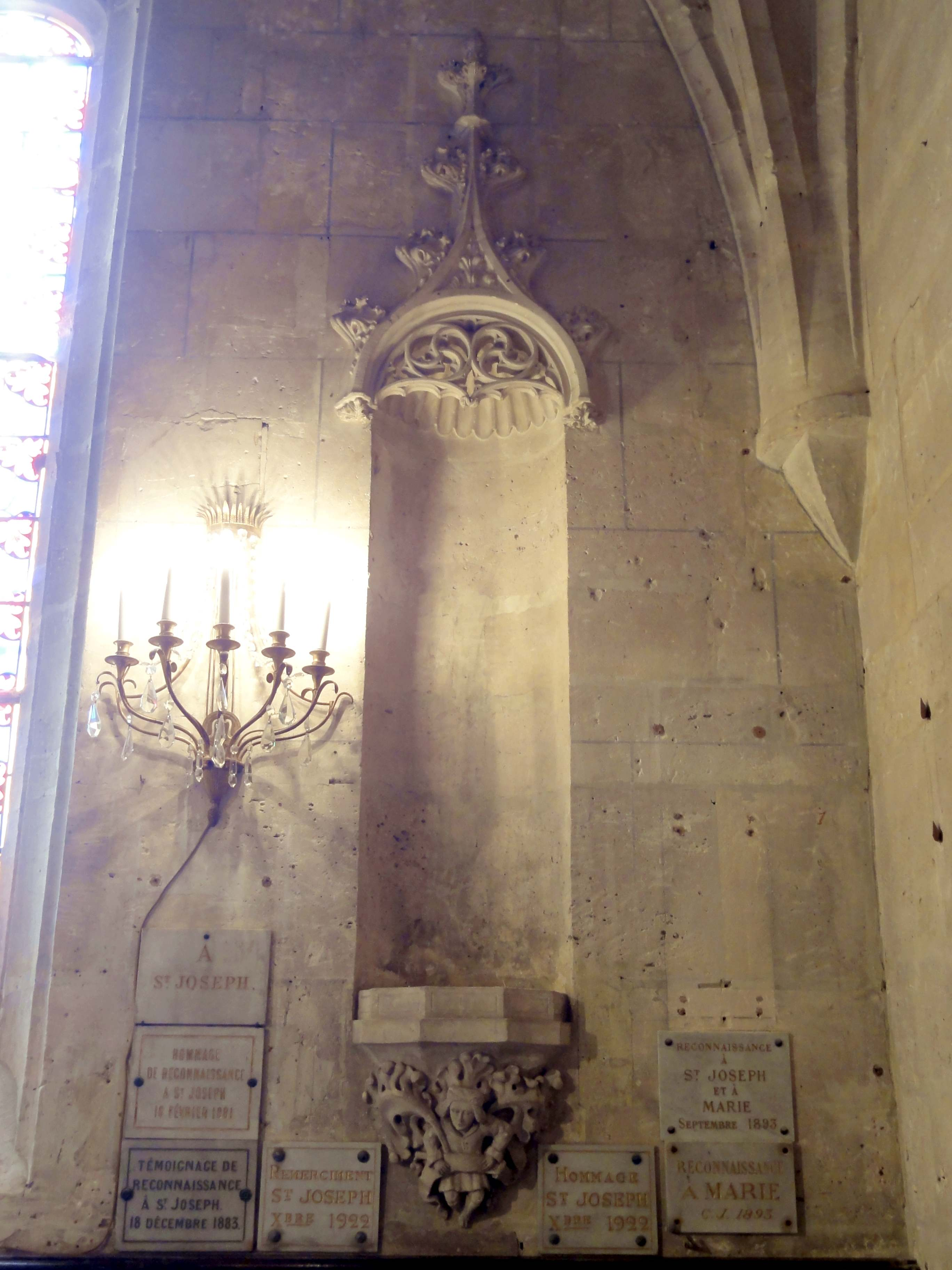
Niche à statue.

#### Chœur

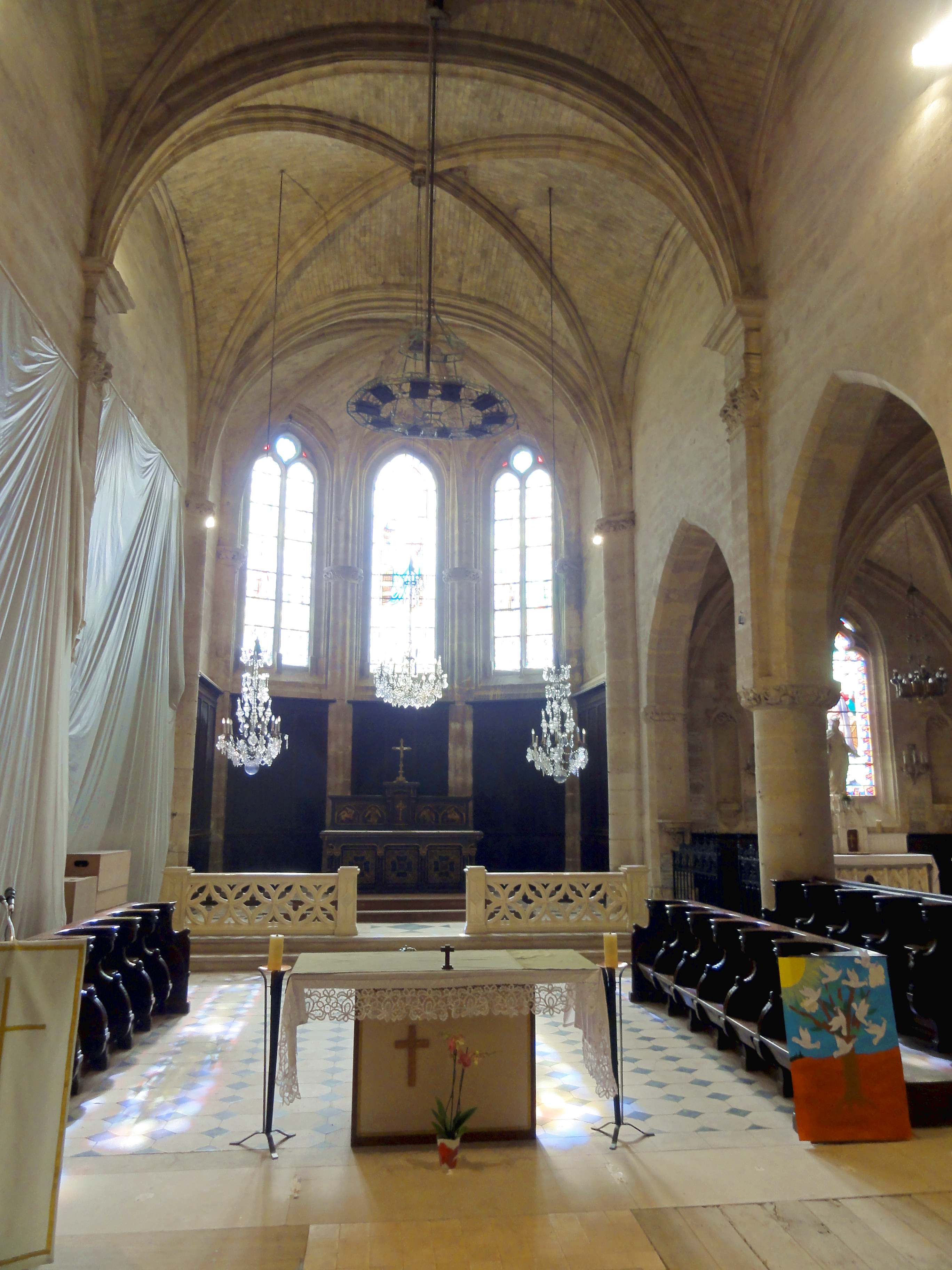
Chœur, vue vers l'est.

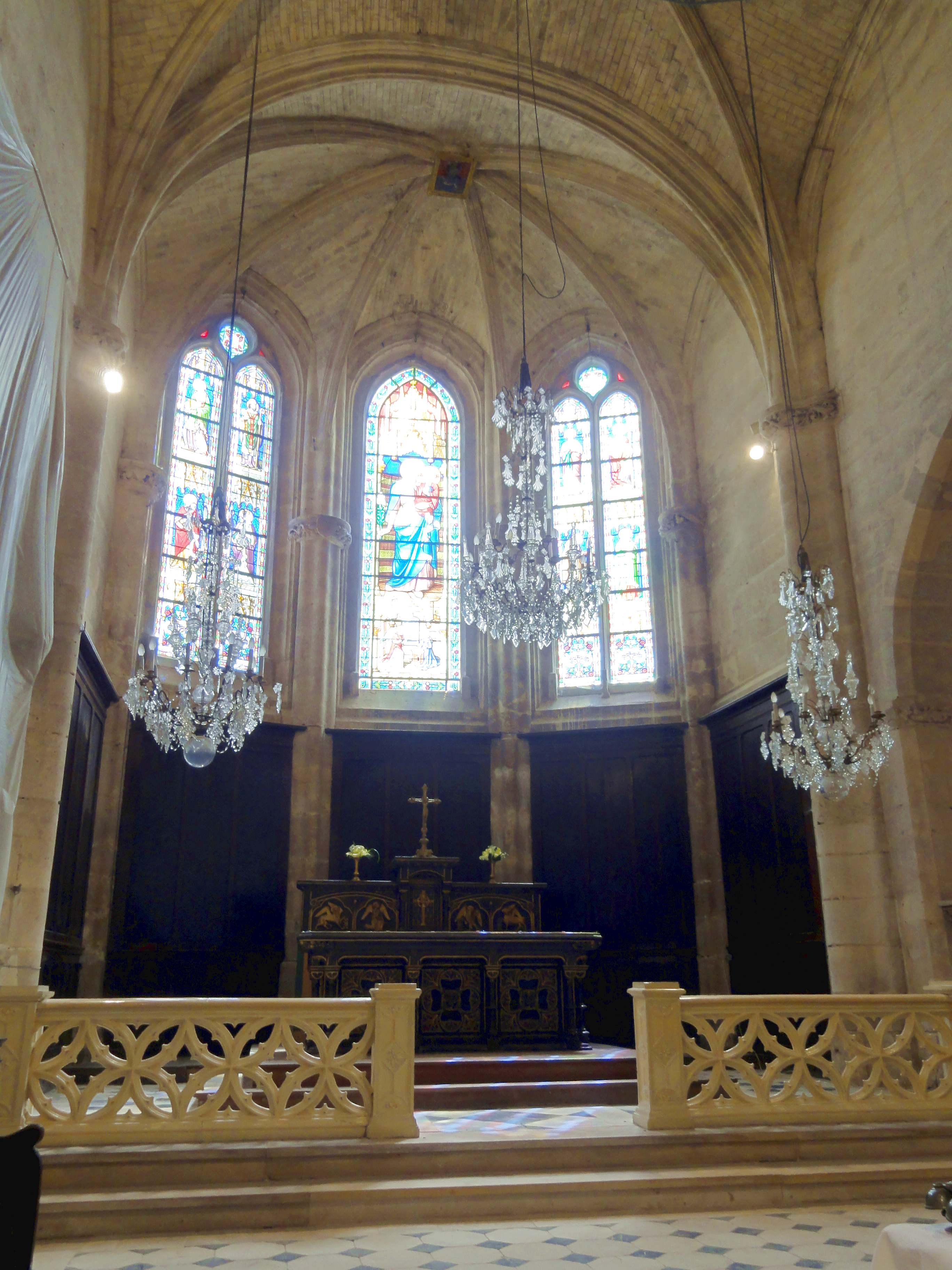
Abside, vue vers l'est.

Voûté d'ogives contrairement à la nef, le chœur a la même largeur et la même hauteur que celle-ci, mais les grandes arcades sont moins élevées : la hauteur de leurs piliers ne représente que la moitié de la hauteur des supports des hautes-voûtes. La conséquence est ici une élévation sur deux niveaux, avec l'étage des grandes arcades et un étage de murs aveugles. ll n'y a pas de trace d'éventuelles fenêtres hautes bouchées. Les grandes arcades concernent les deux premières travées du chœur. La troisième travée est l'abside, qui comporte une courte partie droite, délibérément dépourvue de fenêtres sans qu'il y ait une contrainte qui pourrait le justifier, et une abside à pans coupés. L'on y remarque le haut soubassement des fenêtres, qui commencent au-dessus du niveau des chapiteaux des grandes arcades. Cet éclairage parcimonieux, et les boiseries très sombres qui habillent les allèges, sans intérêt artistique, confèrent au chœur un aspect sévère. C'est néanmoins une construction soignée et bien proportionnée. Elle se distingue par la cohabitation des éléments gothiques flamboyants et des éléments de style Renaissance, ce qui n'est pas rare dans les églises de la région, mais ce qui concerne plus couramment des églises reconstruites sous le règne de François Ier ou postérieurement. Les éléments flamboyants sont les frises et le pilier cylindrique reprise en sous-œuvre de la chapelle de la Vierge, au sud ; les piliers ondulés de l'abside, engagés dans les murs, avec leurs chapiteaux ; et les parties hautes du pilier tréflé au nord de l'arc triomphal. Les éléments Renaissance sont les frises du même pilier et du pilier suivant, au niveau des grandes arcades du nord ; et les pilastres et chapiteaux corinthiens de l'arc triomphal et du premier doubleau intermédiaire. Quant au remplage des fenêtres à gauche et à droite de la baie axiale, il est encore plus flamboyant que gothique, avec des meneaux au profil prismatique aigu, et des lancettes en arc brisé. La partie supérieure du réseau est fortement simplifiée, et se compose d'un oculus dérivé du soufflet flamboyant, et de deux écoinçons ajourés qui remplacent les mouchettes flamboyantes. Les voûtes sont flamboyantes par le profil de leurs nervures et par l'arc brisé des formerets, et renaissantes par leurs doubleaux en anse de panier, comme la fausse voûte de la nef.
D'autres exemples d'églises dont les parties basses sont flamboyantes et les parties hautes de style Renaissance, sont les bas-côtés sud de Louvres et Villiers-le-Bel. Les piliers ondulés à quatre renflements se trouvent aussi à Avrechy et Clermont, paroisses situées jadis dans le même archidiaconé, et dans le chœur d'Ézanville. Les chapiteaux de ces piliers épousent le plan ondulé des piliers, ce qui est une disposition courante, et l'iconographie est également des plus conventionnels : des feuilles grasses au nord et au sud du doubleau ; un écusson entre des feuilles grasses à gauche et à droite de la baie d'axe ; une rose entre deux chimères dans l'angle nord-est ; et des fleurs et des rubans dans l'angle sud-est. Une particularité est le pilier tréflé, déjà mentionné dans le contexte de la nef. Des piliers de cette forme sont rares ; on les trouve sous le clocher de Jaux, où ils cachent peut-être des piliers du XIIe siècle, et au sud de la nef du Thillay, où ils résultent du percement de deux grandes arcades de part et d'autre d'un pilier préexistant. Il est curieux qu'à partir de la frise Renaissance, au niveau des grandes arcades, le pilier passe vers un plan ondulé de type flamboyant, pour finalement arborer un chapiteau corinthien du plus pure style Renaissance. C'est l'unique chapiteau Renaissance « à pointe » que possède l'église Saint-Germain : les trois autres sont effectivement des chapiteaux de pilastre. Ils sont surmontés d'une section d'entablement aniconique, dont la métope semble avoir été maladroitement refaite. Tous ces chapiteaux sont trop stéréotypés pour identifier la signature d'un maître-maçon connu. Moins habituelle est la clé de voûte rectangulaire de l'abside, entourée d'un cadre sculpté et doré, qui arbore les armes de la famille de Nicolaï, seigneurs de Presles et d'autres lieux : d'azur, au lévrier courant d'argent, au collier de gueules, bordé, bouclé et cloué d'or. L'écu est surmonté d'un heaume à lambrequins. Les deux autres clés de voûte sont des écussons vides entourés d'une guirlande ou d'une couronne de laurier. Toutes ces clés de voûte sont peintes.

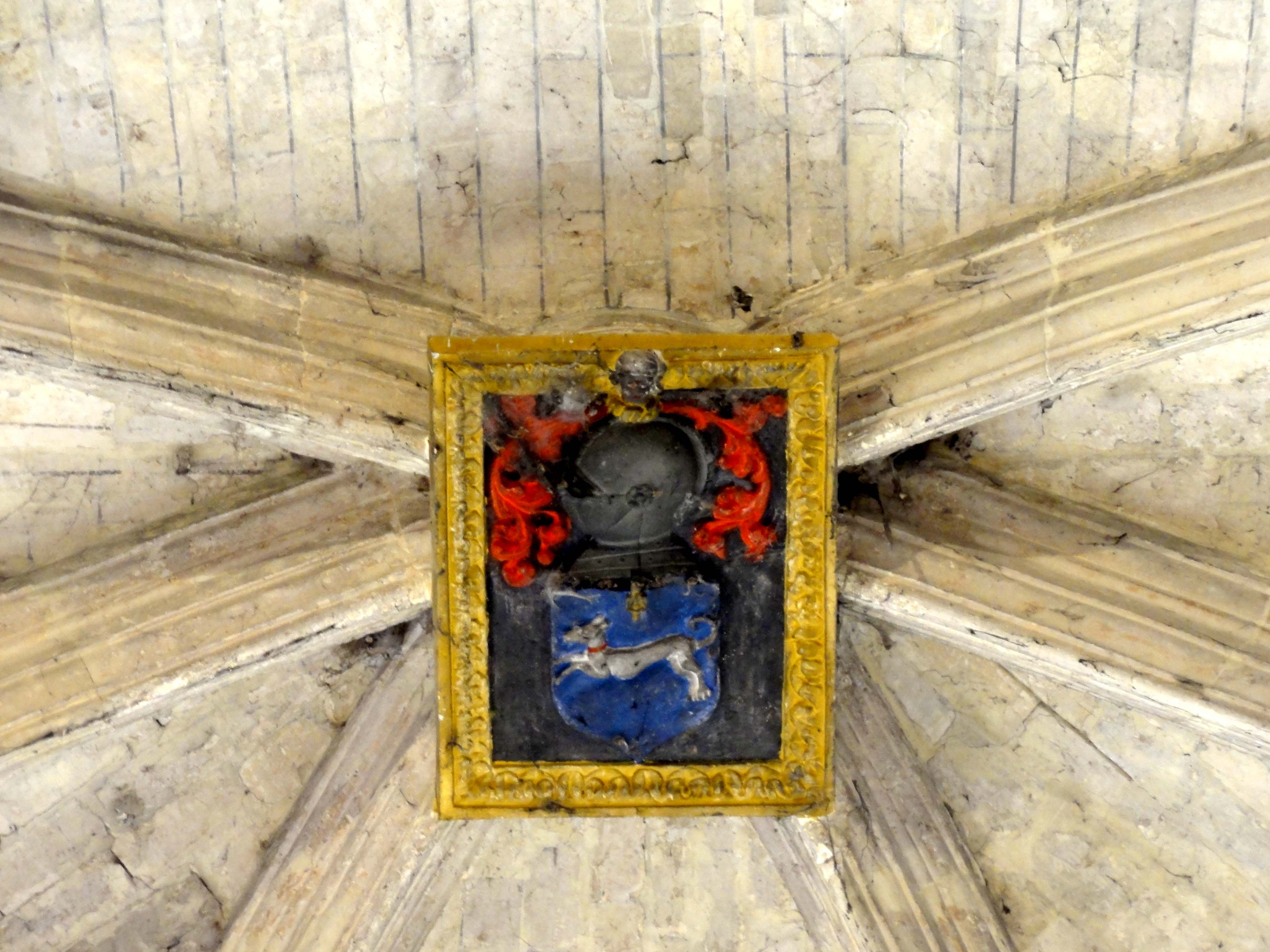
Abside, clé de voûte aux armes des Nicolaï.
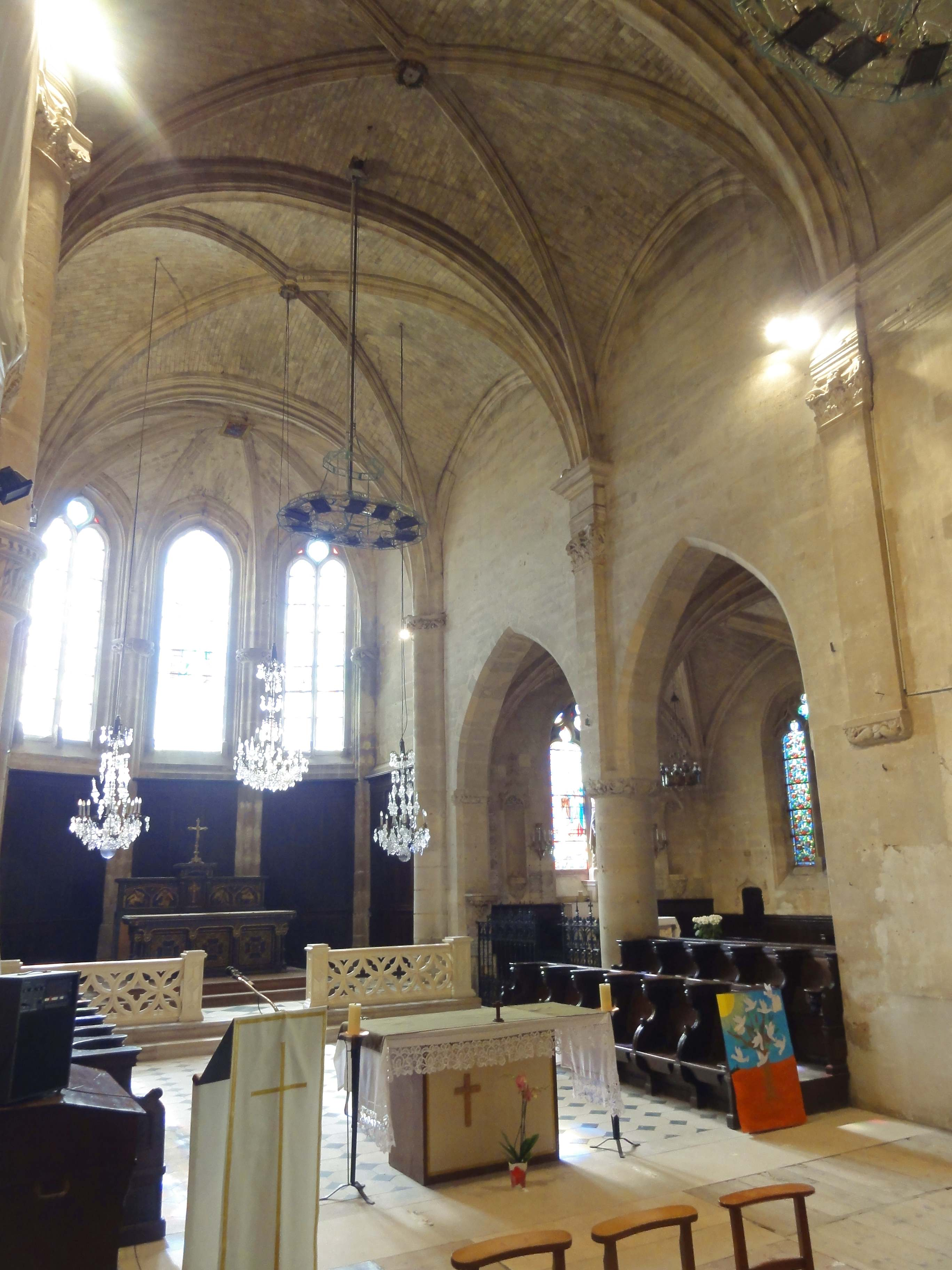
Chœur, vue vers le sud-est.
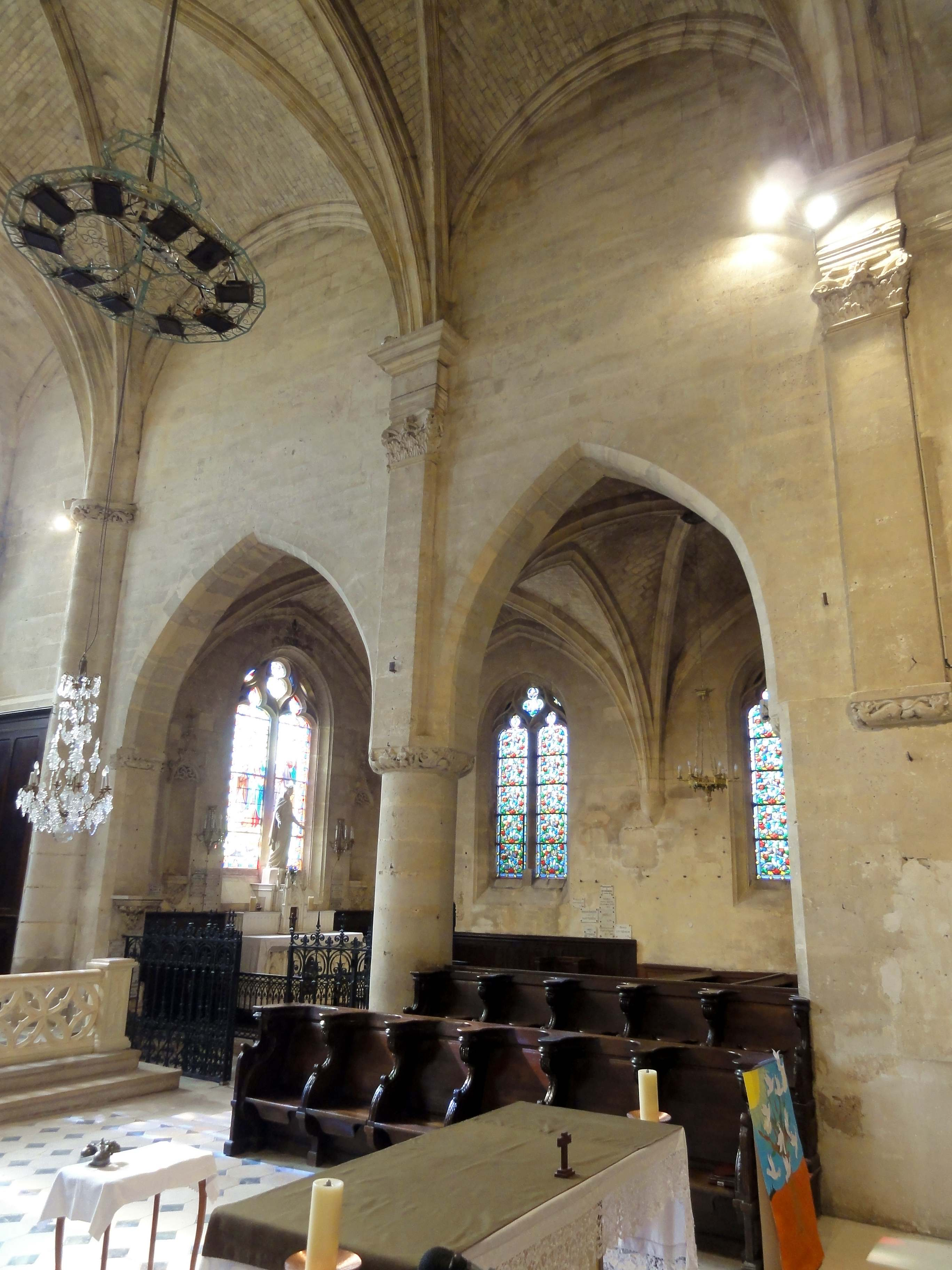
Partie droite du chœur, élévation sud.
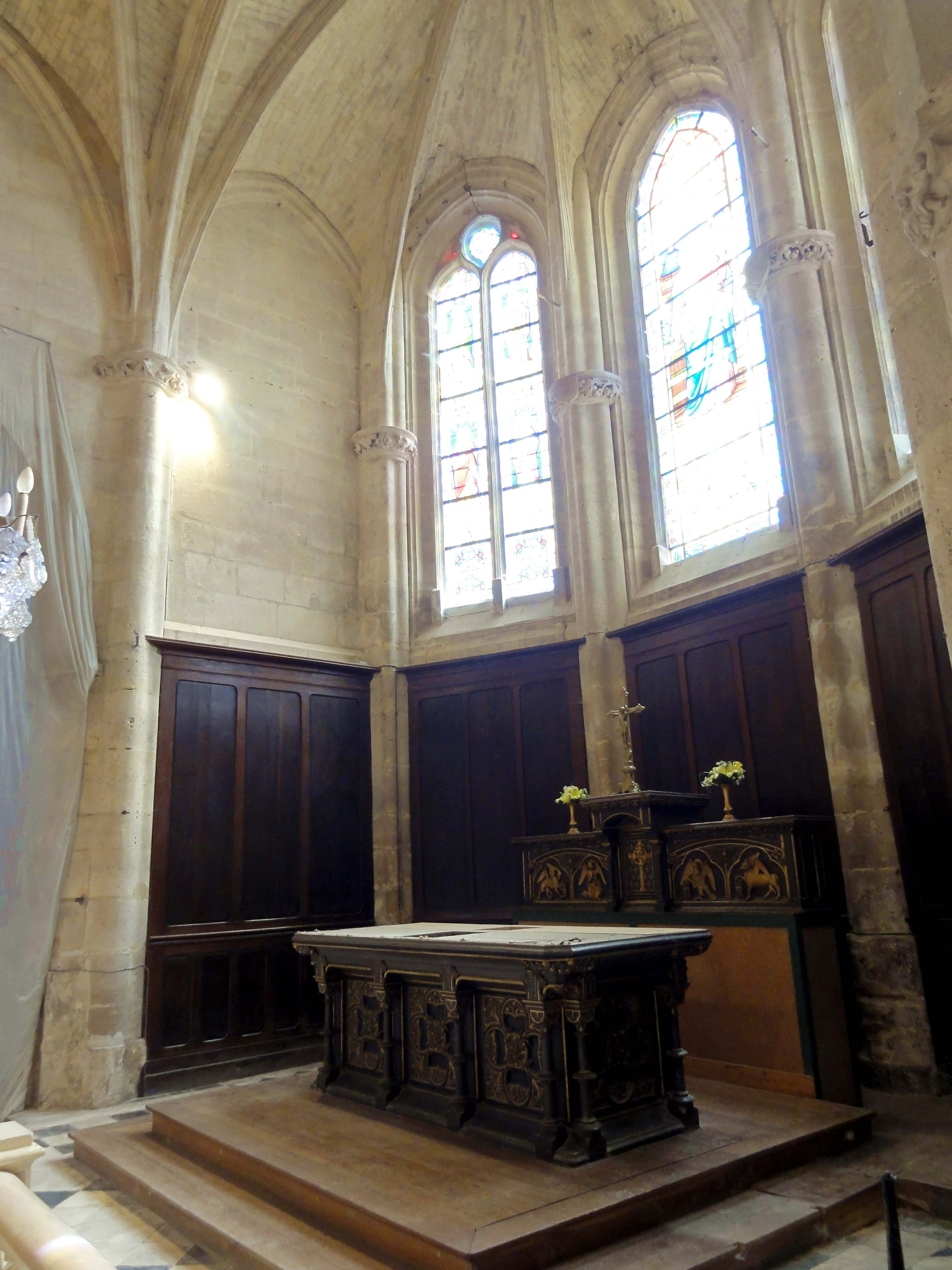
Abside, vue vers le nord-est.
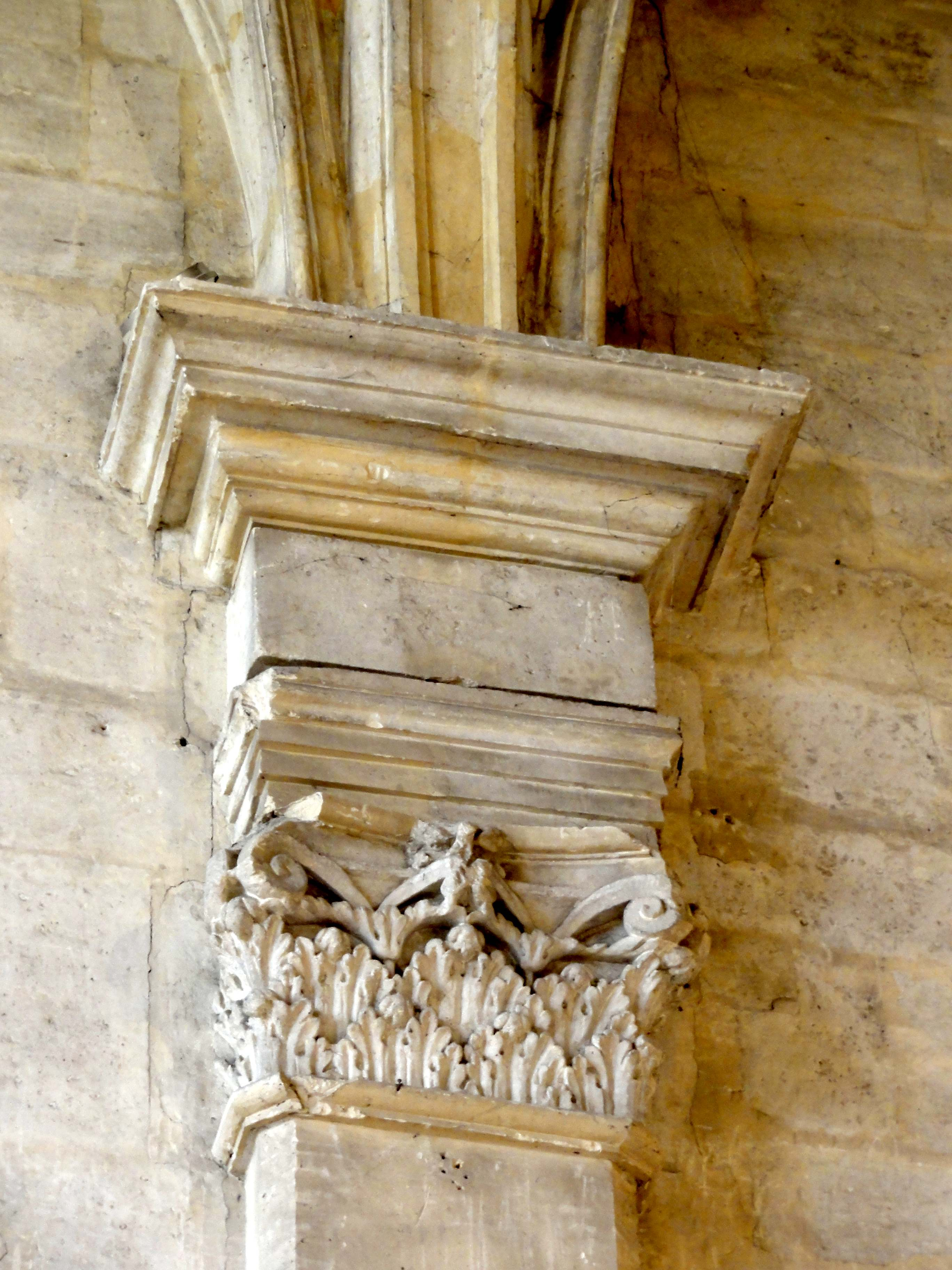
Chapiteau corinthien de la Renaissance.
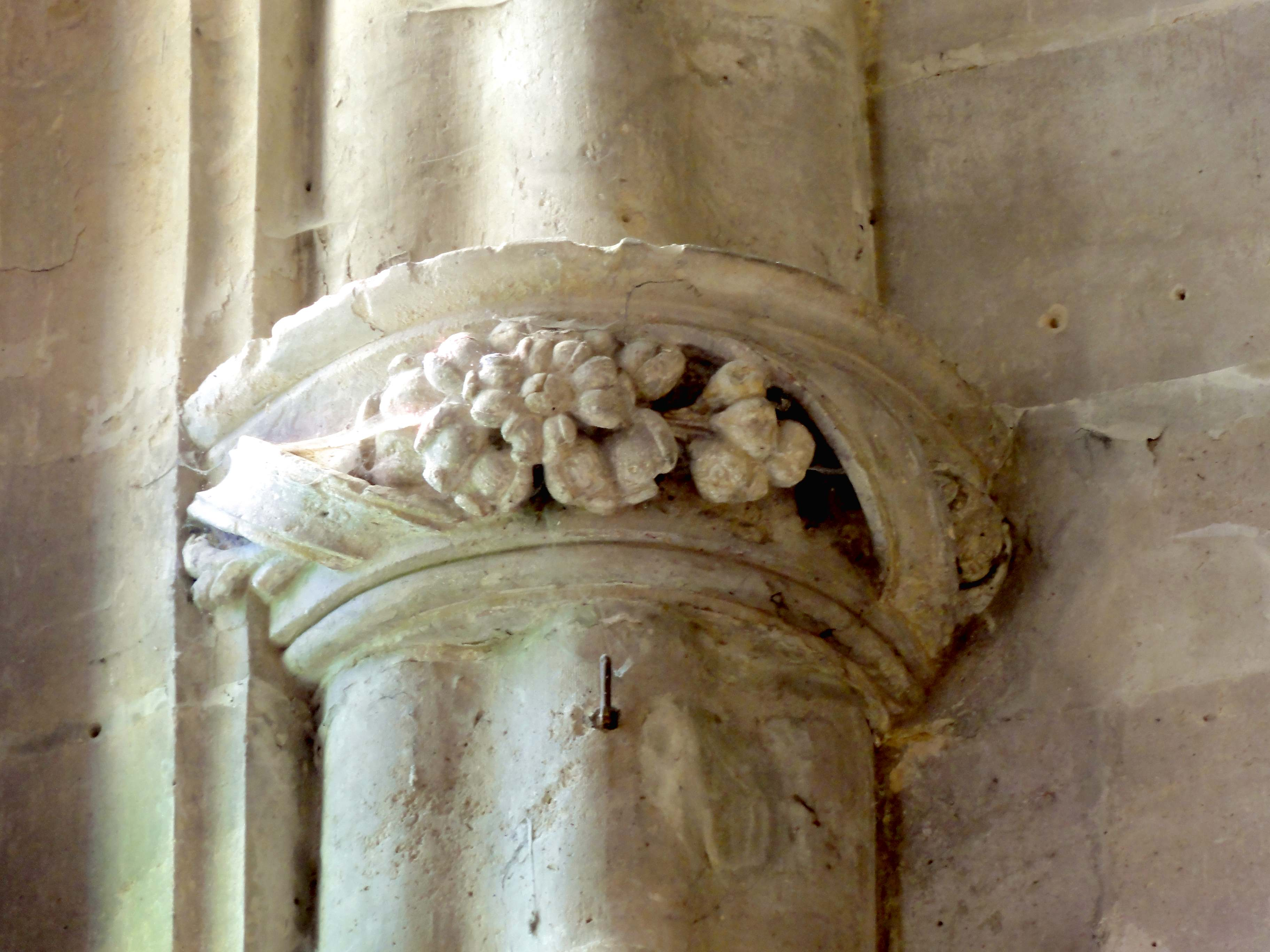
Chapiteau flamboyant des voûtes de l'abside.

#### Chapelle Saint-Joseph et base du clocher

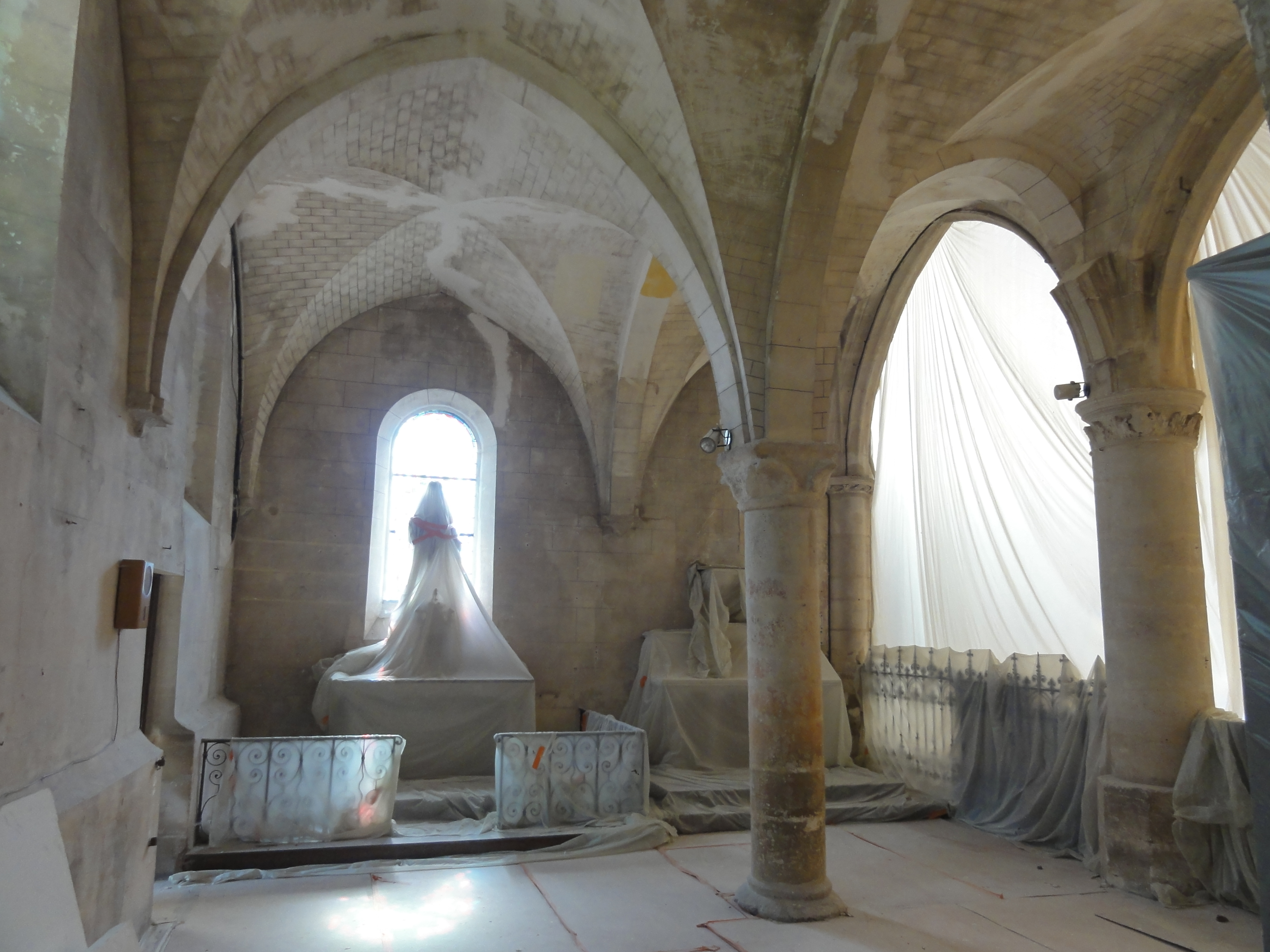
Chapelle Saint-Joseph, vue générale vers l'est.

La chapelle Saint-Joseph pourrait être d'origine romane, comme le donne à penser le chapiteau très dégradé de son pilier cylindrique central. Vraisemblablement le chapiteau était sculpté de têtes d'angle ou de volutes végétales, les pattes d'oie identifiées par Chaumerliac et Lahousse ne faisant pas partie du vocabulaire ornemental roman. Il est basé sur la végétation, la mythologie et les formes géométriques. Quatre voûtes d'arêtes prennent appui sur le tailloir du chapiteau, comme dans une crypte ou une salle capitulaire. Les voûtes d'arêtes sont rares dans les églises de la région. Connues à la période romane, mais employées essentiellement pour les bases des clochers, contrairement à la Champagne ou au sud de la France, elles datent surtout du XVIIIe siècle, quand elles reviennent à la mode avec l'architecture néo-classique. L'on en trouve ainsi dans la tour Saint-Rieul de Louvres et les bas-côtés de Saint-Prix, refaits à cette époque. Le premier vaisseau, le long du chœur, est plus étroit, et l'arcade brisée qui relie le pilier central au chapiteau Renaissance du pilier ondulé à la limite entre nef et chœur, paraît tronquée du côté sud. L'on ne voit effectivement pas pour quelle raison l'architecte de la période romane n'aurait pas placé le pilier central au milieu de la salle. D'autre part, un deuxième pilier roman mitoyen d'un contrefort du clocher a été consolidé par un massif de maçonnerie jusqu'à mi-hauteur, ce qui exclut a priori qu'il s'agit seulement du réemploi d'un élément ancien retrouvé lors de la restauration de l'église à la fin du Second Empire. Par ailleurs, le voûtement d'ogives de la chapelle était prévu au XVIe siècle, comme l'indiquent les départs des nervures du côté sud. Les ogives se fondent dans les voûtes d'arêtes, et le doubleau partant du pilier intermédiaire des grandes arcades du chœur s'arrête dans le vide. Pour ces raisons, les voûtes d'arêtes peuvent difficilement être considérées comme romanes. Elles peuvent être contemporaines des murs extérieurs enduits et peints en faux-appareil, et des fenêtres en plein cintre, sans caractère.
Le clocher est positionné à l'ouest du second vaisseau de la chapelle, mais respecte une certaine distance, qui correspond à la saillie de ses contreforts orientaux. Comme déjà signalé, l'un de ces contreforts, celui situé dans l'axe de la chapelle, englobe un pilier roman avec son chapiteau. La position du clocher rend le raccordement avec la chapelle malaisée. Une voûte en berceau brisé est intercalé entre la première voûte d'arêtes du second vaisseau et la base du clocher. Au sud du clocher, la situation est encore moins commode, car le contrefort près de l'arcade tronquée vers le second vaisseau de la chapelle restreint davantage la largeur utile de l'arcade. La configuration des lieux témoigne donc de nombreux compromis. On ne peut pas dire autant de la base du clocher, qui est tout à fait régulière, et voûtée d'ogives. La voûte est munie de formerets non moulurés, et ses ogives affectent un profil chanfreiné, habituellement réservé aux édifices à usage profane. Dans les angles, les nervures sont reçus sur les tailloirs polygonaux, non moulurés, de chapiteaux sculptés de feuilles de lierre éparses, qui évoquent le style rayonnant tardif. Les fenêtres, une au nord et une à l'ouest, sont à lancette unique, mais néanmoins pourvues d'un petit remplage à tête trilobée, aux écoinçons ajourés. Le lobe central est presque fermé, et la modénature est chanfreinée. Ces différents caractéristiques permettent de dater la base du clocher, ou au moins sa voûte, du XIVe siècle. Les substructions remonteraient au XIIe siècle.

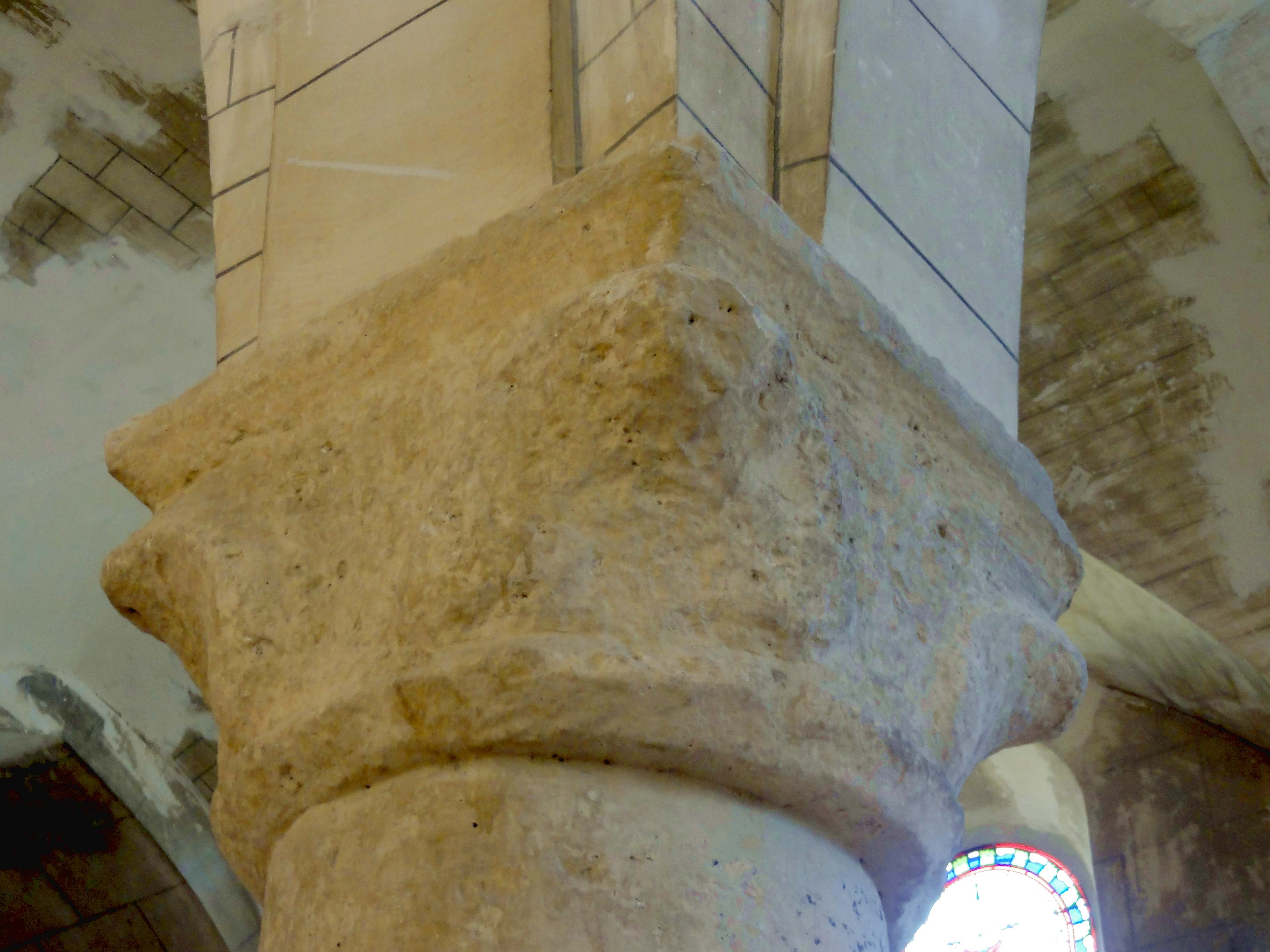
Chapiteau roman du pilier central.
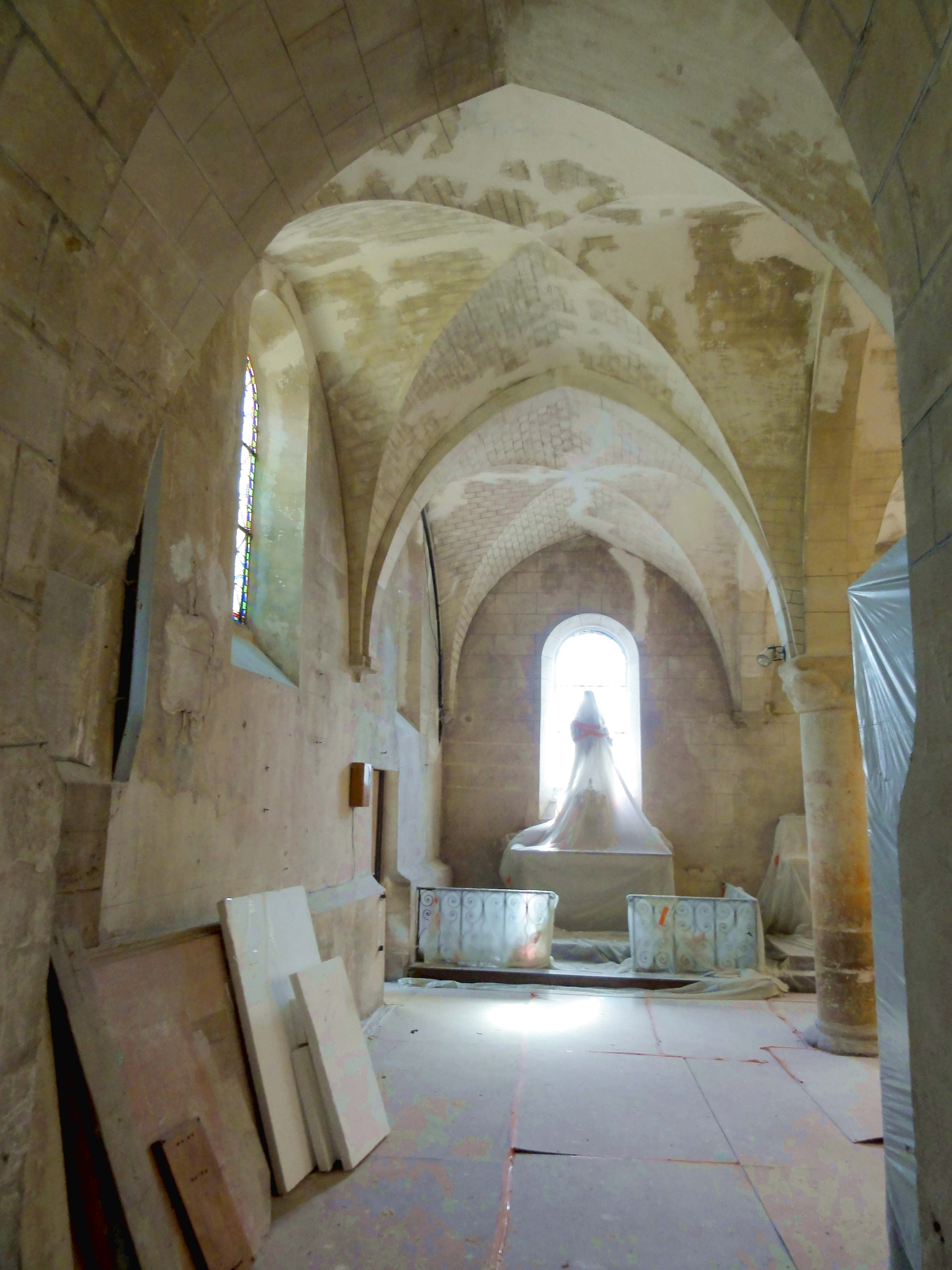
2e vaisseau, vue vers l'est depuis la base du clocher.
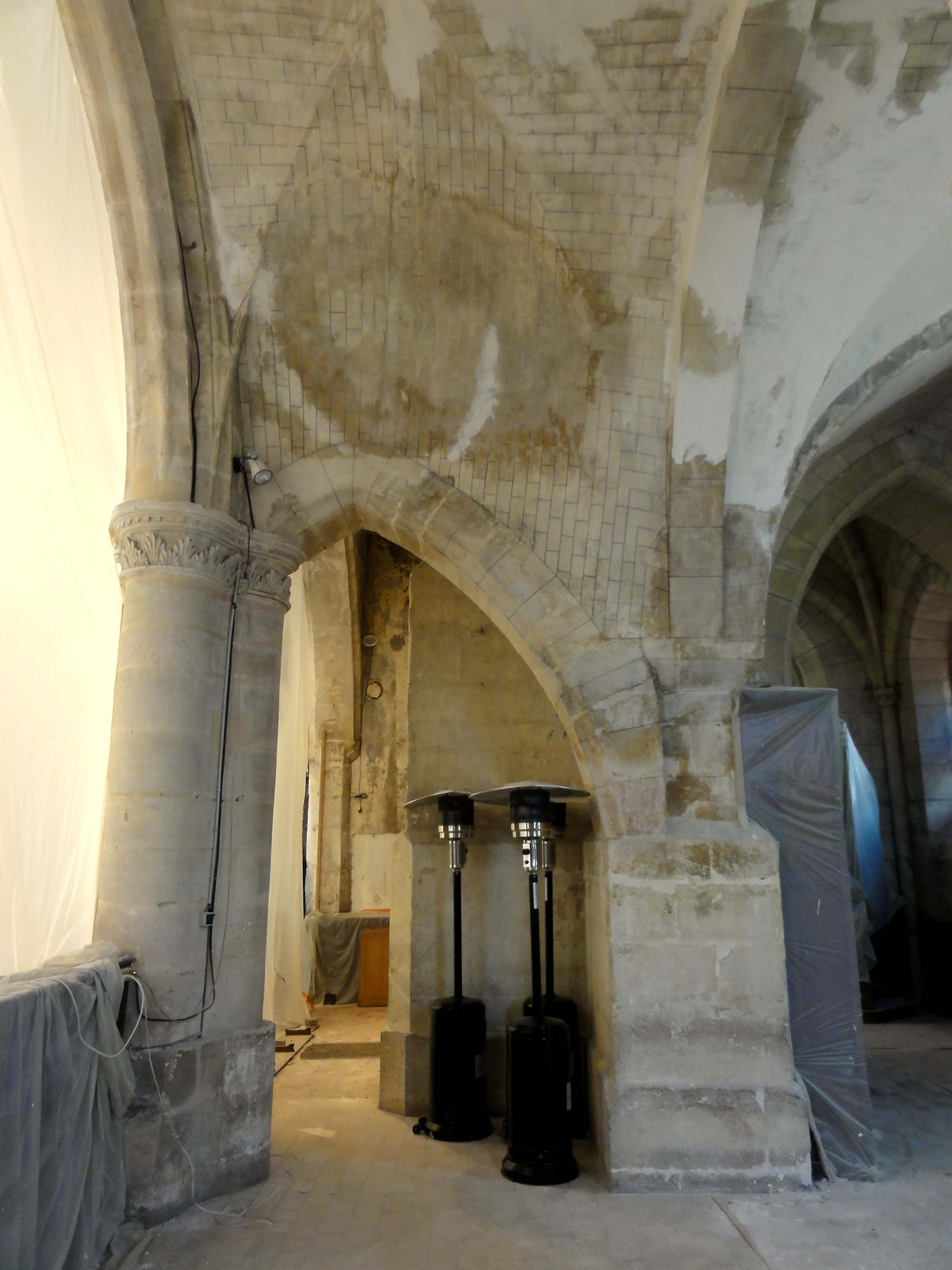
1er vaisseau, vue vers l'ouest dans la travée intermédiaire.
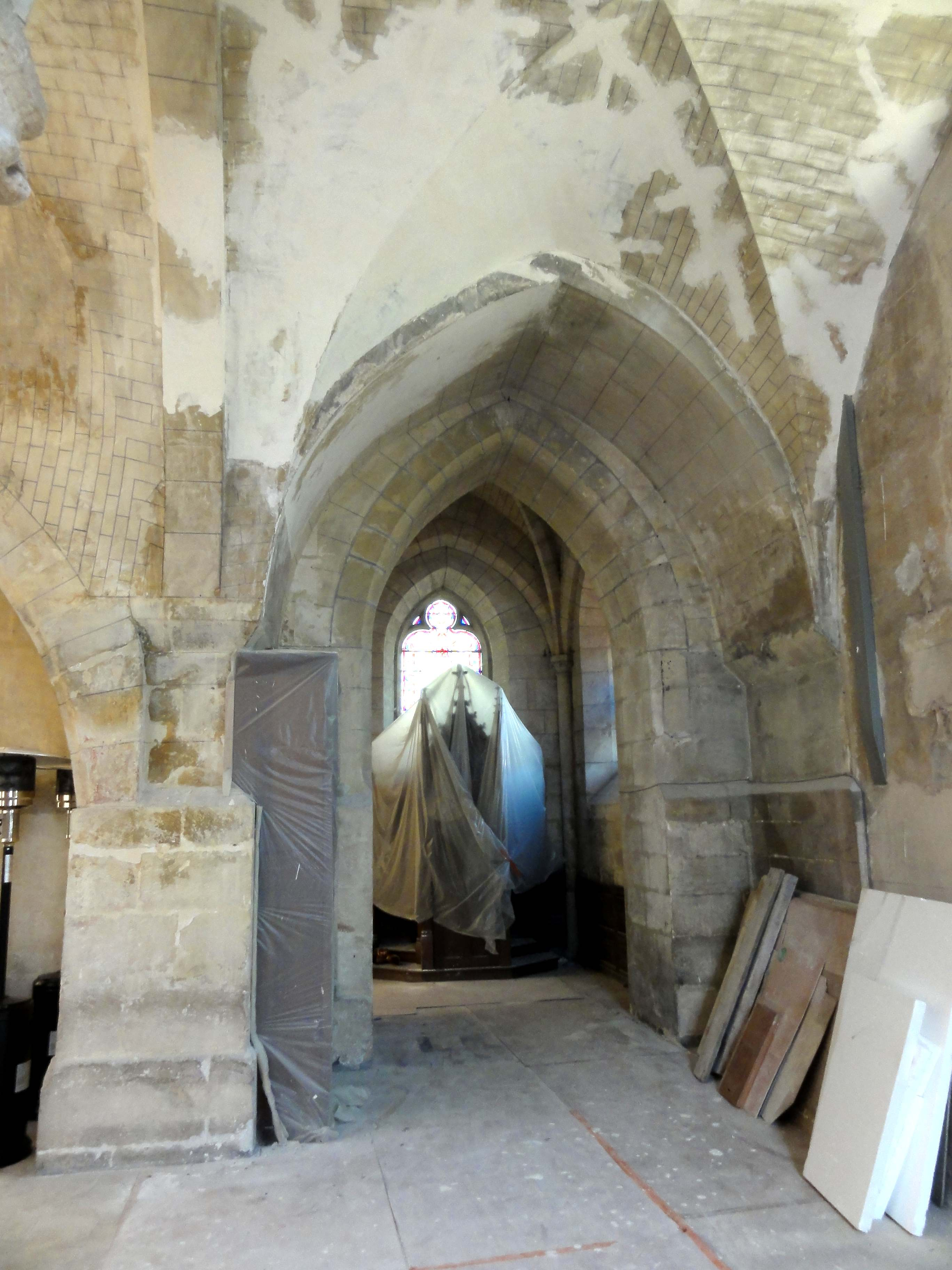
2e vaisseau, vue vers l'ouest dans la base du clocher.
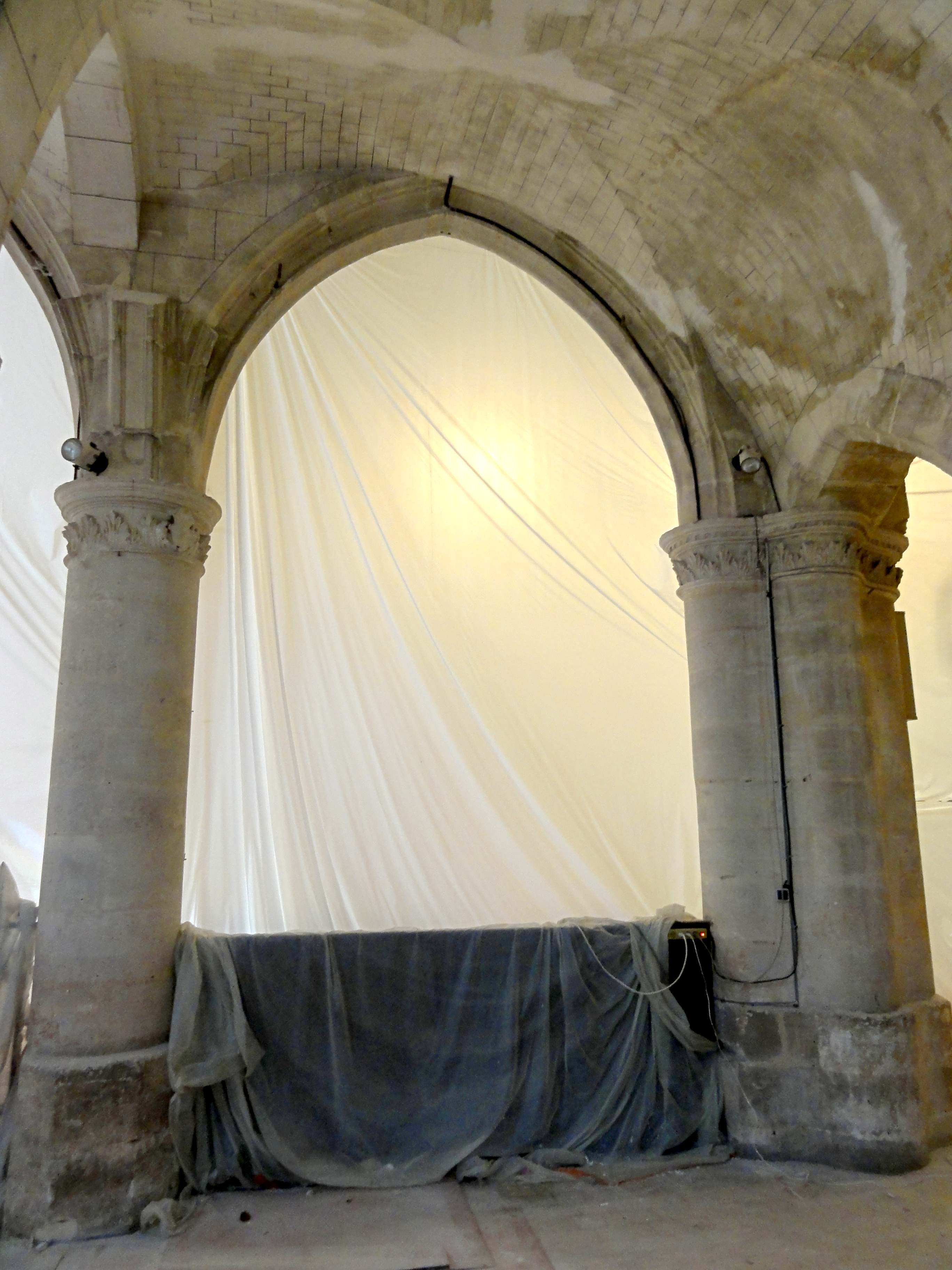
1er vaisseau, 1re travée, arcade vers le chœur.
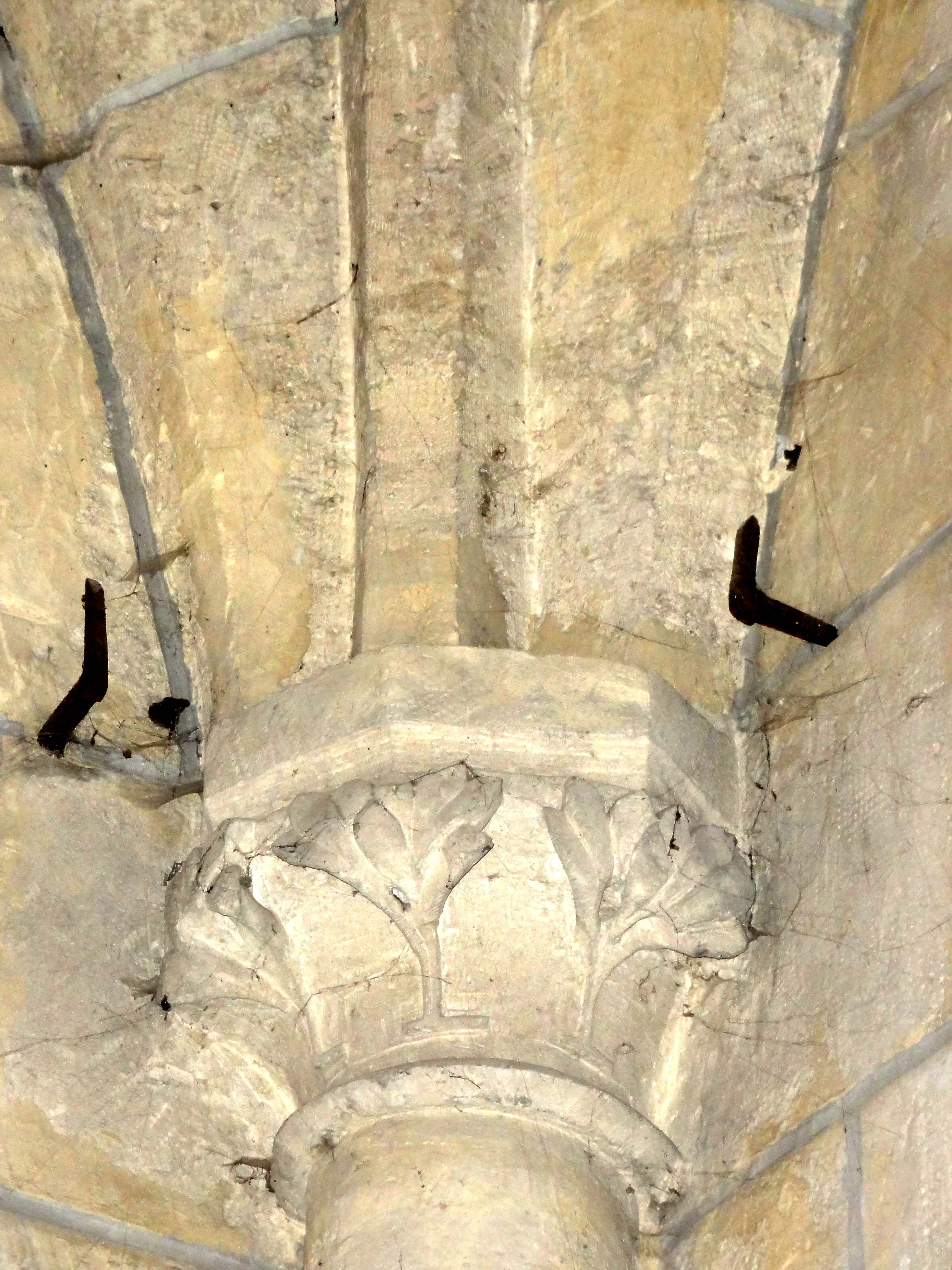
Base du clocher, chapiteau dans l'angle nord-ouest.

### Extérieur

#### Chevet

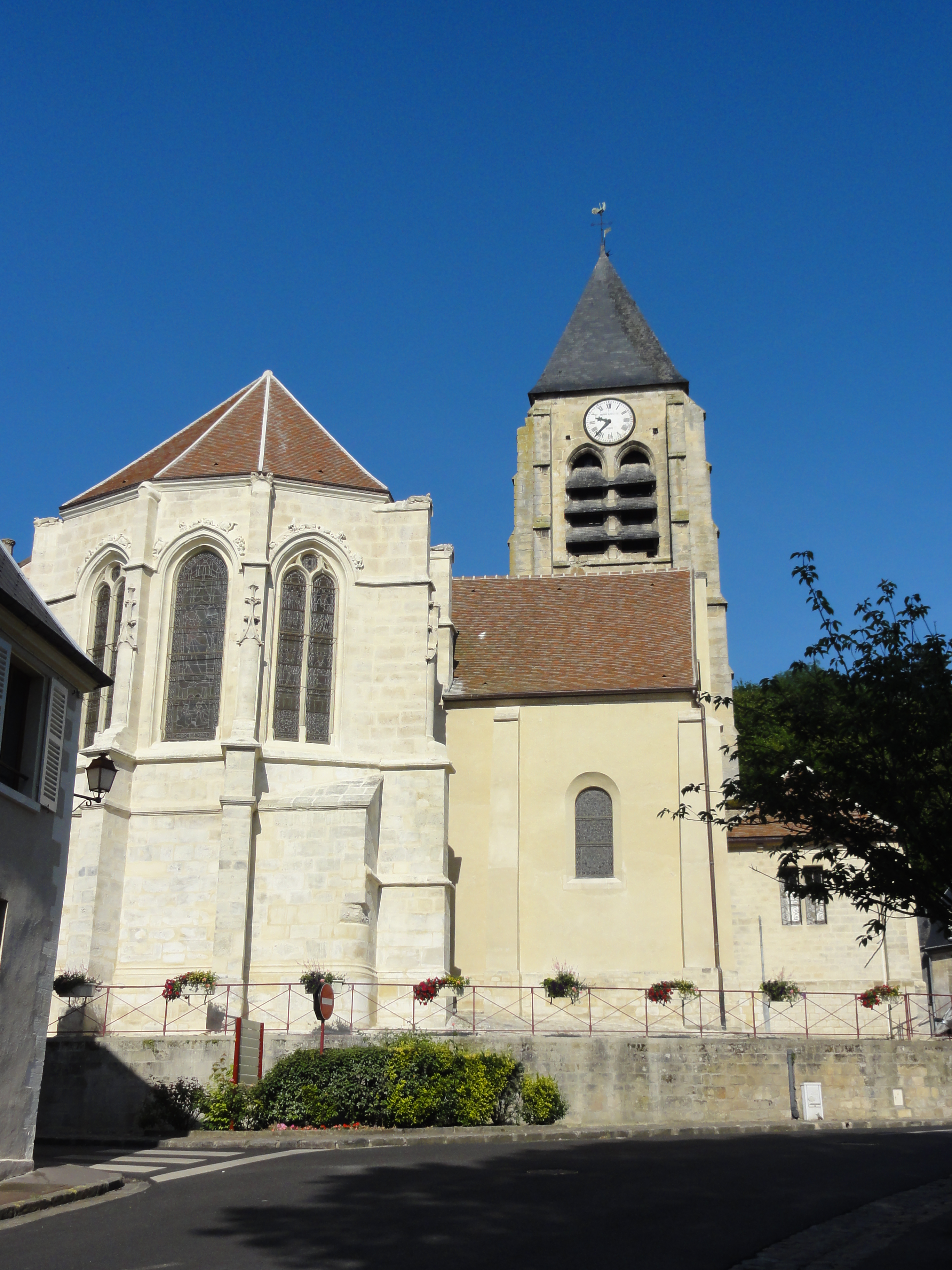
Approche depuis l'est.

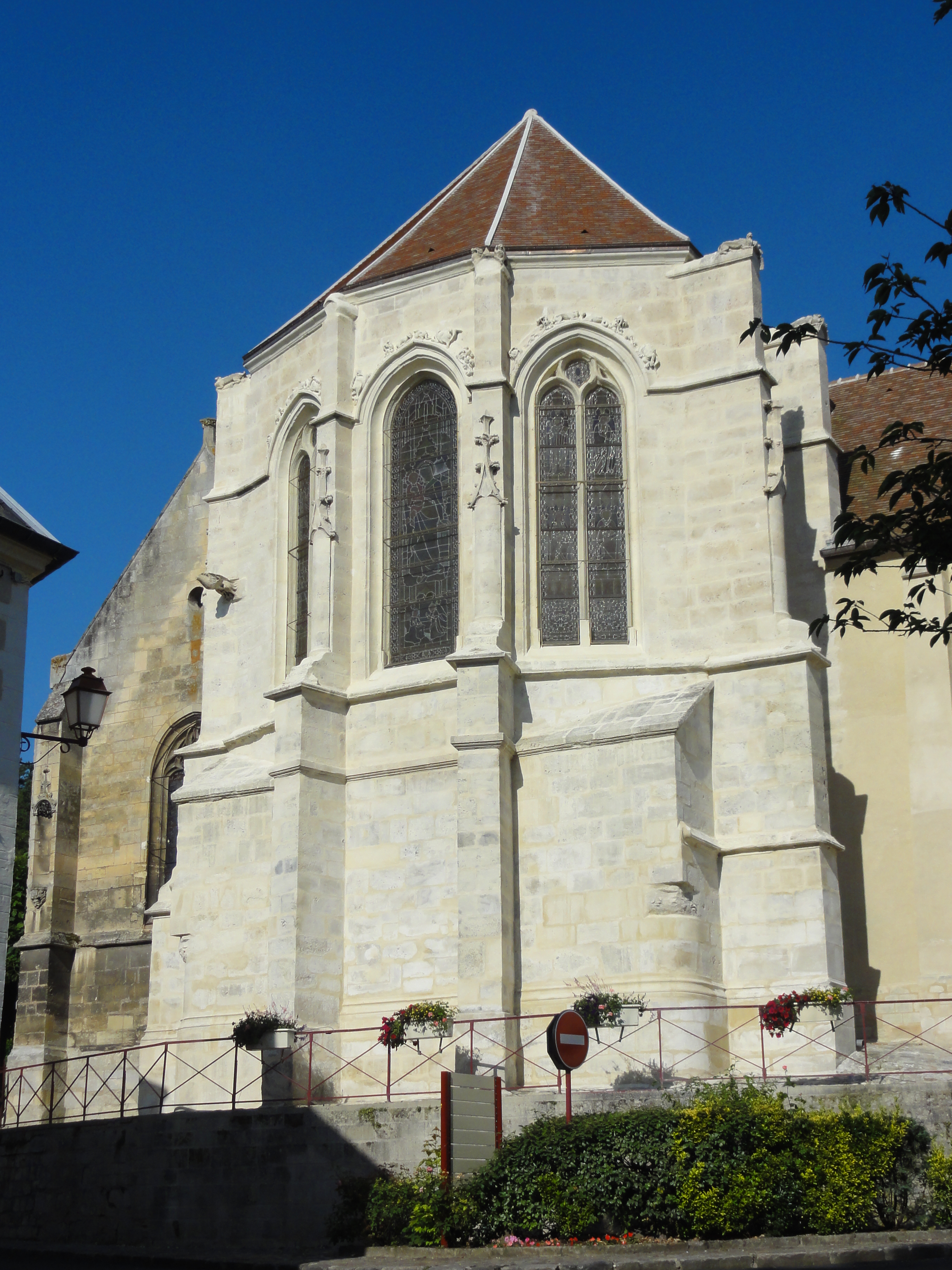
Vue rapproché du chœur.

Le chevet adopte le plan le plus courant à la période gothique, mais il présente deux caractéristiques anormaux. Il s'agit, premièrement, de la forme des contreforts, qui sont strictement verticaux et s'achèvent par un chaperon, comme fréquemment à la Renaissance, alors que les chaperons sont peuplés de chimères typiquement flamboyants : cet enchevêtrement des deux styles ne peut guère s'expliquer par une simple interruption du chantier. Une possibilité serait que les chimères auraient été sculptées quelques dizaines d'années avant l'achèvement du chœur, qui se situe au milieu du XVIe siècle comme l'indiquent les chapiteaux corinthiens et les doubleaux en anse de panier visibles à l'intérieur. La deuxième particularité est le soubassement de plan carré, qui conviendrait à un chevet plat. Aucun détail n'indique si le chœur primitif était effectivement à chevet plat, et si le soubassement est un vestige de la précédente église. Il peut tout aussi bien avoir été jugé nécessaire pour parer au risque d'un glissement de terrain, du fait de l'implantation de l'église sur un terrasse, en surplomb de la rue. Dans les angles arrondis du soubassement, des chapiteaux corinthiens fortement mutilés sont encastrés. L'on ignore s'il s'agit de l'idée d'un restaurateur des années 1860, ou si les chapiteaux témoignent tout au contraire de la postériorité du chœur au reste du gros œuvre. Ils ont pu être sculptés en prévision du voûtement de la nef, qui aurait été définitivement abandonné quelques décennies après son achèvement.
Le chœur est solidement appareillé en pierre de taille. Après la troisième assise, les murs se retraitent par un fruit dissimulé par une plinthe moulurée. Les parties saillantes du soubassement, devant les pans sud-est et nord-est du chevet, sont recouvertes par des glacis formant larmiers, dont la face frontale est moulurée à la façon d'un tailloir. Son profil est repris par le bandeau mouluré qui est présent au même niveau, sur les deux contreforts médians et sur le mur du pan central du chevet. Sur les autres contreforts et les pans latéraux de l'abside, ce bandeau n'existe pas, mais l'on y trouve en revanche un larmier situé à un niveau plus bas. Un second larmier marque la limite des allèges. Les fenêtres sont entourées d'une large gorge et d'une fine rainure, comme à l'intérieur. L'absence de remplage sur la baie d'axe n'implique nullement sa destruction, comme le montre le chœur de Chevrières, où la baie d'axe est également dépourvue de remplage, et conserve sa verrière de 1545. Au niveau des fenêtres, les contreforts se retraitent par des ressauts moulurés de deux boudins. Jusqu'à mi-hauteur des fenêtres, la face frontale des contreforts est arrondie ; puis elle est ornée par une arcature trilobée et un pinacle plaqué garni de crochets végétaux. La même disposition se retrouve sur les dernières travées du bas-côté sud de Survilliers, autre exemple d'une construction flamboyante voûtée à l'aube de la Renaissance. Chaque fenêtre est surmontée d'un boudin, qui est peuplé de diverses créatures fantastiques et chimères, alternant avec des têtes de chérubins et des feuilles frisés. Les éléments sculptés sont au nombre de six par archivolte. Au sommet, deux chimères s'affrontent. Le bon état de conservation de ces sculptures est remarquable. En haut, les murs se terminent par une corniche moulurée en forme de doucine, tandis que les contreforts s'amortissent par les chaperons déjà évoqués, agrémentés par des monstres tout aussi bien conservés malgré leur exposition aux injures du temps. Dans son ensemble, sans présenter une décoration exubérante, le chevet de l'église Saint-Germain est un joyau de l'architecture flamboyante dans l'est du Val-d'Oise, où l'église Saint-Acceul d'Écouen et la collégiale Saint-Martin de Montmorency possèdent les seuls chœurs flamboyants d'envergure.

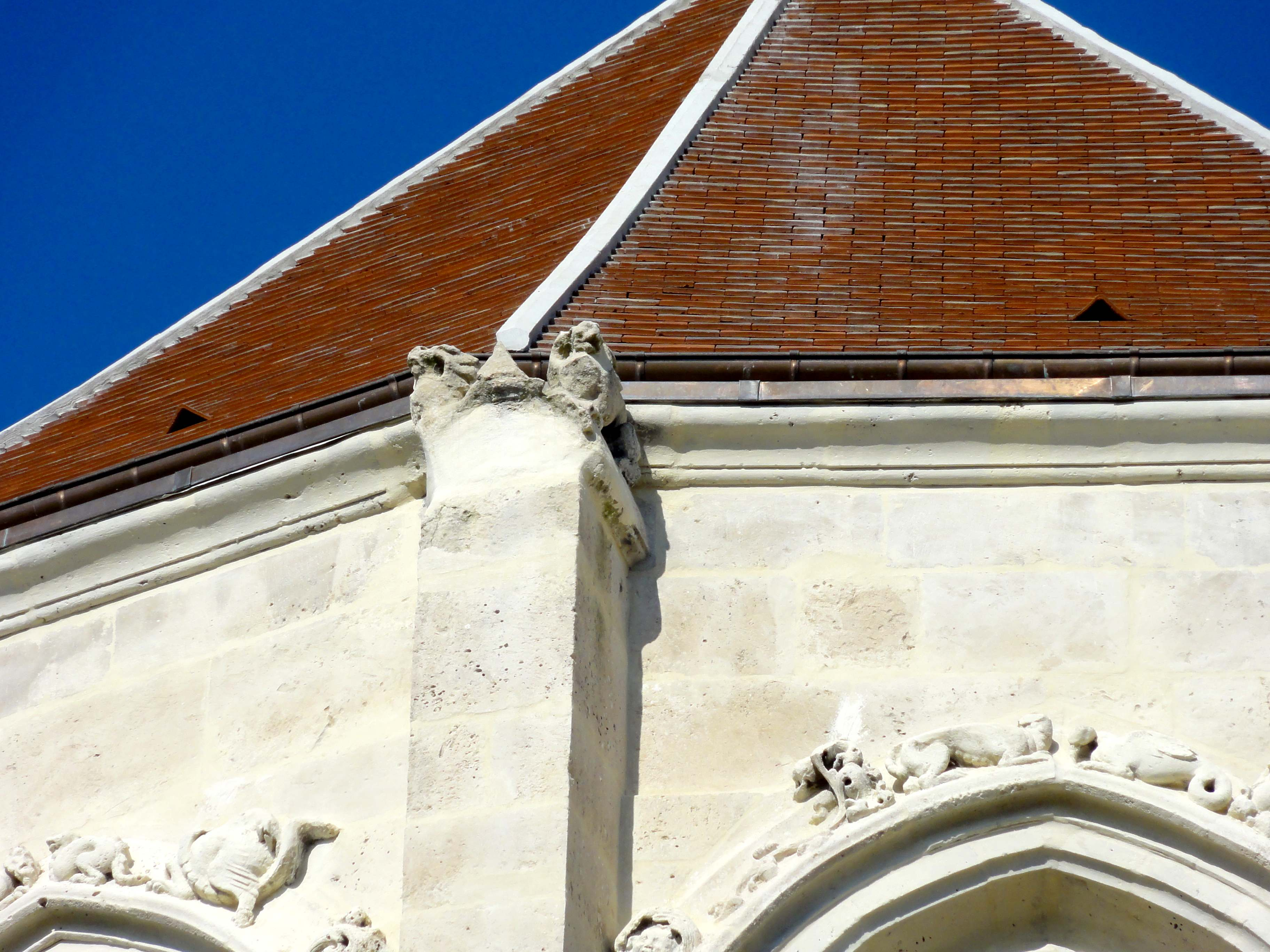
Couronnement d'un contrefort.
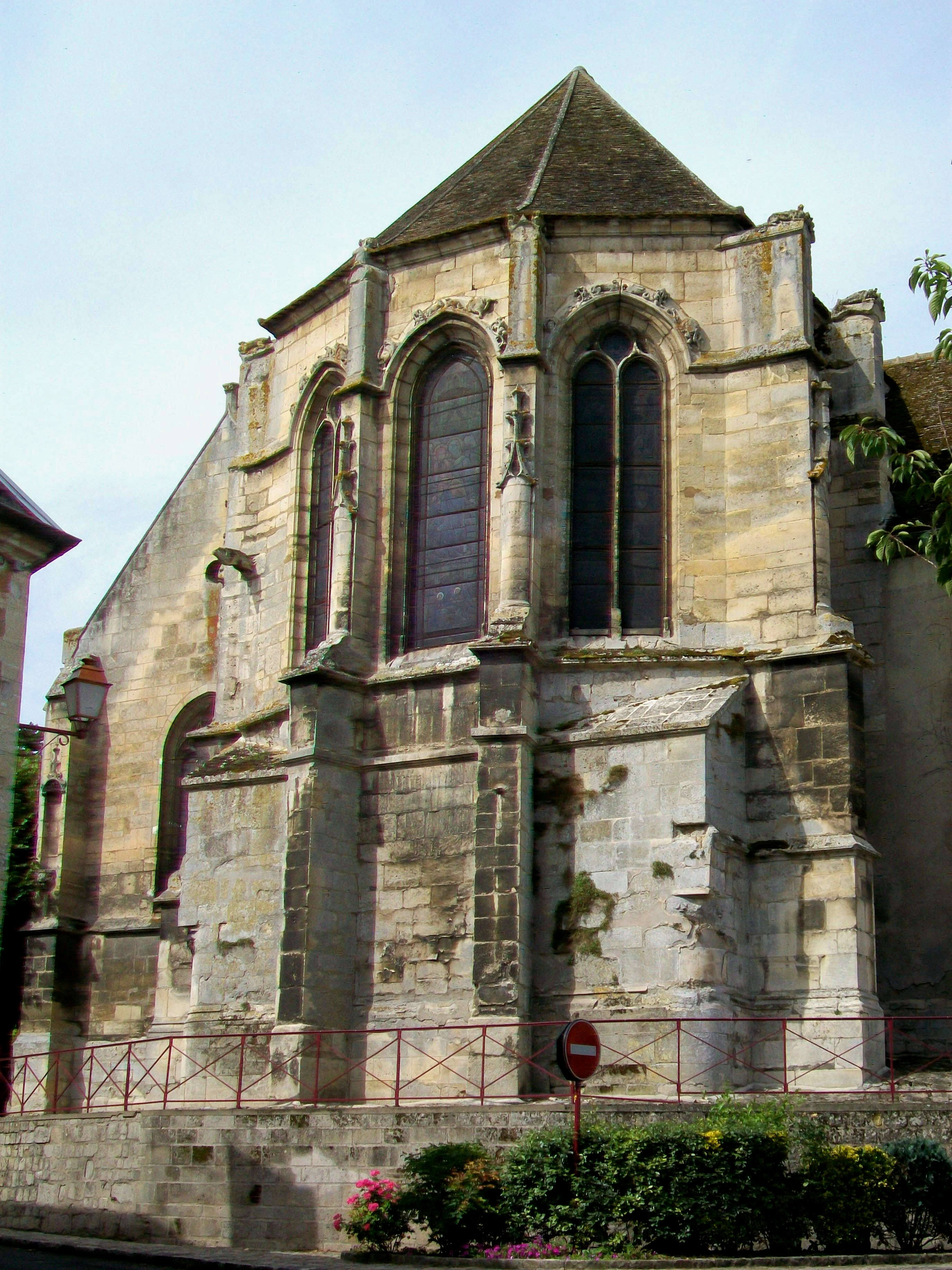
Aspect du chevet avant la restauration.
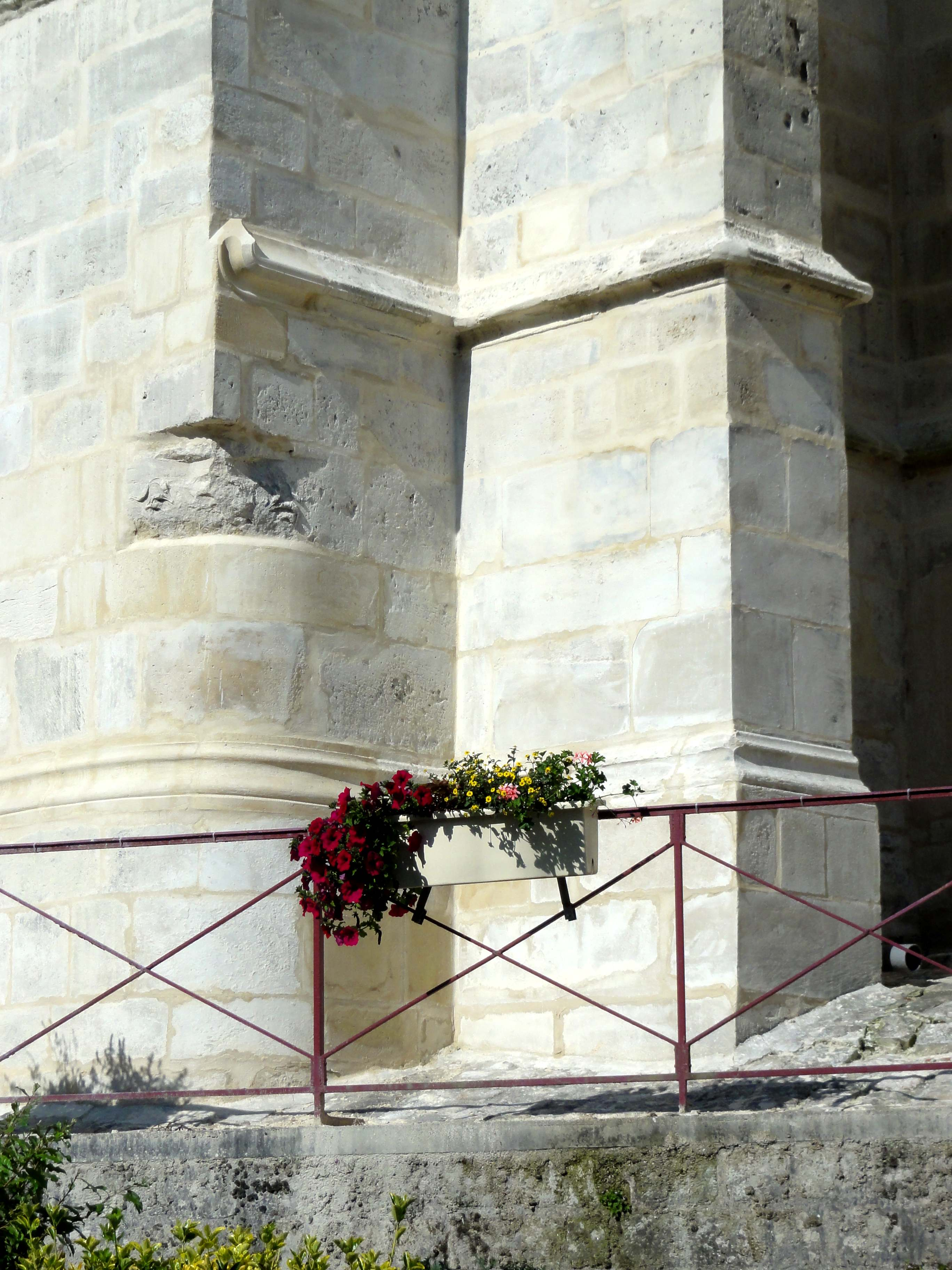
Angle nord-est du soubassement.
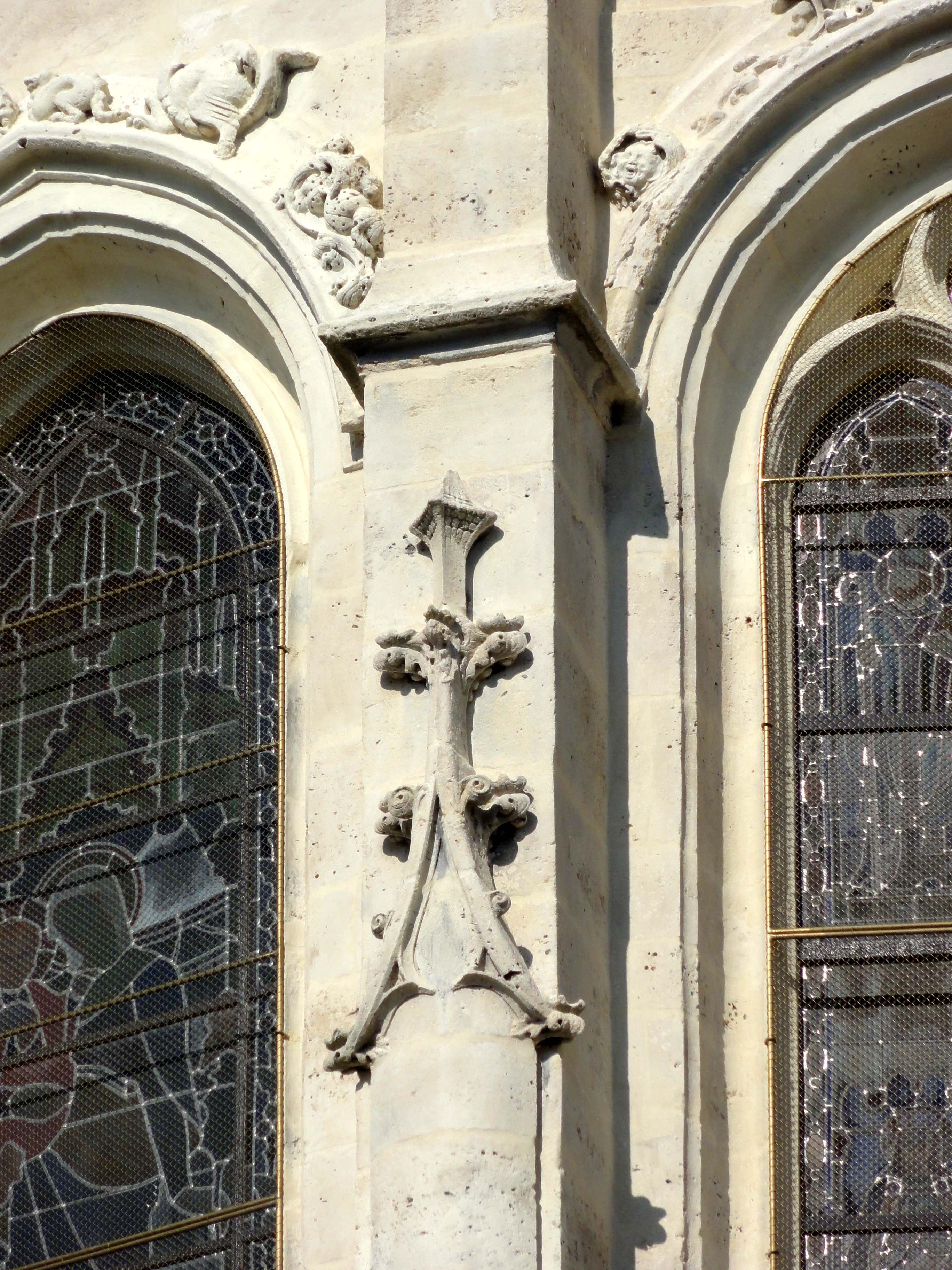
Pinacle plaqué d'un contrefort.
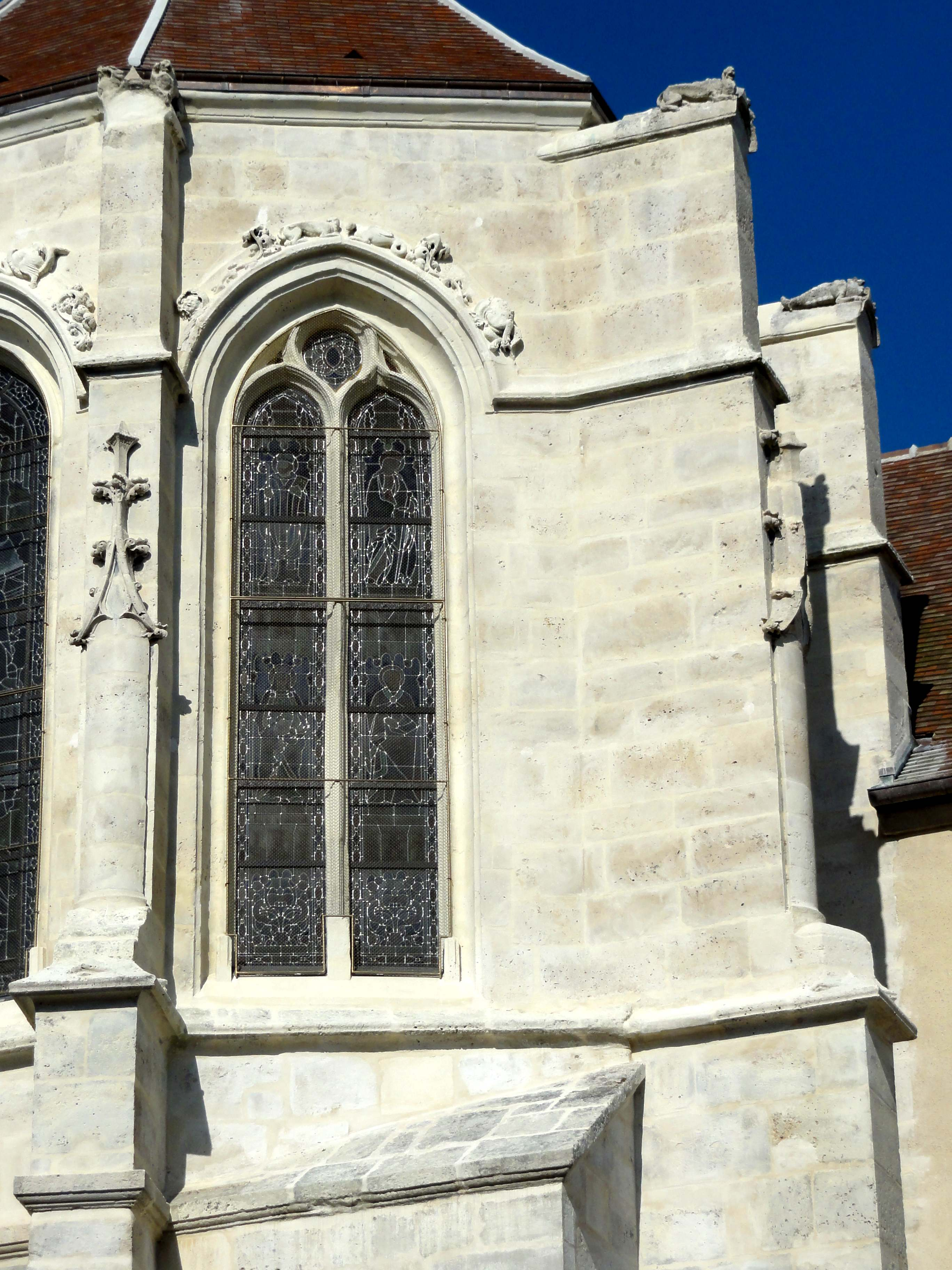
Fenêtre du pan nord-est de l'abside.
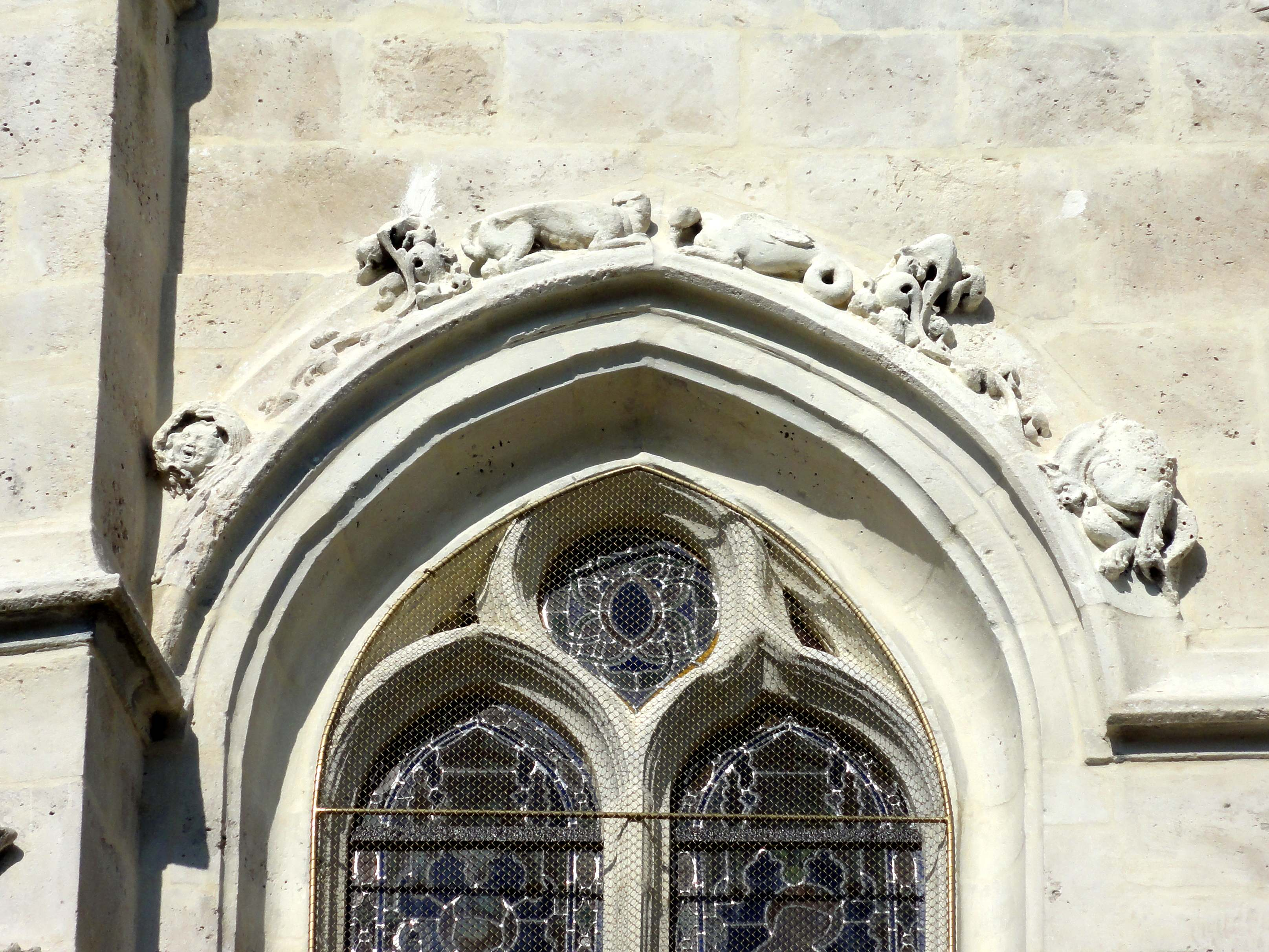
Archivolte d'une fenêtre.

#### Chapelle de la Vierge
La chapelle de la Vierge est extérieurement aussi homogène qu'à l'intérieur, et rien ne montre que des éléments de la précédente église auraient été réutilisés, comme les deux grandes arcades à l'intérieur. Le style de la construction montre qu'elle n'a pas été entreprise en même temps que le chœur, même si l'époque est la même. Les murs sont en pierre de moyen appareil, avec des assises de différente hauteur. Le mur du chevet est dominé par un pignon, qui montre que l'actuel toit en appentis ne date pas d'origine. Pour évacuer les eux pluviales du chéneau qui devait exister entre les toitures des deux vaisseaux, une gargouille a été prévue à l'angle du pan sud-est du chevet du chœur. Le pignon était sommé d'une croix ou fleuron en antéfixe, dont ne subsiste plus que la partie inférieure. Il est ajouré d'un simple oculus pour l'aération des combles. Les fenêtres s'ouvrent au-dessus d'un larmier, qui court tout autour la chapelle à la limite des allèges, caractéristique partagé avec le chœur. Le réseau flamboyant des fenêtres est d'un bel effet décoratif. Il y a également une plinthe mouluré proche du sol, dont le profil est plus simple qu'au chevet du vaisseau principal. Deux contreforts orthogonaux flanquent l'angle sud-est, et deux autres épaulent le mur méridional. En regardant depuis le sud, l'on note que la distance entre les contreforts n'est pas la même pour la première et la deuxième travée de la chapelle : effectivement, la première travée est moins profonde. Seulement le contrefort à l'intersection entre les deux travées et les contreforts d'angle sont munis de niches à statues, qui sont identiques à celles que l'on observe à l'intérieur, de part et d'autre de la fenêtre orientale. Ces niches sont donc en plein cintre, et surmontées d'un pinacle plaqué, qui est formé par une accolade retombant sur des culs-de-lampe et amorti par un fleuron, et dont les flancs sont garnis de feuilles de chou. Les découpages flamboyants qui occupent la partie supérieure de la niche comportent, comme motifs principaux, deux cercles qui inscrivent trois soufflets dissymétriques, tandis que des feuilles à trois et quatre festons se dessinent dans les écoinçons. Devant les consoles prévues pour les statues, dont l'on ignore si elles ont jamais existé, se profilent un homme assis brandissant une banderole, et un écusson porté par deux lions, qui plantent leurs pieds dans la bouche d'une tête humaine, et placent leurs pattes antérieures dessus.

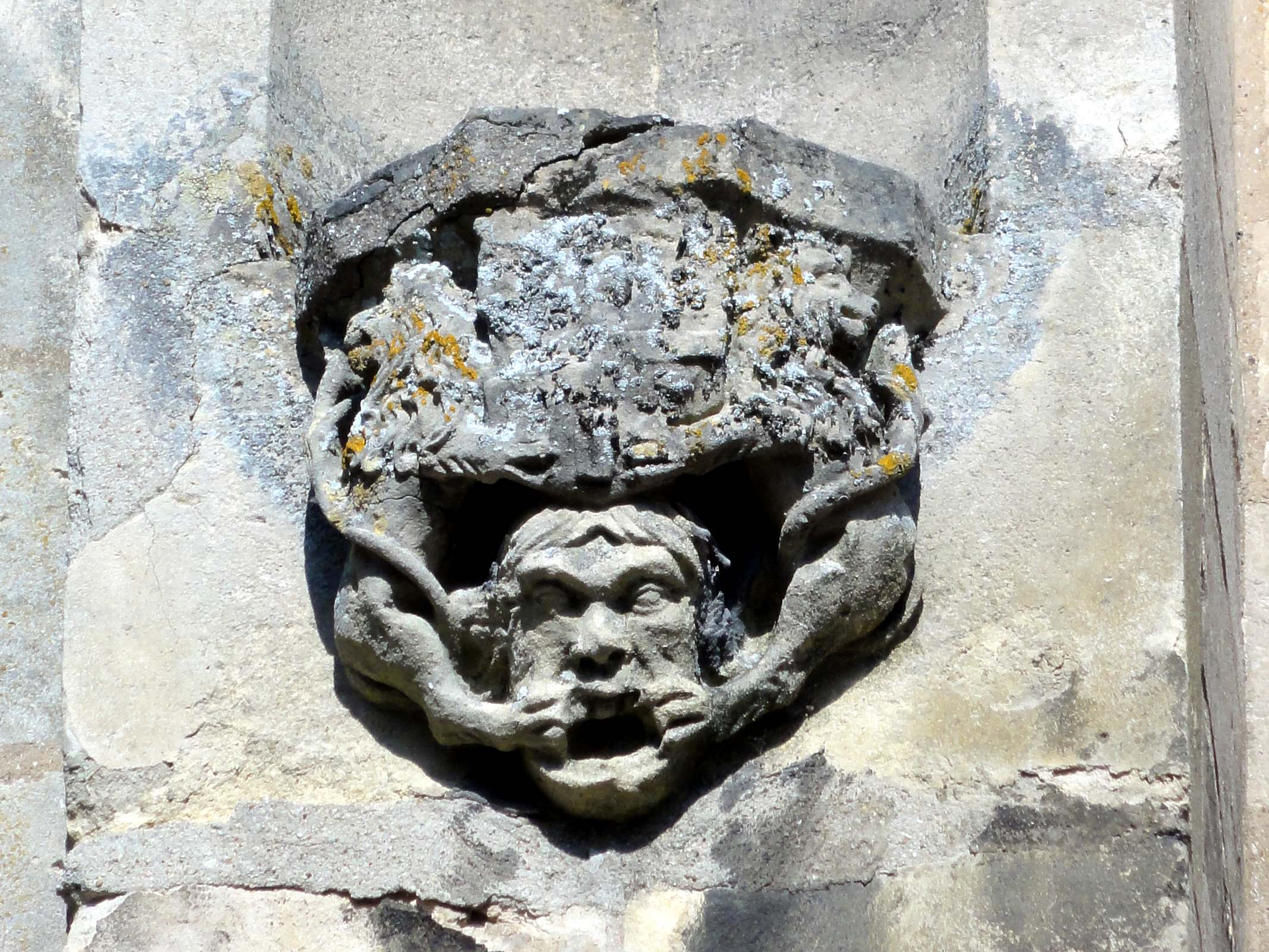
Console au chevet.
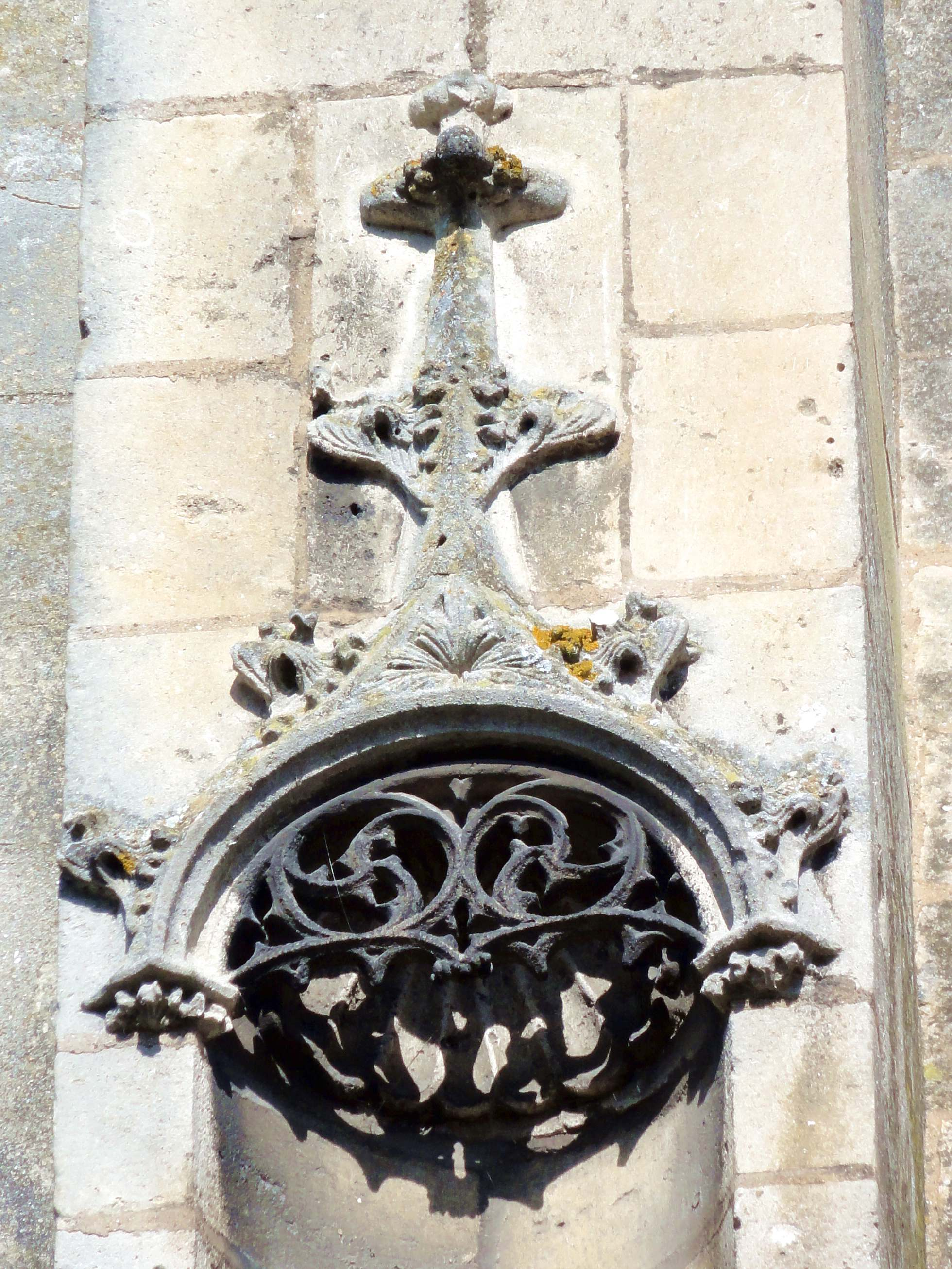
Dais au chevet.
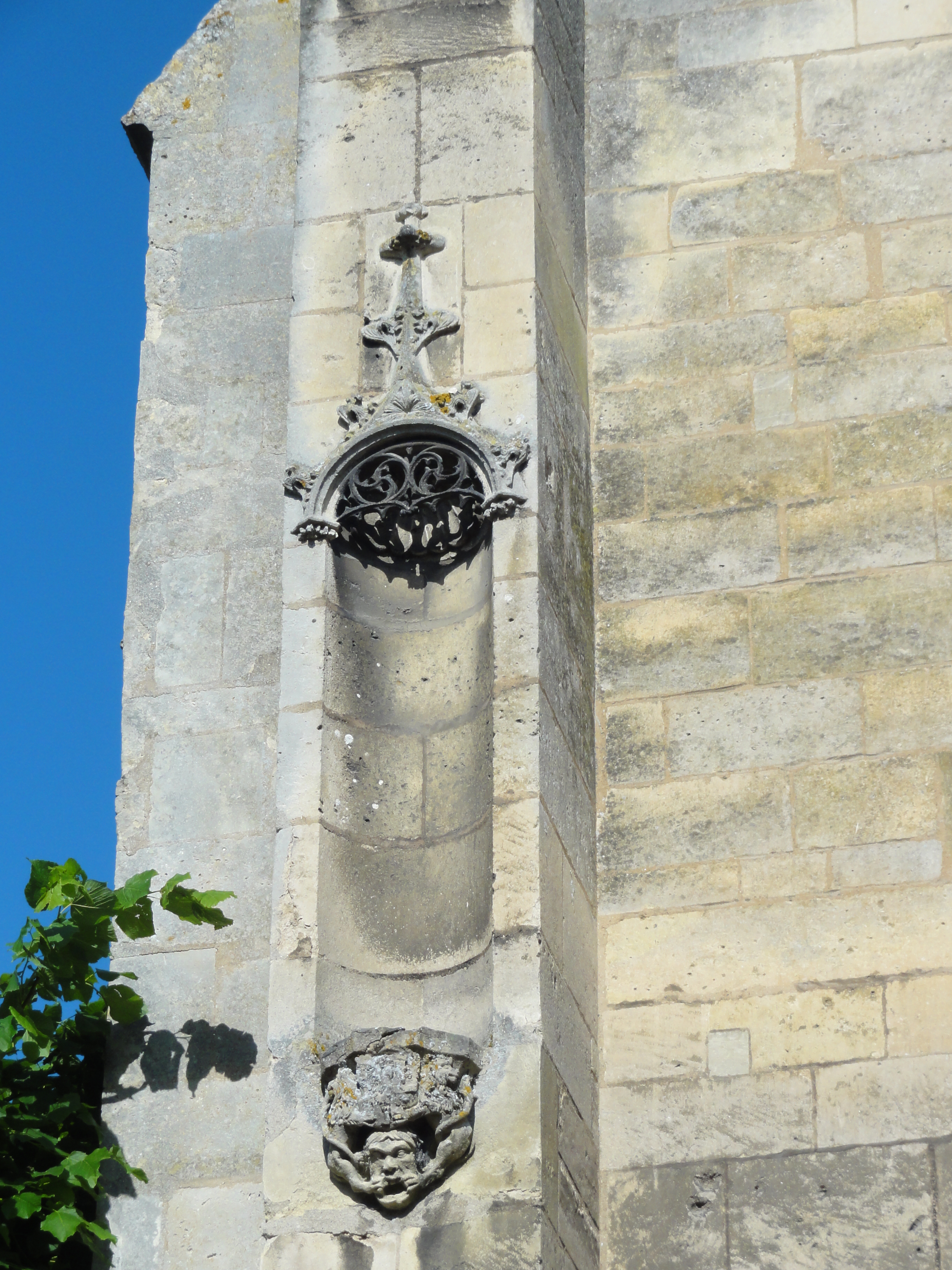
Niche au chevet.
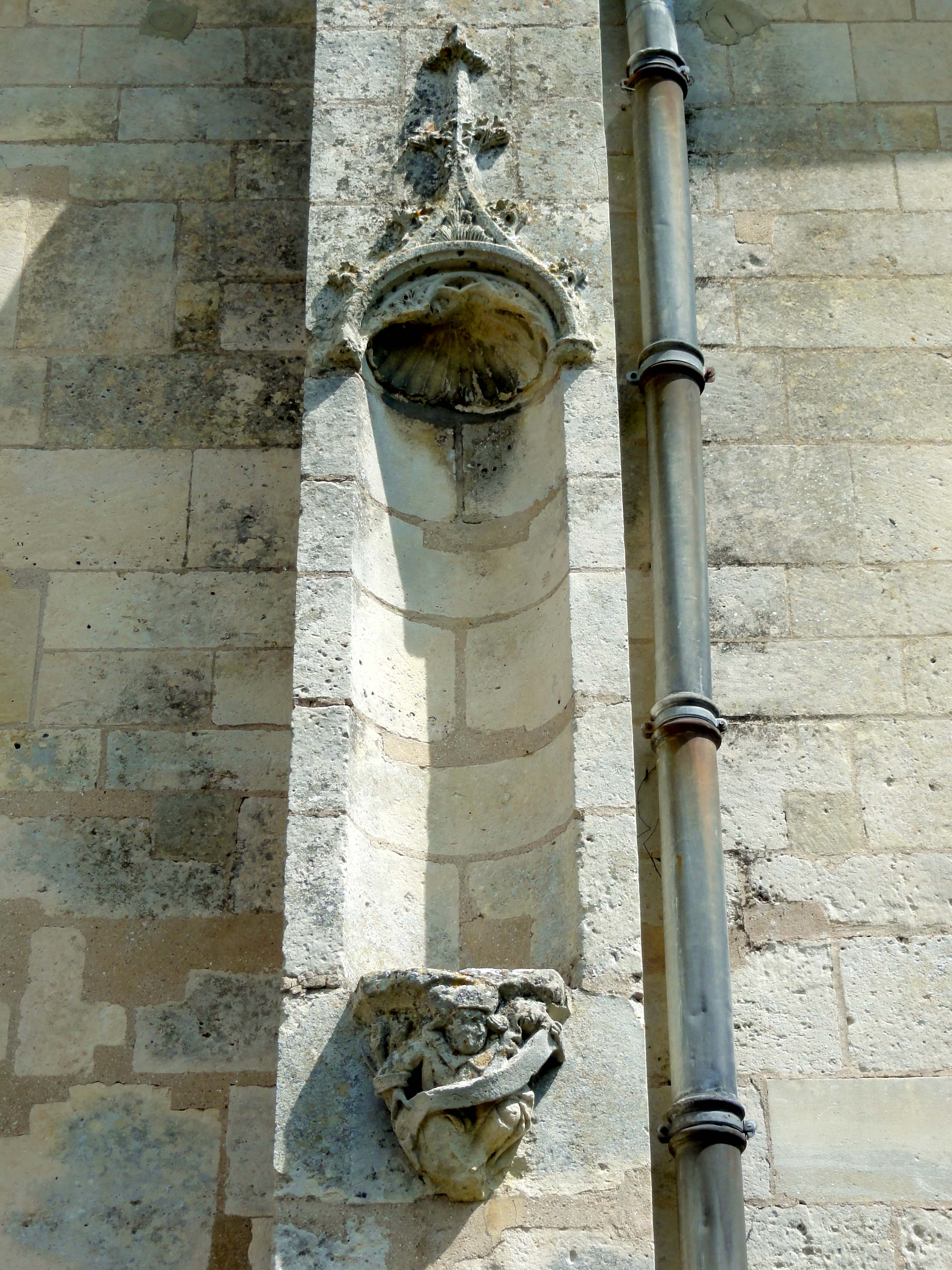
Niche au sud.
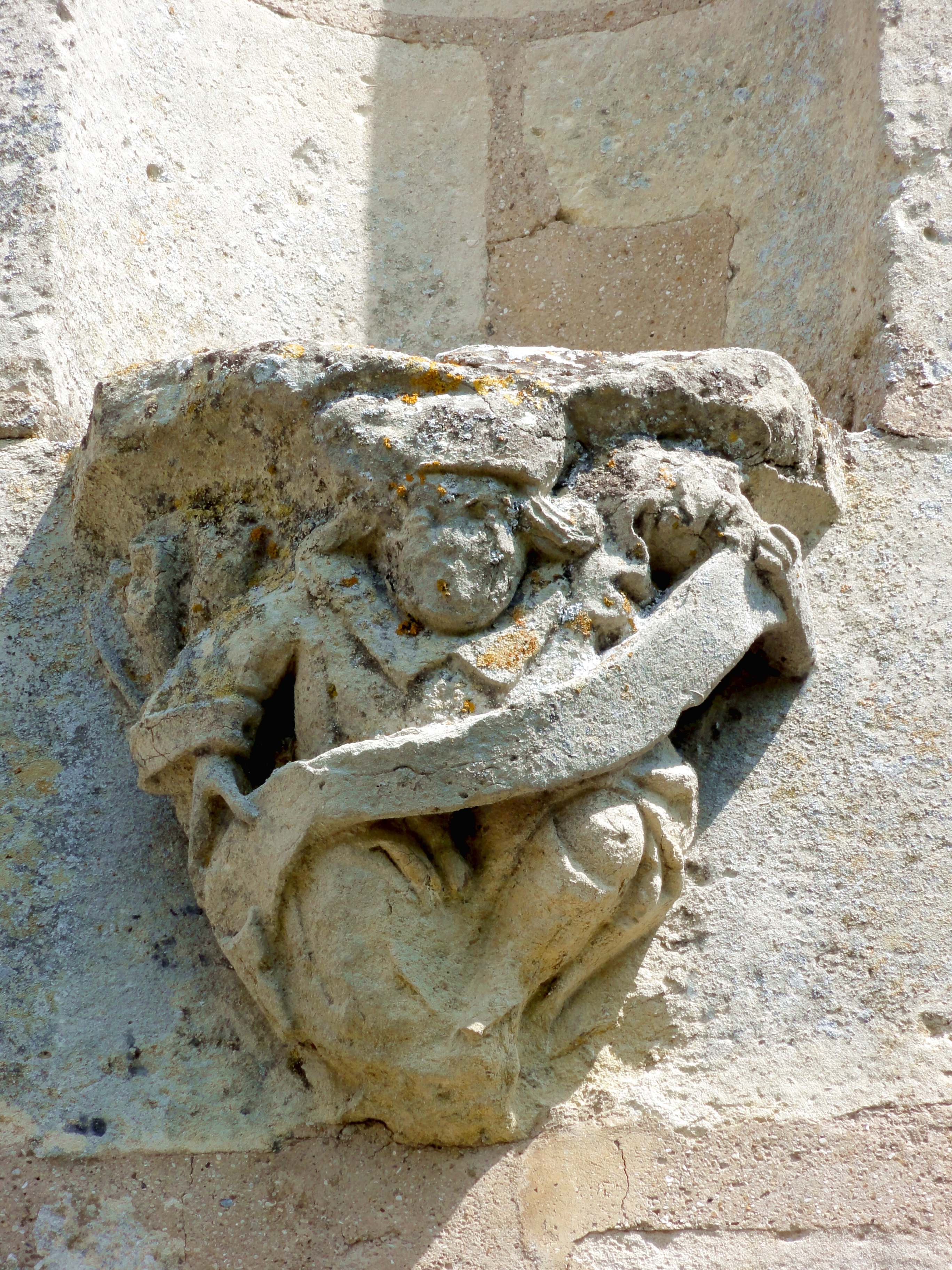
Console au sud.

#### Clocher

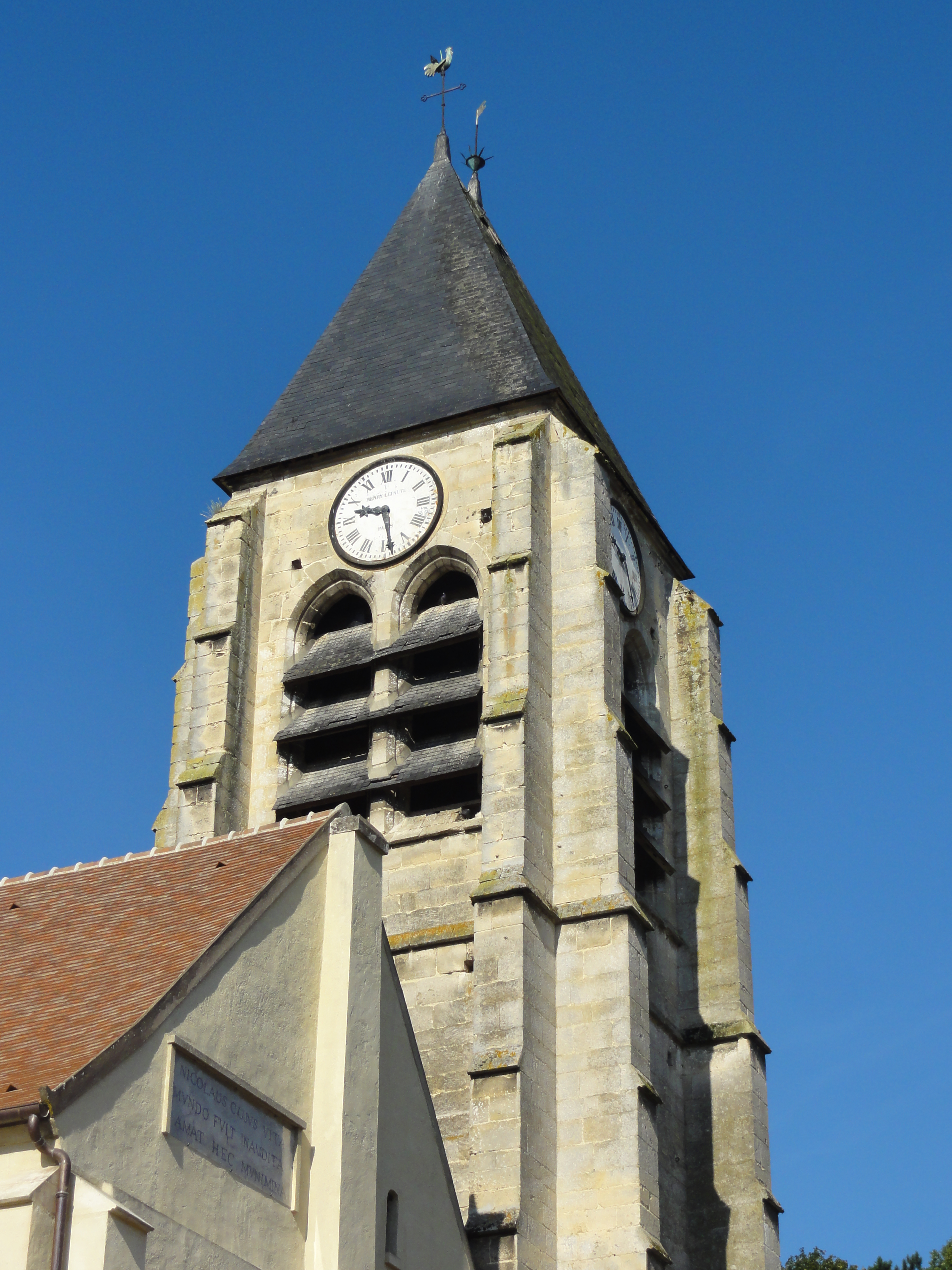
Clocher, étage de beffroi.

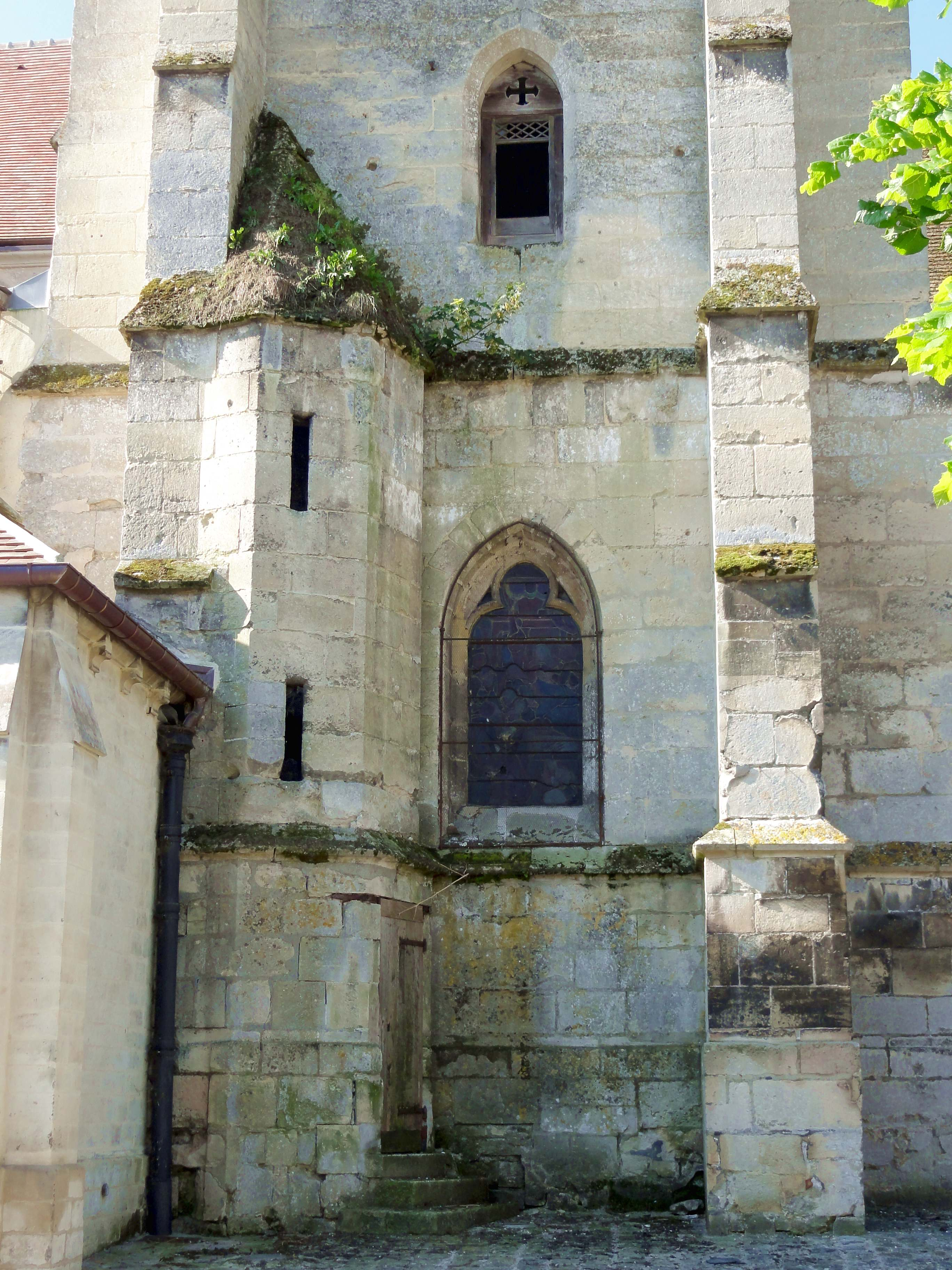
Base et 1er étage, côté nord.

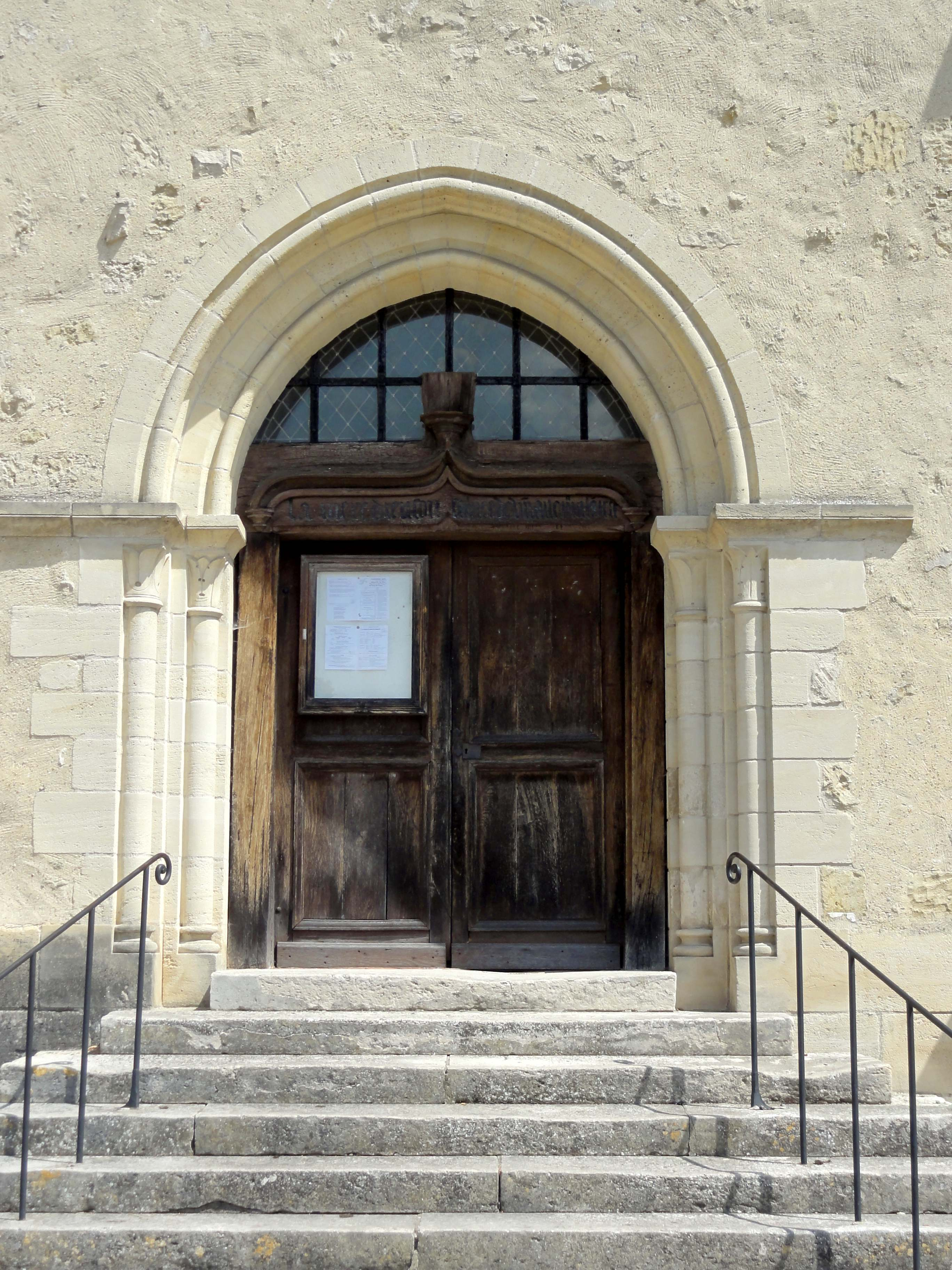
Portail latéral sud.

Le clocher occupe un emplacement inhabituel au nord de la dernière travée de la nef. Au nord de l'Île-de-France et dans le Beauvaisis, les clochers romans et gothiques s'élèvent généralement au-dessus de la croisée du transept ou la première travée du chœur (clocher central), ou plus rarement à côté du chœur, plutôt au sud qu'au nord. La position latérale, très souvent au-dessus de la première travée du bas-côté sud, devient la règle après la Guerre de Cent Ans. Mais il n'y a généralement pas d'écart entre le clocher et la travée adjacente du vaisseau central, dont les murs et voûtes sont mises à contribution pour le contrebutement du clocher. Ce n'est pas le cas à Presles. Pour autant, la position du clocher ne permet pas la déduction de sa date. Chaumerliac et Lahousse rapportent que certains auteurs rejettent la datation du XIVe siècle, et prétendent que le clocher aurait seulement été bâti au XVIe siècle, voire au XVIIe siècle. Il n'y a, d'après la configuration et le style de la tour, aucun élément qui justifie une datation aussi tardive, et des documents écrits seraient nécessaires pour démontrer qu'un maître d'œuvre de la Renaissance aurait opté pour un parti archaïsant.
En effet, le clocher est d'une grande sobriété, et l'on peut seulement retenir qu'il est postérieur aux clochers gothiques typiques de la région, qui sont généralement agrémentés de colonnettes à chapiteaux, archivoltes multiples, bandeaux et corniches moulurés, et maints autres détails sculptés. En l'occurrence, le décor fait complètement défaut, et les baies en tiers-point, ainsi que les contreforts aux multiples larmiers, permettent seulement de souligner le caractère toujours gothique du clocher. Au XIVe siècle, l'austérité peut s'expliquer par les crises politiques, épidémies et la Guerre de Cent Ans qui ponctuent cette époque. Après la Guerre de Cent Ans, la richesse de l'ornementation des clochers n'atteint pas le niveau des XIIe et XIIIe siècles. Le clocher de Presles cumule à 35,00 m de hauteur, et se compose de sa base, d'un étage intermédiaire, d'un étage de beffroi, et d'un toit à la hache couvert d'ardoise. Les étages sont séparés par des larmiers, qui scandent aussi les contreforts. En outre, les contreforts sont scandés par deux larmiers par étage, qui sont seulement présents sur les faces frontales, et correspondent à des retraites. La base est éclairée par les deux fenêtres déjà mentionnées, et s'accompagne, à l'angle nord-est, d'une tourelle d'escalier polygonale, qui permet de gagner l'étage depuis l'intérieur. L'étage intermédiaire est percé d'une unique baie en arc brisé par face. Ces baies possèdent encore un remplage en bois, assez rare, avec un treillis et un tympan ajouré d'une croix. L'étage de beffroi arbore deux baies abat-son en arc brisé par face. Elles sont entourées d'un double ressaut chanfreiné. Il n'y a pas de corniche.

#### Élévations latérales et façade
Les élévations latérales ne valent guère que pour la silhouette qu'offre l'église, avec l'imbrication des différents volumes et la position particulière du clocher, qui rendent l'édifice unique. Le bas-côté de la nef est bâti en moellons noyés dans un mortier, la pierre de taille étant réservée aux trois premières assises, aux contreforts, et aux pourtours des fenêtres. Les baies en plein cintre des deux premières travées ne sont pas positionnés à mi-chemin entre les contreforts. Elles sont probablement modernes. Le contrefort entre les deux premières travées est différent des autres, car il se retraite trois fois par un fruit, alors que le contrefort suivant est analogue au premier contrefort de la chapelle de la Vierge. Le portail est surmonté d'un petit oculus. Il est en tiers-point, et a le tympan ajouré. Cette disposition date de la période flamboyante, qui a laissé comme souvenir les deux vantaux et un rare linteau de bois, sculpté d'un accolade retombant sur des culs-de-lampe, et supportant une console qui a perdu sa statue. Le linteau affiche deux inscriptions en caractères gothiques. L'une est grande, et rehaussé de noir : « la mere de dieu soit saluee d'un ave m a latree ». L'autre est petite et partiellement effacée ; elle fournit le nom du maître-maçon, Jehan de Botes, et du curé, messire Usselle, et la date mil IIIIC […] II V, interprétée comme 1485, bien que la décennie ne soit pas lisible. Depuis la restauration en 1975, le portail est de nouveau surmonté d'une double archivolte torique, qui retombe sur des tablettes moulurées d'une plate-bande, d'une rainure et d'un quart-de-rond. À la double archivolte, correspondent deux colonnettes appareillées aux chapiteaux sculptés de feuilles d'eau, ce qui suggère le style gothique primitif. Une petite plaque funéraire encastrée dans le mur porte l'épitaphe suivante : « Cy gist honeste personne roger en son vivant laboureur marchal dem a Presles qui trespassa l an MIIIII 36 le 24e jour d aoust et ausy cy gist catherine letoure femme dudict roger qui trespassa le 8e jour de fevrier 1562 Prier dieu pour leur ame ».
La façade est une création de toutes pièces de l'architecte Léopold Hardy, qui y mélange les influences de différentes époques stylistiques. Le portail présente en effet un linteau en anse de panier, ce qui traduit la période flamboyante, à partir du XVe siècle. En même temps, le portail est cantonné de deux groupes de trois grêles colonnettes en délit, qui, comme leurs chapiteaux de feuillages d'une sculpture naturaliste, indiquent la période rayonnante, à partir du second quart du XIIIe siècle. Le grand bas-relief du tympan affiche le Christ en gloire bénissant devant une mandorle, accompagné de deux anges adorateurs. C'est une œuvre de belle facture du sculpteur rouennais Arsène Letellier (1833-1880). Au-dessus du portail, la façade comporte un deuxième registre, où deux petites fenêtres à lancette simple flanquent une grande rosace, dont le réseau fantaisiste évoque la période flamboyante tardive, proche du milieu du XVIe siècle. Ce réseau se compose de quatre hémicycles, dans lesquels s'inscrivent des demi-ovales affrontés, reliés aux arcs de cercle par des feuillages, tandis que les intervalles entre deux hémicycles sont ajourés par des quatre-feuilles. L'extrême épaisseur des meneaux et leur profil méplat sont nuisibles au charme à cette réalisation. Au nord, à gauche de la façade, une tourelle d'escalier abrite l'escalier de la tribune occidentale. Sinon, l'élévation septentrionale de la nef est sans intérêt, et ressemble aux deux premières travées du collatéral. Le clocher se situe devant la troisième travée, puis la sacristie avec son toit en pavillon accompagne la chapelle Saint-Joseph, qui est également sans intérêt. Les murs sont enduits, et aucun détail ne retient l'attention, sauf une grande plaque de marbre qui arbore l'inscription suivante en latin : « NICOLAUS CUJVS VITA / MVNDO FVIT INAUDITA / AMAT HEC MVNIMINA ».

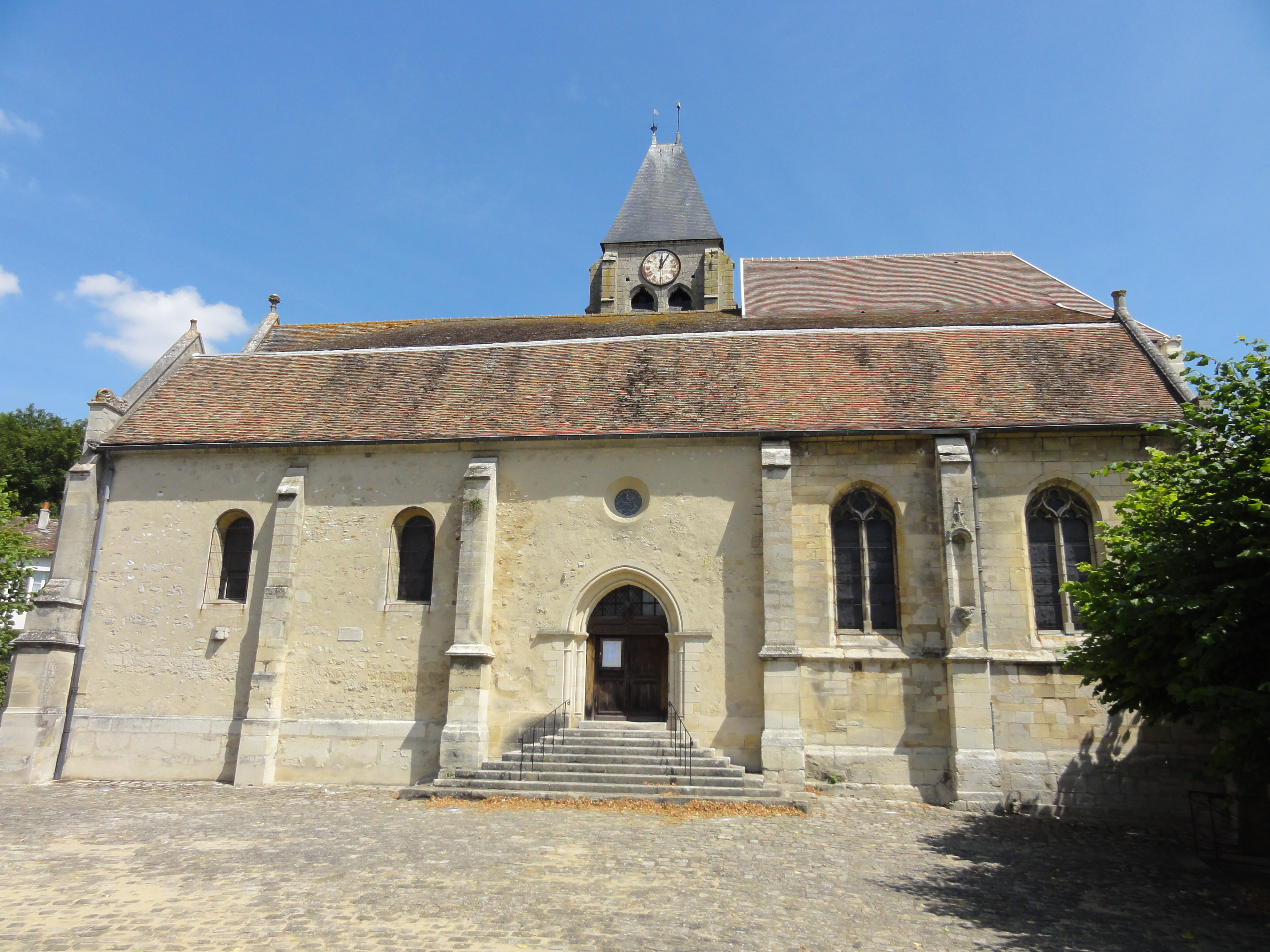
Élévation méridionale.
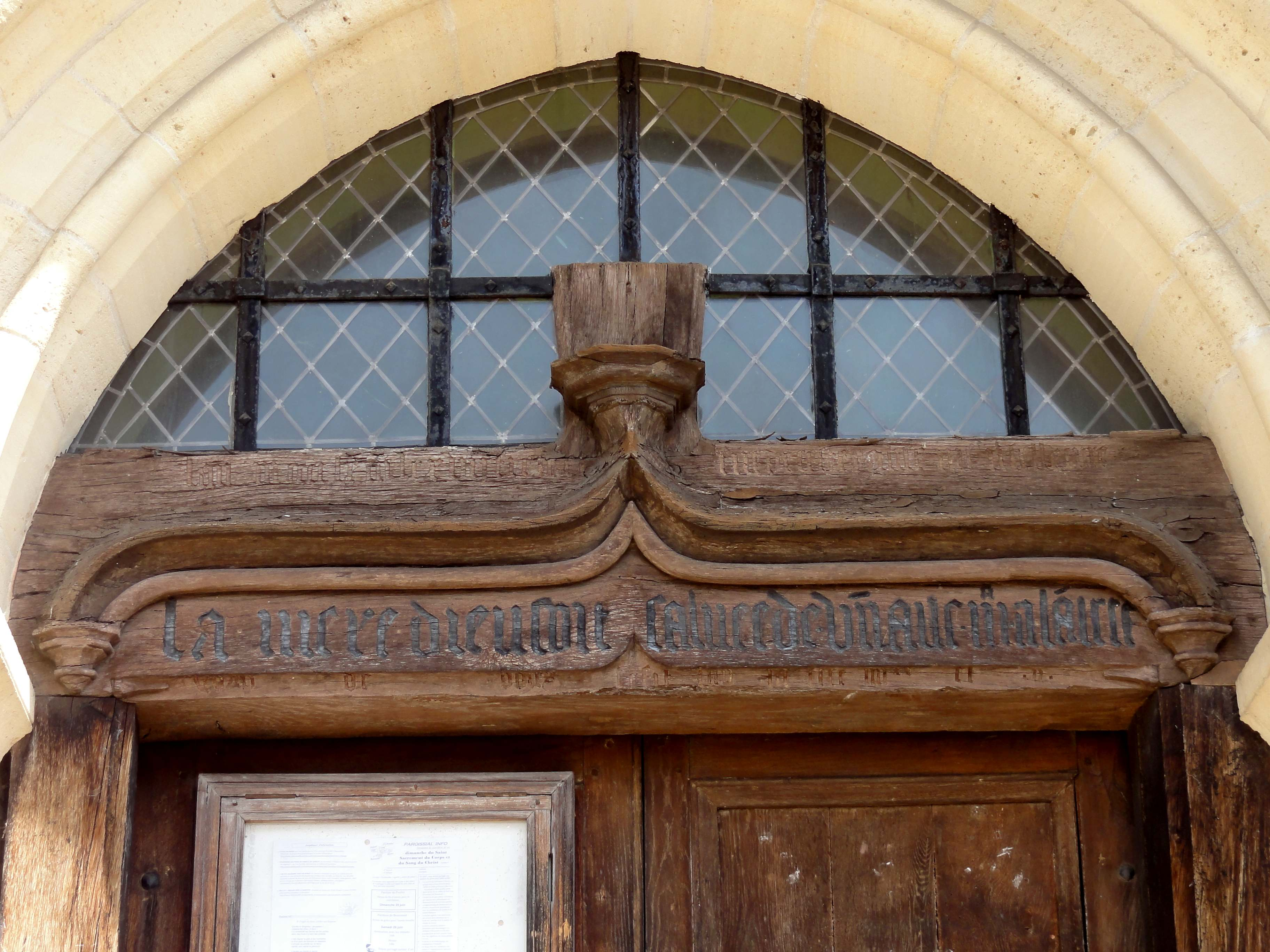
Linteau du portail sud.
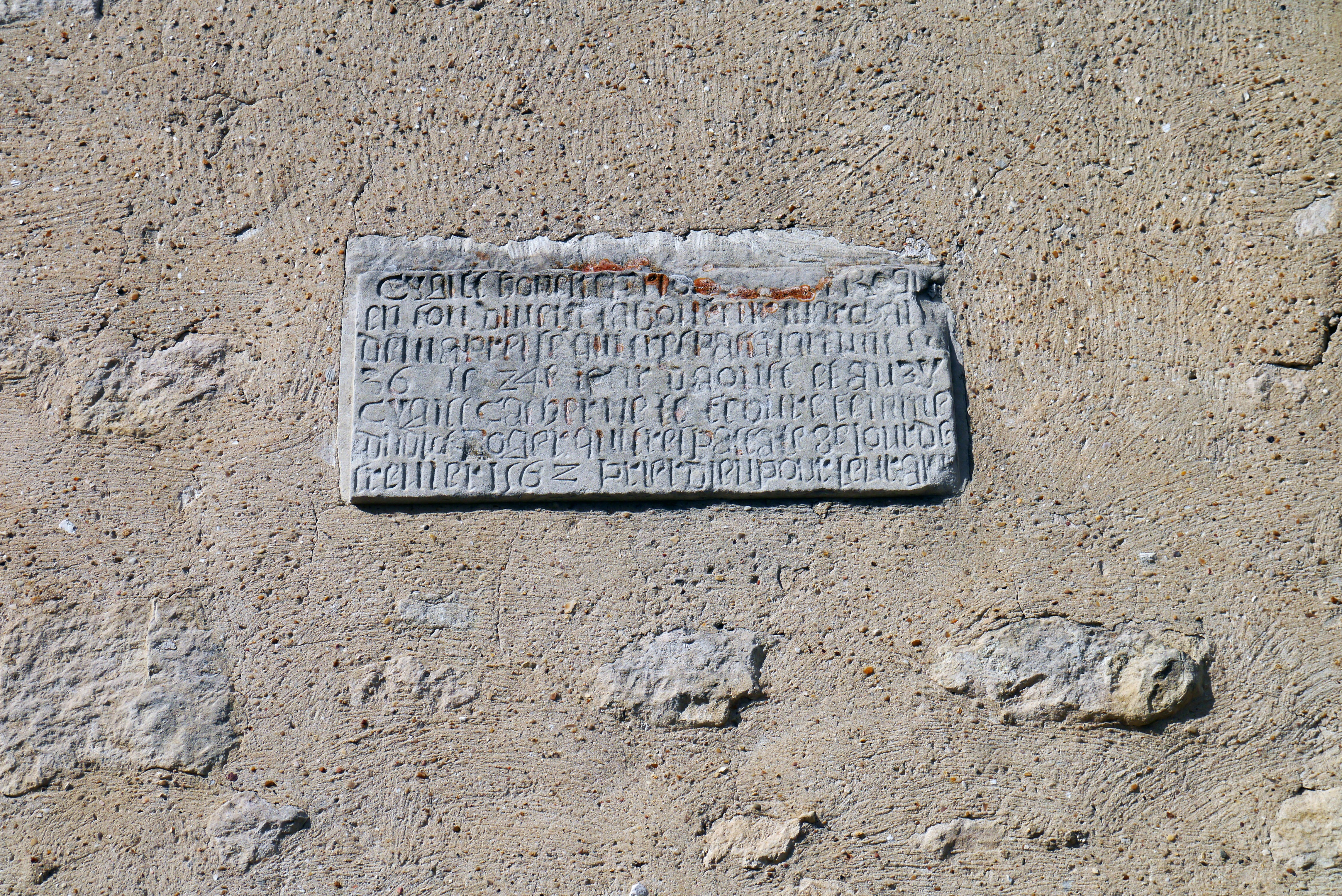
Épitaphe sur le mur sud.
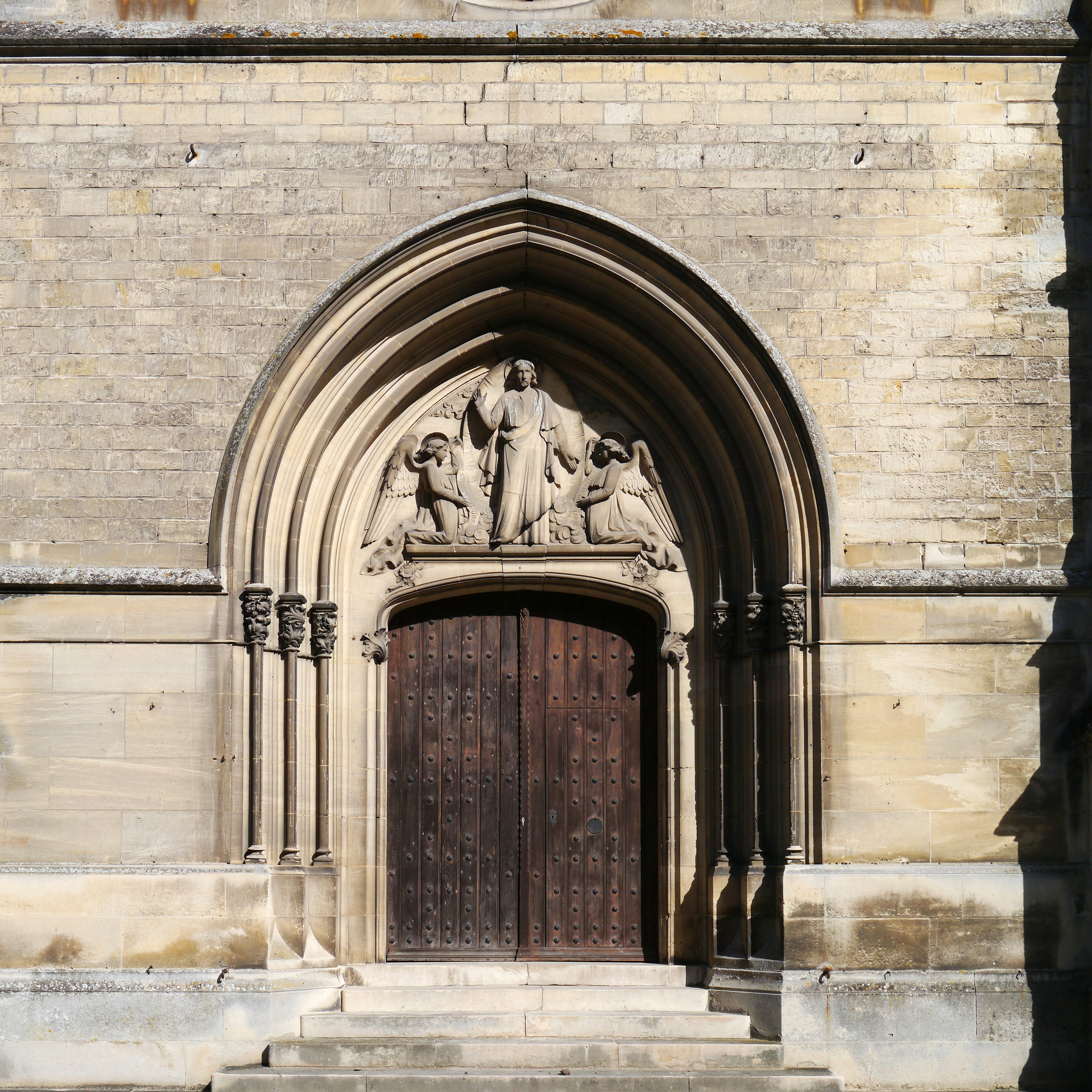
Portail occidental.
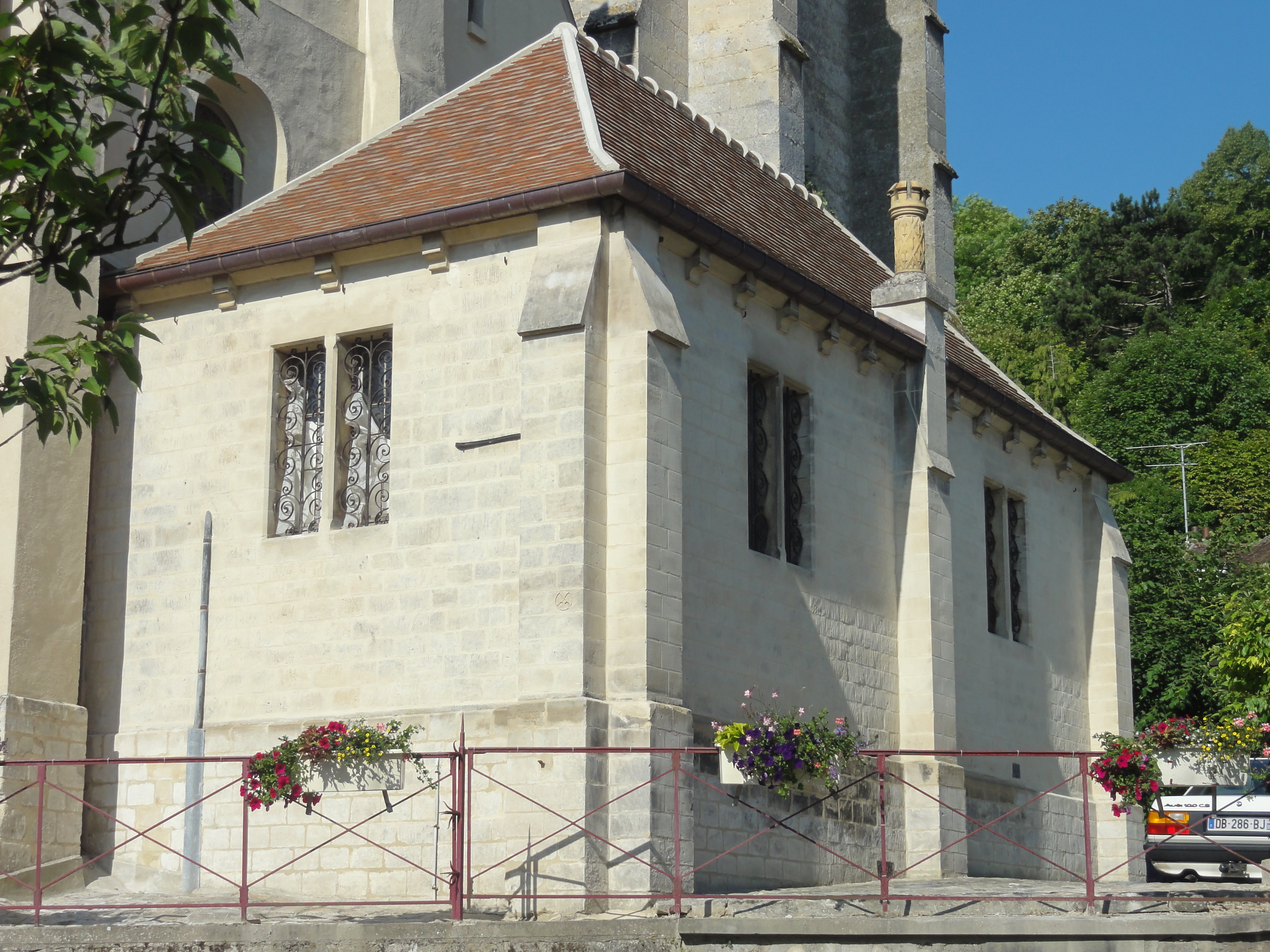
Sacristie.
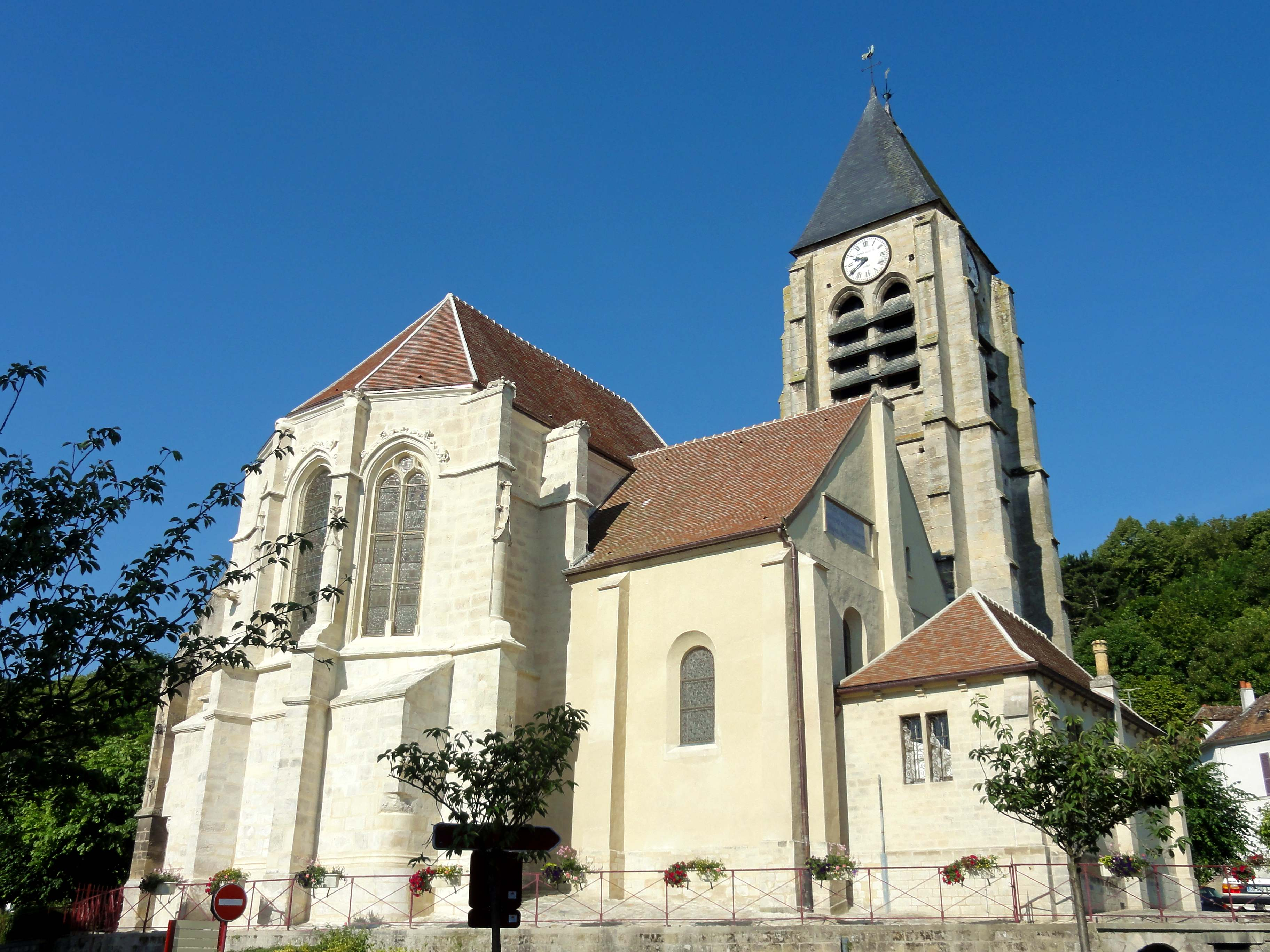
Vue depuis le nord-est.

## Mobilier
Parmi le mobilier de l'église, les stalles du chœur et une statue de la Vierge à l'Enfant sont les seuls éléments classés monument historique au titre objet.

### Stalles

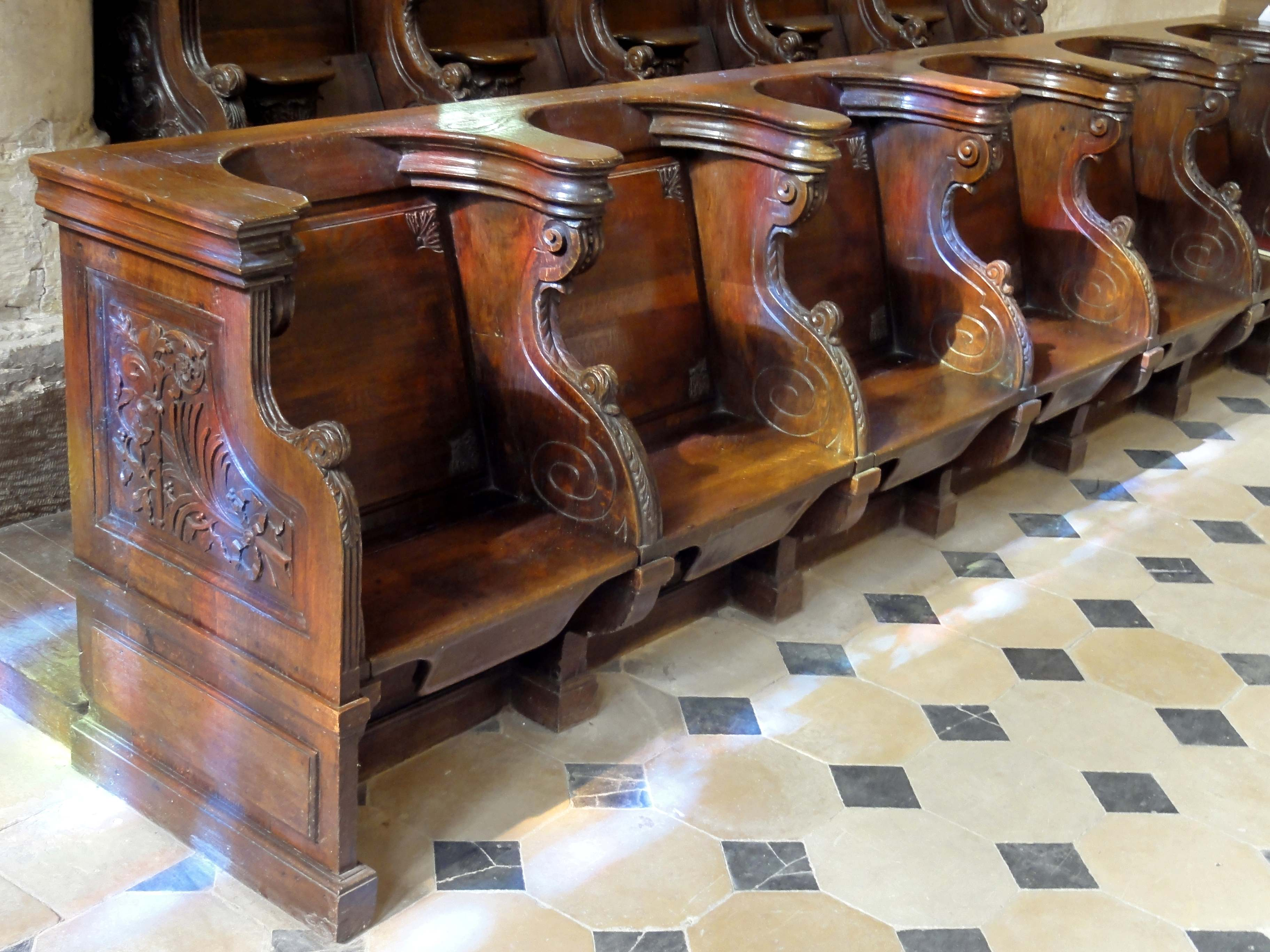
Stalles côté sud.

Au nombre de vingt-deux, les stalles ont été achetées le 22 juin 1864 par l'abbé Gallet à la ville de Saint-Cloud, pour une somme de mille francs, auxquels s'ajoutent cinq cents francs pour leur installation. L'abbé Gallet, grand amateur de l'art religieux, est curé de Presles de 1863 et 1875, et termine sa carrière comme chanoine honoraire de la cathédrale Saint-Louis de Versailles. Les stalles sont disposées en quatre rangs, deux devant la première grande arcade au nord du chœur, et deux en face au sud. Chaque rang compte six stalles, ce qui signifie qu'il y a deux stalles d'une autre provenance (dans le deuxième rang au nord). Il n'y a pas de jouées. Les parcloses au début et à la fin de chaque rang sont ornées de bas-reliefs, qui représentent les meubles du blason de la ville de Saint-Cloud (d'azur à une fleur de lis d'or défaillante à senestre, accostée d'une crosse contournée du même) ; une branche de laurier ; et une branche de palmier, autour de laquelle est noué un ruban. Ces parcloses ne ressemblent pas à celles employées pour le dosseret du banc d'œuvre (voir ci-dessous) et le fauteuil de célébrant. Les petites parcloses entre deux stalles sont ornées de volutes baroques taillées et gravées, et les appui-mains, tous identiques, sont des enroulements de feuillages. Les consoles des miséricordes sont enveloppés de feuillages, et comportent en bas un cul-de-lampe sculpté de grappes de raisin derrière des feuilles de vigne. Seulement les six stalles du second rang au nord possèdent des miséricordes de réemploi du XVIe siècle. Leurs motifs sont de différents types : trois représentent des métiers ou des hommes au travail ; deux sont allégoriques ; et une représente un animal, en l'occurrence une grande écrevisse. Concrètement, l'on voit un homme portant un bélier sur ses épaules, en tenant ses pattes avec les deux mains ; un menuisier en train de raboter derrière son établi ; un moissonneur aiguisant sa faux devant un champ de céréales ; deux génies, l'un vêtu d'une culotte et l'autre nu, qui se disputent la culotte ; et deux moines allumant un réchaud à l'aide d'un soufflet. Selon Hubert-Person, le réchaud serait en fait une bourse, et la dernière scène serait l'illustration de l'expression flamande « in de beur blazen », souffler dans la bourse, ce qui veut dire dépenser sans compter. Les huchiers qui ont taillé les miséricordes étaient souvent des artisans itinérants flamands,,.

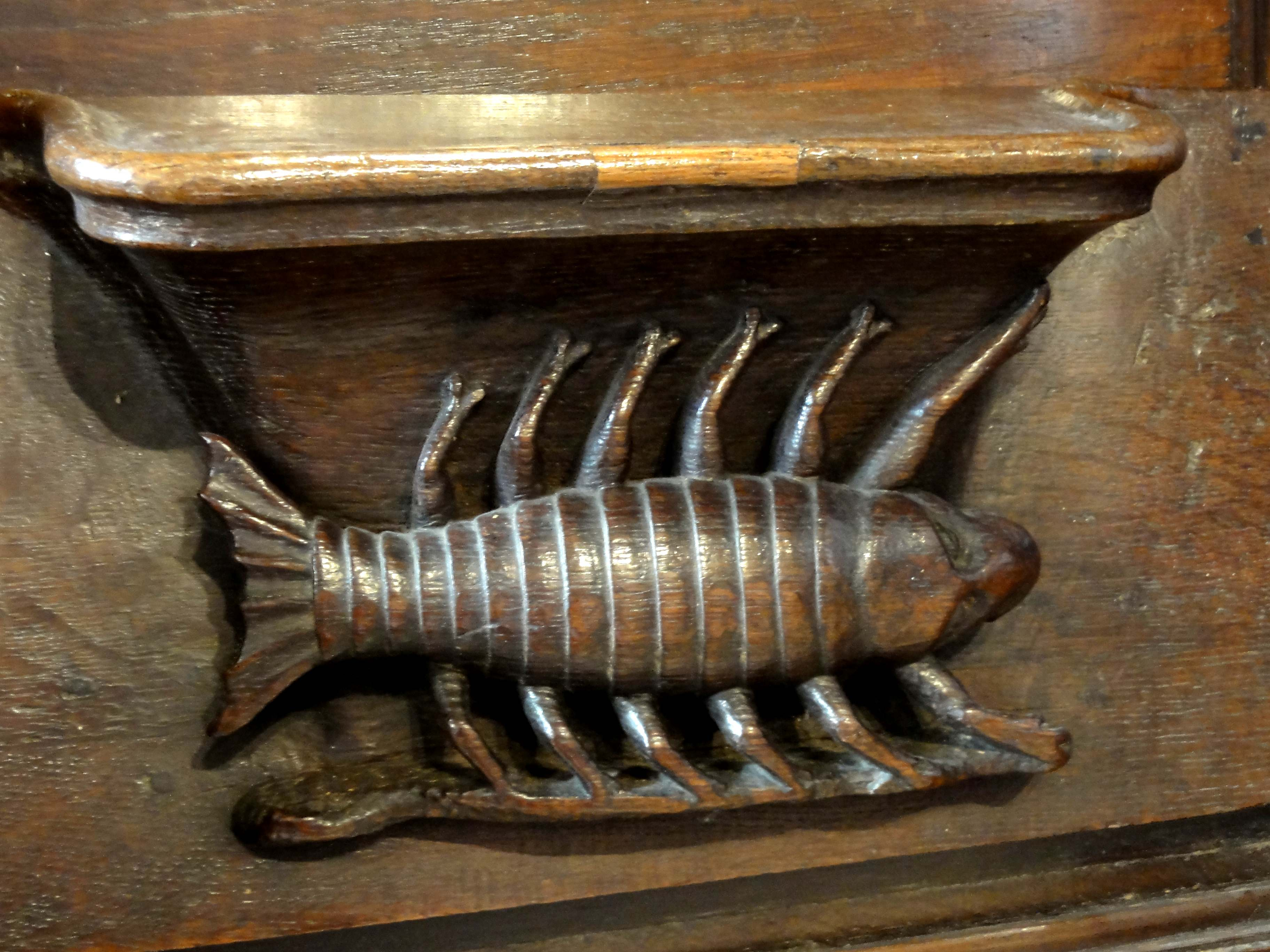
Écrevisse.
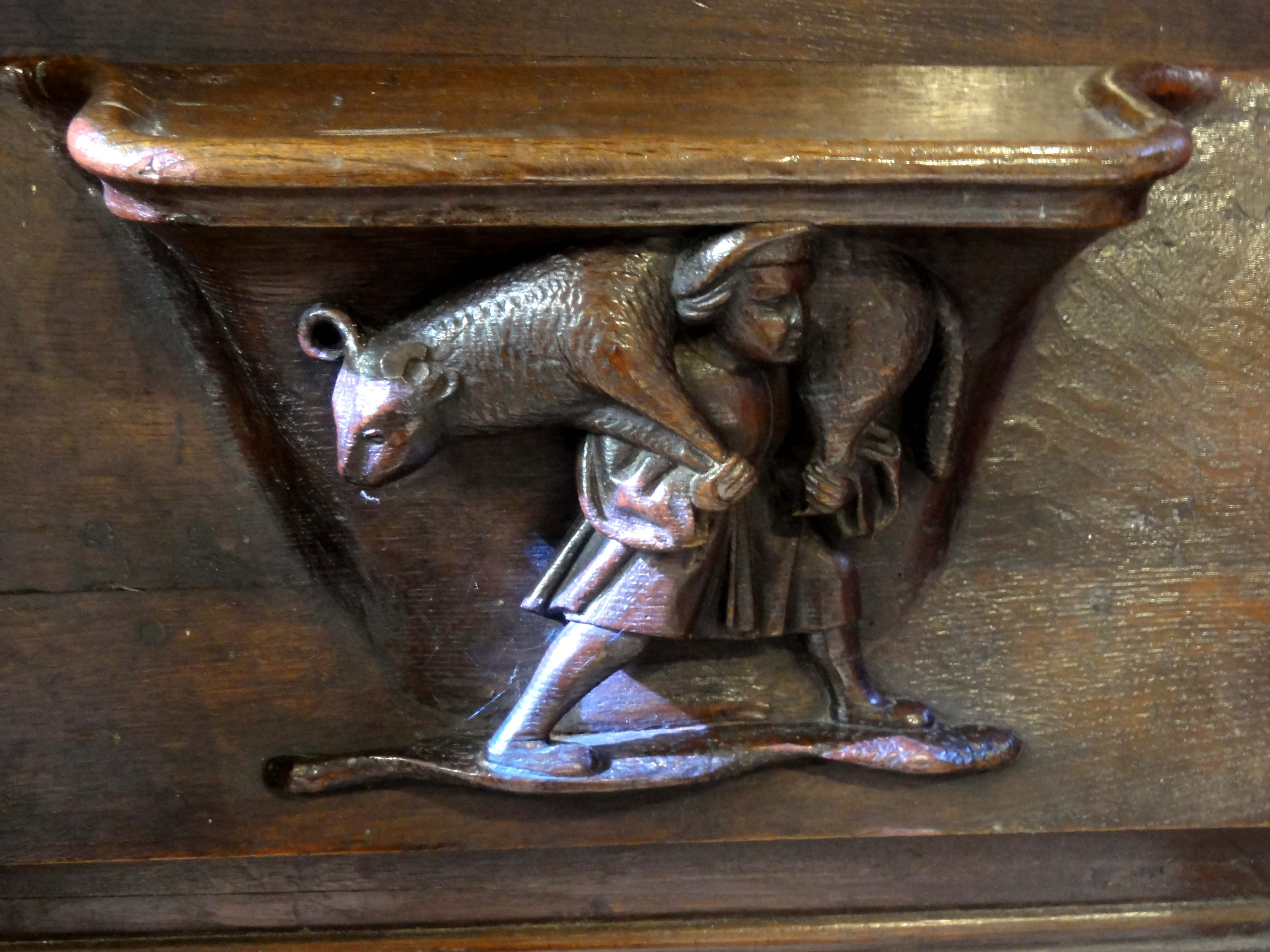
Homme portant un bélier.
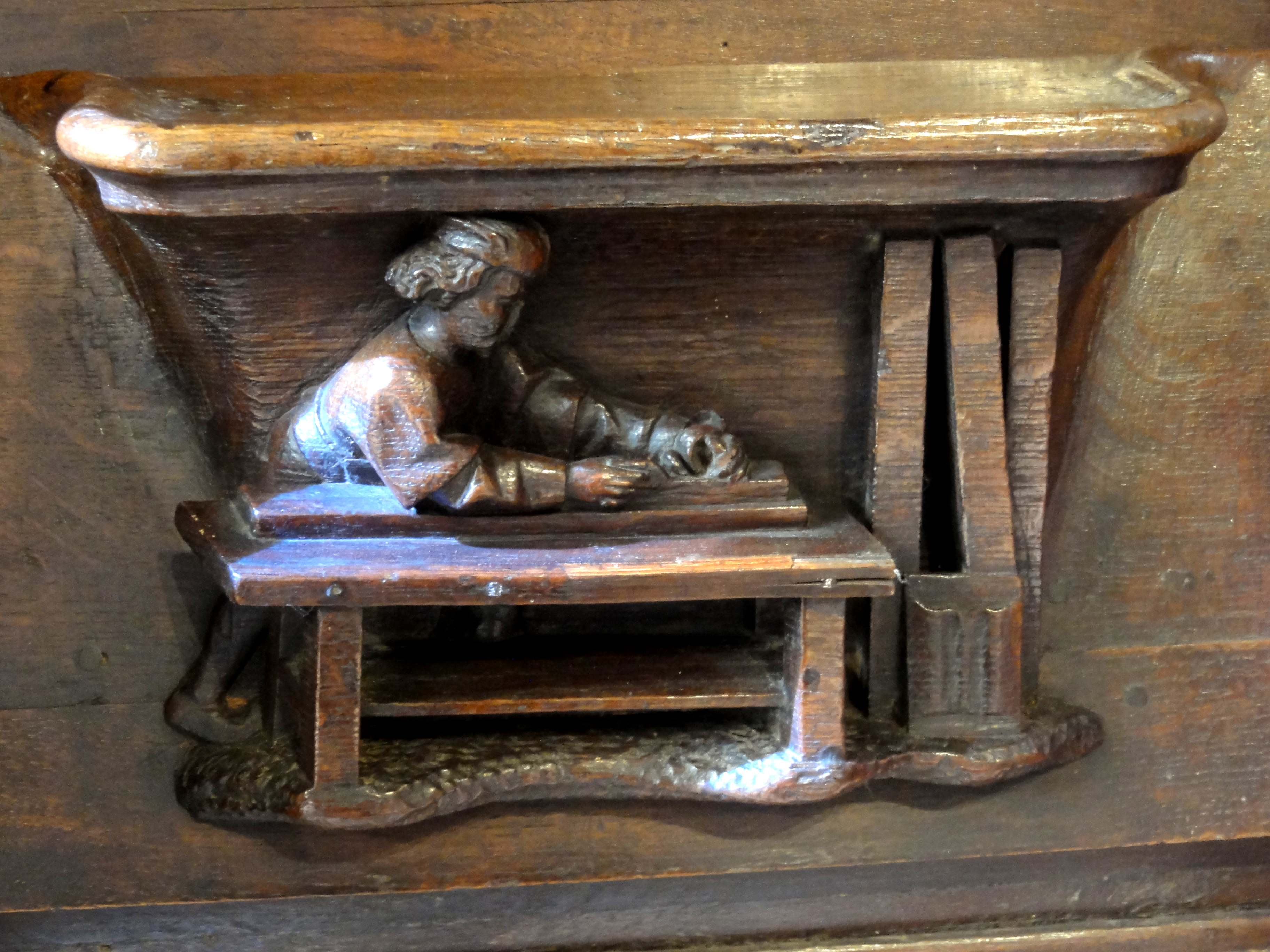
Menuisier dans son atelier.
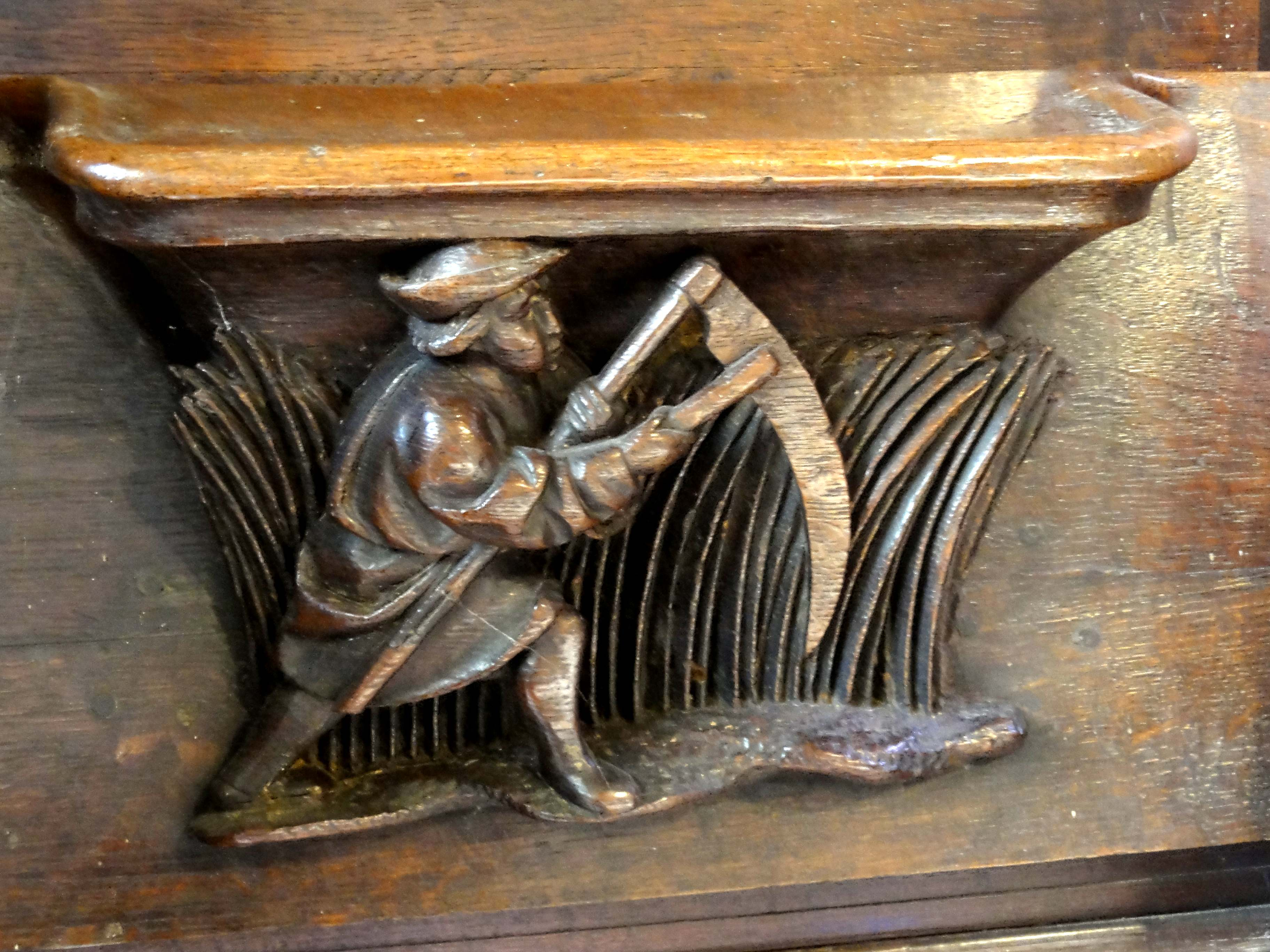
Moissonneur aiguisant sa faux.
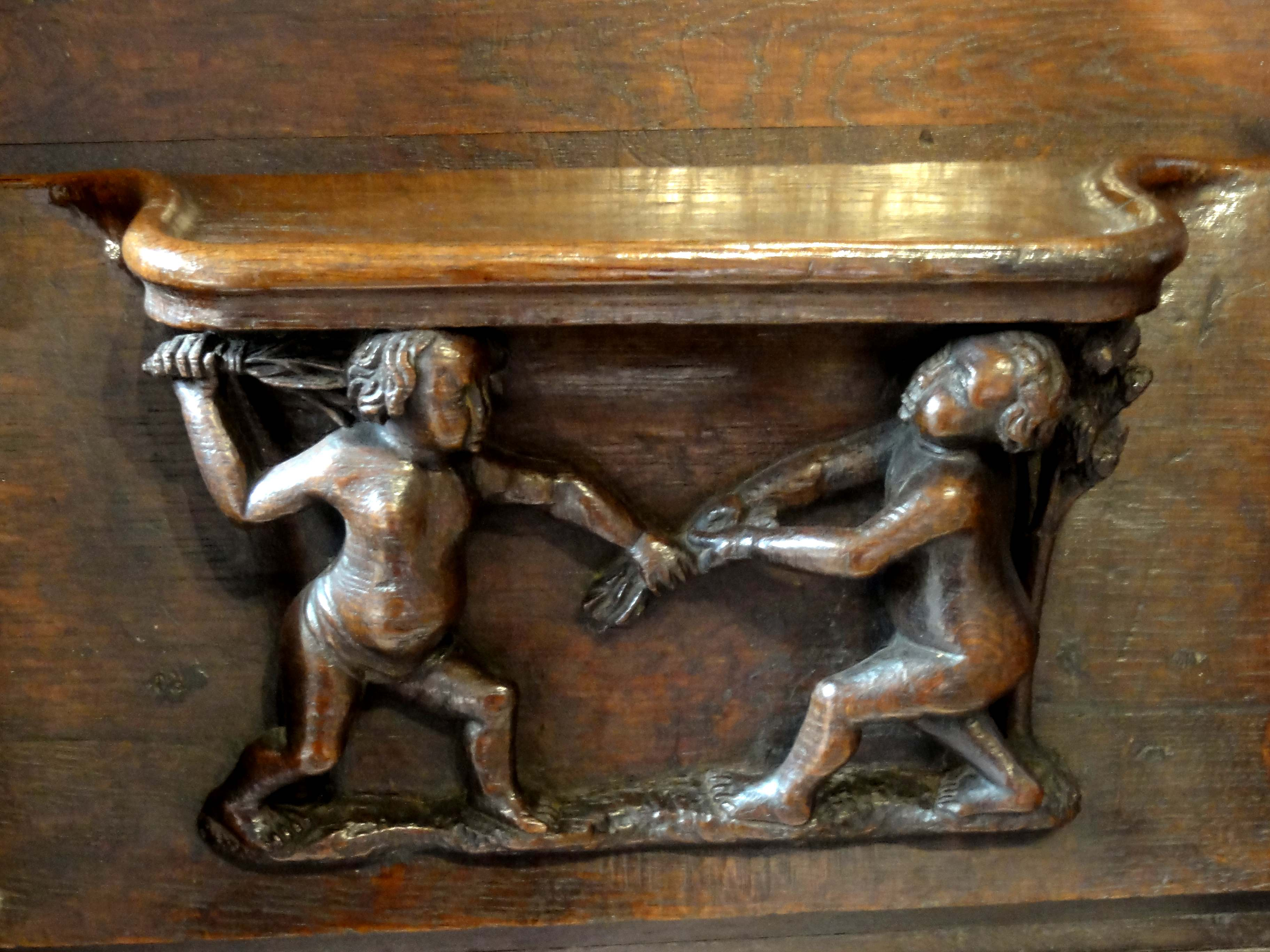
« La querelle de la culotte ».
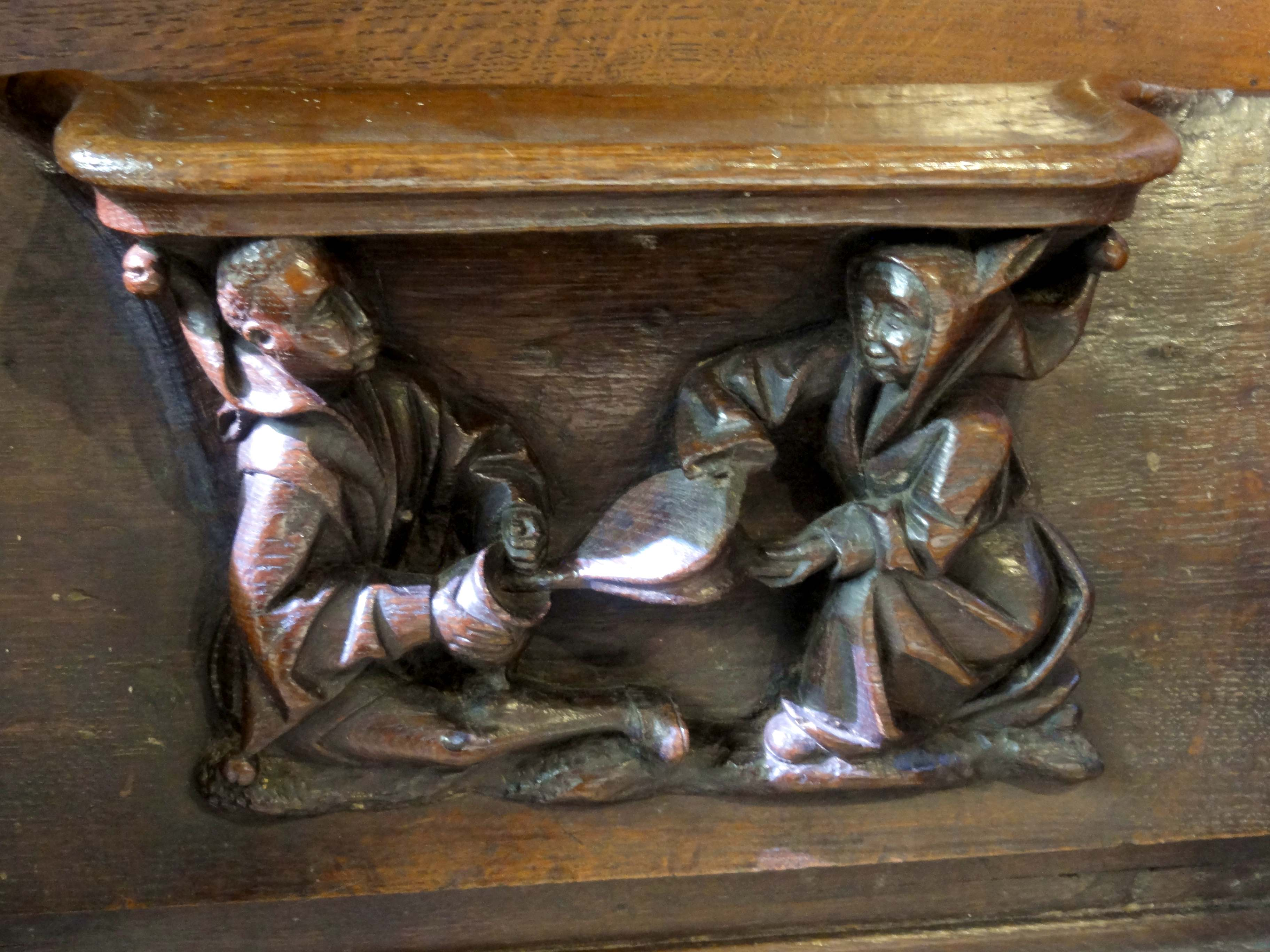
« Souffler dans la bourse ».

### Mobilier liturgique et statues
- Le maître-autel est en fonte partiellement dorée, et a été fabriqué par les fonderies Durenne et du Val d'Osne en 1867. Il a été présenté à l'exposition universelle de 1867, à Paris. Son décor architecturé est de style néo-gothique. Le tabernacle est flanqué par des bas-reliefs représentant les trois animaux allégoriques et l'homme ailé du tétramorphe : saint Marc (lion), saint Mathieu (homme ailé), saint Jean (aigle), et saint Luc (bœuf)[13].
- La chaire à prêcher possède une cuve du XVIIe siècle, qui arbore des bas-reliefs des quatre Évangélistes représentés en pied, et des apôtres saint Pierre et saint André. C'est une œuvre rustique et fade. L'abat-voix et l'escalier datent du XIXe siècle[35].
- Le banc d'œuvre, en face, est également une œuvre composite. Le pupitre, mais sans la table et le banc, date du XVIe siècle, et est réputé comme étant l'ancien banc seigneurial d'Étienne Maussion de la Courtaujai, propriétaire du château de Courcelles. Le dosseret comporte au milieu des panneaux à fenestrages d'un style rocaille sobre du XVIIIe siècle, et à gauche et à droite, il présente des ailes latérales baroques qui sont des anciennes parcloses des stalles de Saint-Cloud. Le banc d'œuvre est surmonté d'un Christ en croix, et selon l'usage, il fait face à la chaire[35].
- Les fonts baptismaux, au début du bas-côté, sont en marbre rouge et datent du XVIIIe siècle. Dans la paroisse, ils ne sont plus utilisés à la fin du XXe siècle[36].
- Les deux statues en bois polychrome de saint André et Saint-Pierre-aux-Liens mesurent 179 cm de hauteur, et datent du début du XVIIe siècle. Saint André se tient devant la croix en X, son principal attribut, et il passe son bras gauche autour d'une branche de la croix. Saint Pierre lève sa main droite, qui est reliée par une chaîne en fer à sa main droite, par laquelle il presse un livre contre son corps[37]. Habituellement logées dans les niches à gauche et à droite du portail occidental, ces statues ont été mises à l'abri pour la durée des travaux de restauration (sans illustration).
- La sacristie abrite une statuette de la Vierge à l'Enfant en bois blanc doré, qui mesure 81 cm de hauteur, date du XVIIIe siècle, ou seulement du XIXe siècle d'après le dossier de protection. Selon une inscription qui se lit sur la base, elle a été donnée à l'église par Mlle Ouenot le 28 juillet 1855. Elle a été restaurée par Laurence Chicoineau en 2009[38],[37] (sans illustration).

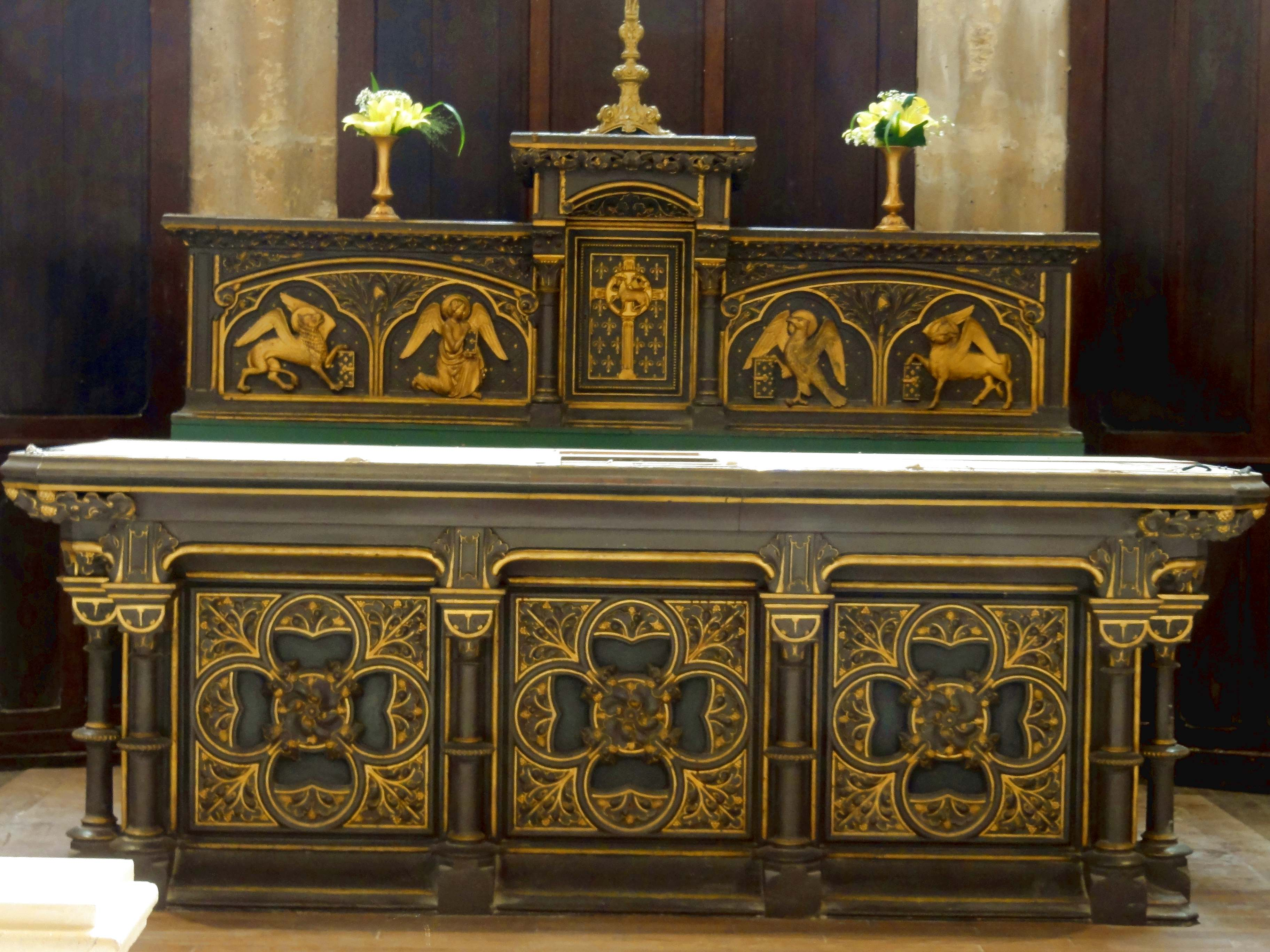
Maître-autel.
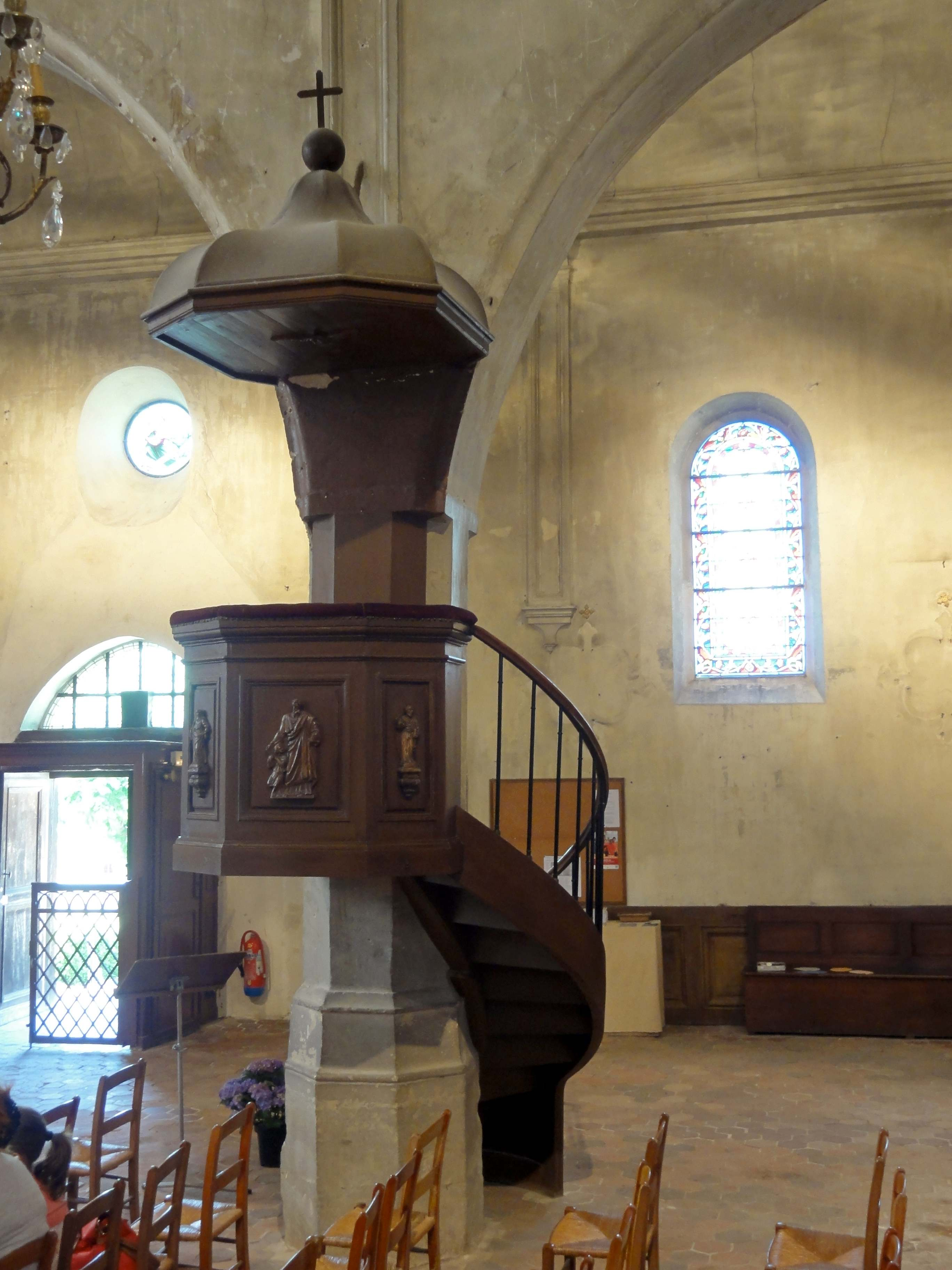
Chaire à prêcher.
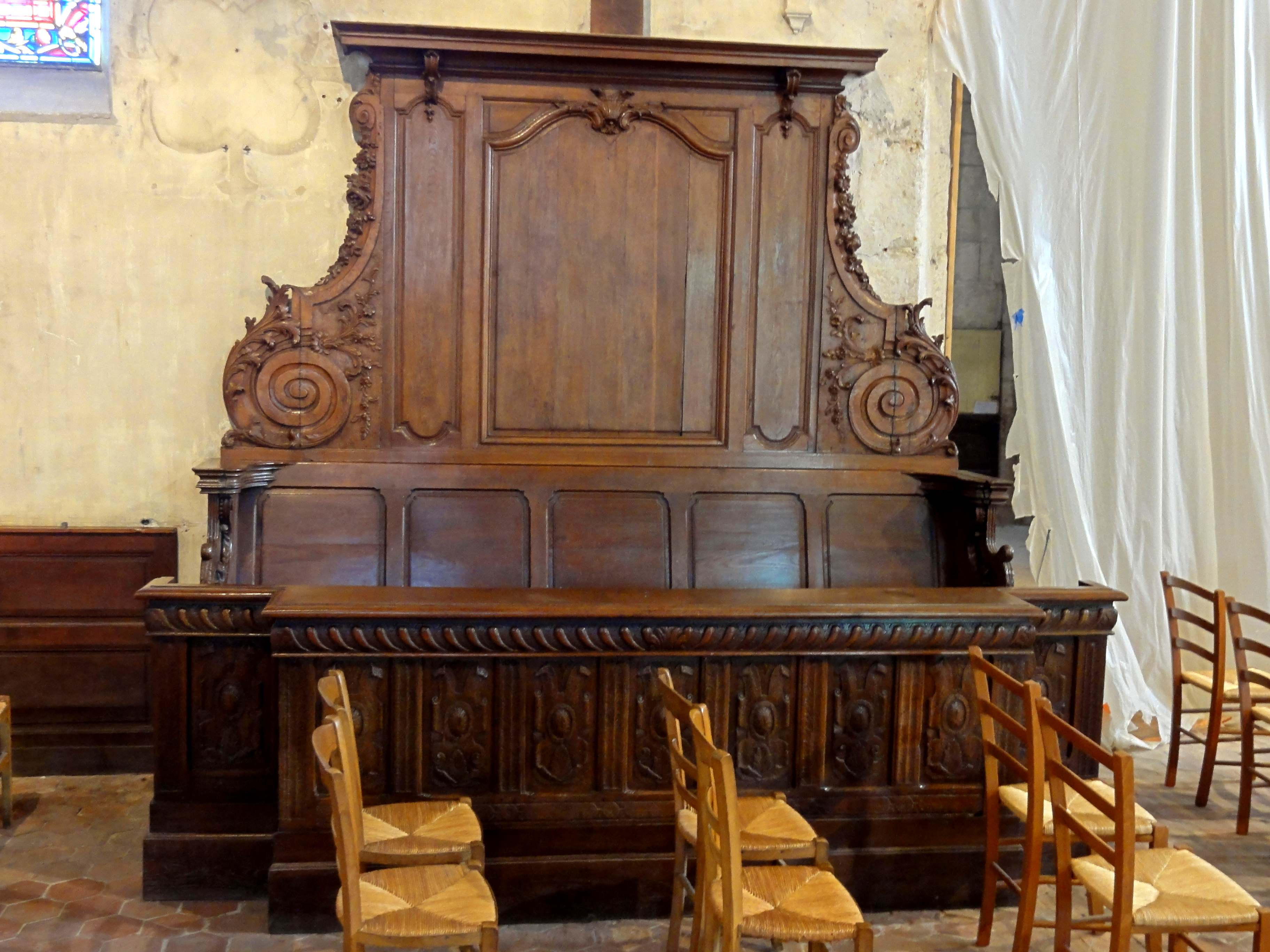
Banc d'œuvre.
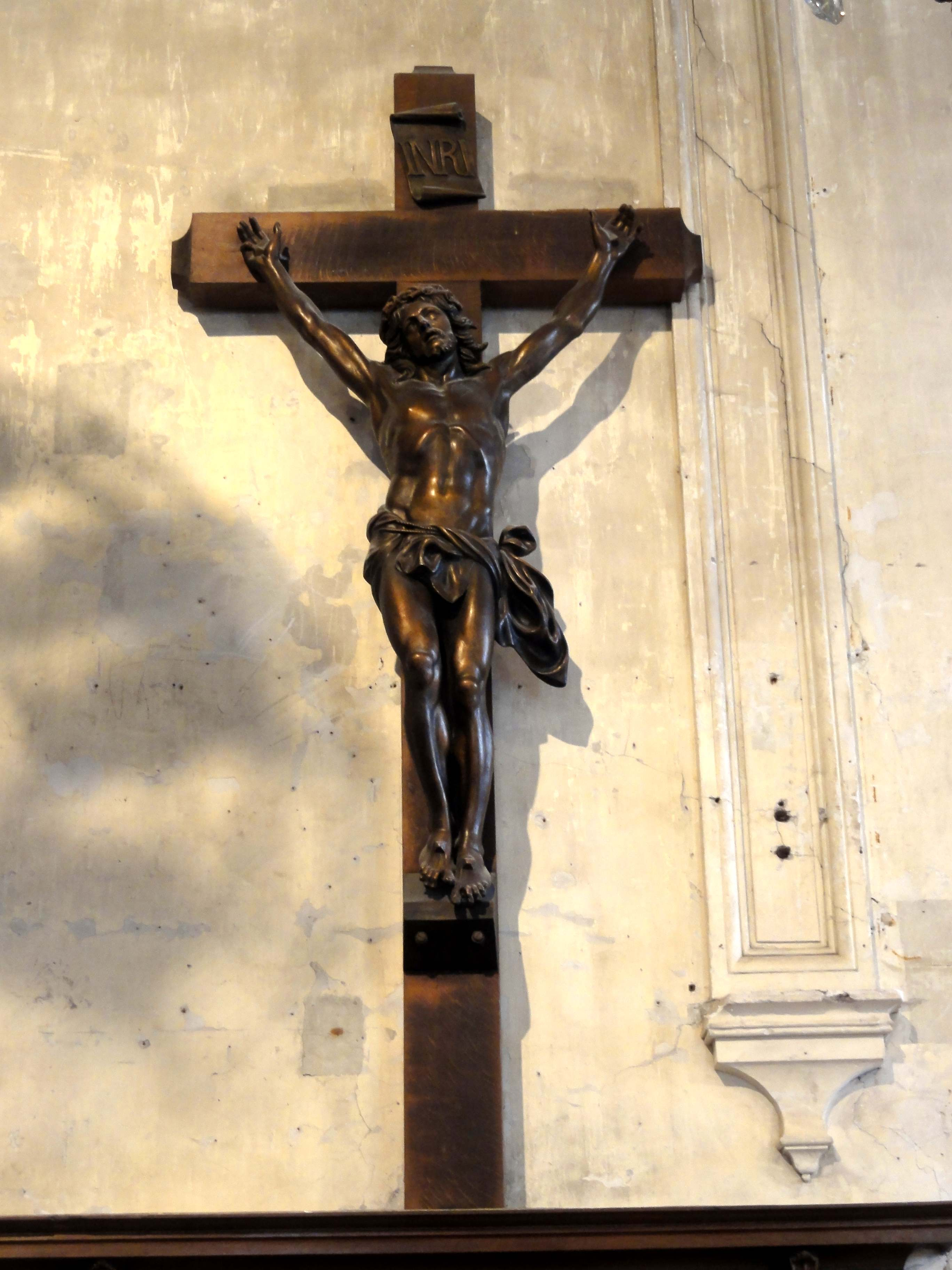
Christ en croix.
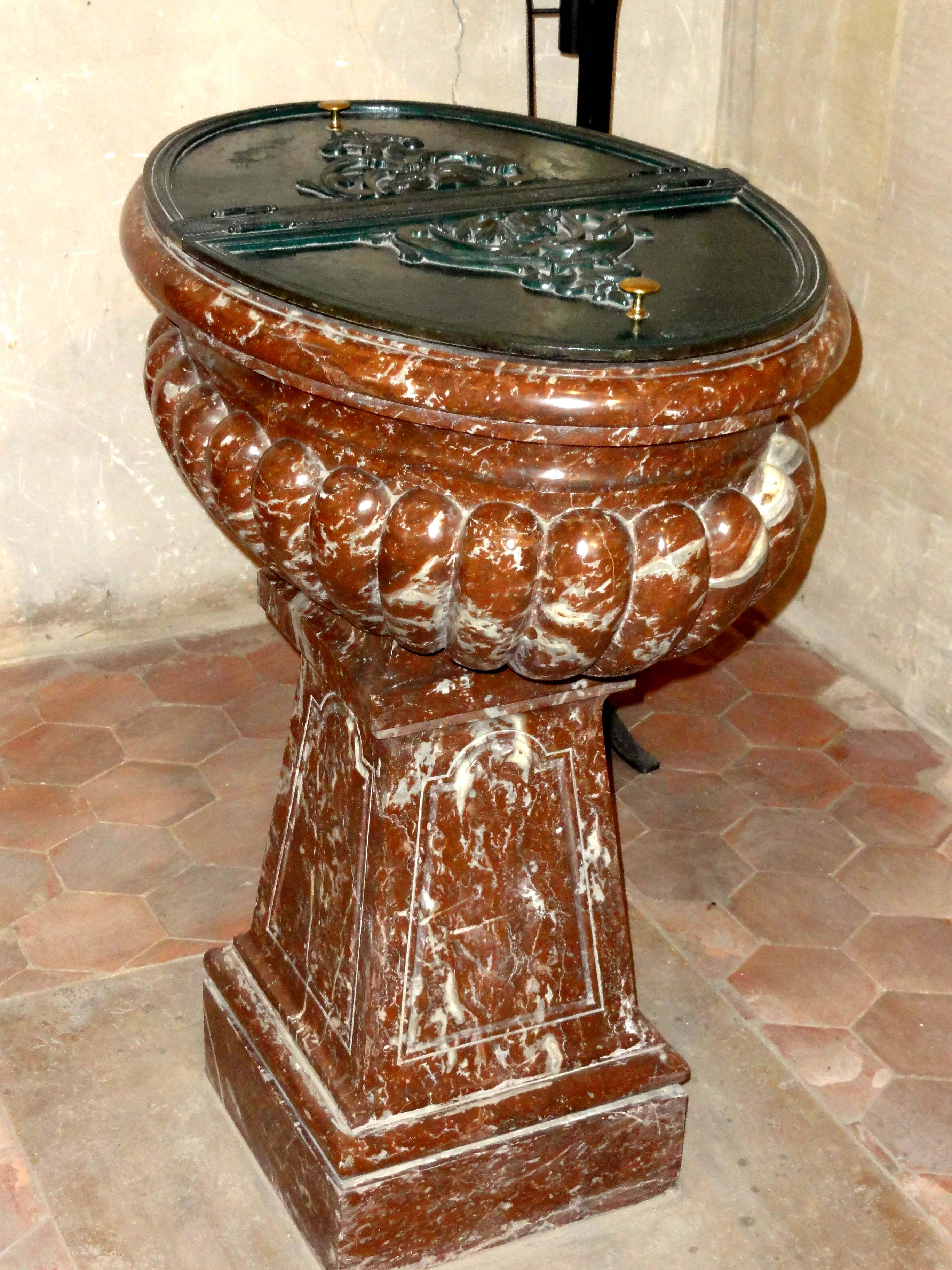
Fonts baptismaux.

### Tableaux
L'église possède neuf tableaux peints à l'huile sur toile. Tous ont été décrochés pour la durée des travaux de restauration, qui s'achèveront en 2018. Cinq tableaux avaient leur place dans le bas-côté sud, deux dans la nef, un sur le premier pilier au sud du chœur, et un devant la base du clocher.
- Le tableau représentant la transverbération de sainte Thérèse d'Avila date du XIXe siècle, et mesure 150 cm de largeur pour 170 cm de hauteur. C'est une copie anonyme d'une œuvre d'origine espagnole, de provenance incertaine[39].
- Le tableau représentant saint Jérôme pénitent (ou méditant) date de la seconde moitié du XVIe siècle, et mesure 117 cm de largeur pour 114 cm de hauteur. C'est une œuvre anonyme de provenance italienne, datable grâce à une inscription portée sur son dos : « PER LA SANITA RIECEVVTA L'ANNO MDXCI D'HONORE DI DIO ET STA BRIGIDA ». C'est donc un cadeau fait à l'église pour remercier sainte Brigitte pour avoir intercédé auprès de Dieu pour la guérison d'une grave maladie[39].
- Le tableau représentant l'Annonciation date du XIXe siècle, et mesure 175 cm de largeur pour 200 cm de hauteur. C'est une copie anonyme d'une œuvre originale d'Eustache Le Sueur (1616-1655), qui est intitulée La salutation angélique et se trouve au musée du Louvre[39].
- Le tableau représentant le martyre de saint Sébastien date du début du XVIIe siècle, et mesure 110 cm de largeur pour 130 cm de hauteur. C'est une œuvre anonyme d'école nord-Italienne, de provenance incertaine[39].
- Le tableau représentant le couronnement de saint Germain et de saint Vincent date du XIXe siècle, et mesure 190 cm de largeur pour 210 cm de hauteur. C'est une copie anonyme d'une œuvre de Joseph-Marie Vien (1716-1809, qui a été exposée en 1755. L'on ignore qui a donné le tableau. D'après Chaumerliac et Lahousse, il serait inscrit aux monuments historiques depuis le 15 juin 1985, ou le 23 juin 1987 (sans se rendre compte, les auteurs indiquent deux dates)[39].
- Le tableau représentant l'Adoration des mages date du XIXe siècle, et mesure 80 cm de largeur pour 100 cm de hauteur. C'est une copie partielle d'une œuvre originale de Pierre Paul Rubens (1577-1640), qui fait partie d'un triptyque réalisé pour l'église Saint-Jean de Malines. Sa provenance est incertaine[39].
- Le tableau représentant un moine donnant la communion à un mourant date du XIXe siècle, et mesure 180 cm de largeur pour 220 cm de hauteur. C'est une œuvre signée Bocquet, de provenance incertaine[39].
- Le tableau représentant la Descente de croix date du XIXe siècle, et mesure 67 cm de largeur pour 83 cm de hauteur. C'est une œuvre de Joseph Guichard (1806-1880), de provenance incertaine[39].
- Le tableau représentant l'incrédulité de saint Thomas date du début du XVIIIe siècle, et mesure 142 cm de largeur pour 150 cm de hauteur. C'est une œuvre anonyme de provenance incertaine[39].

### Vitraux
Tous les vitraux de l'église datent de la période comprise entre 1863 et 1892, et ont été offerts par des paroissiens.
- Dans l'abside, la baie d'axe (n° 0) représente la Vierge à l'Enfant dans une sorte de niche à statue flamboyante, avec un dais richement ouvragé et un cul-de-lampe. Il y a aussi un petit registre inférieur qui illustre la scène de l'Annonciation faite à Marie. Comme les deux autres verrières de l'abside, cette verrière sort des ateliers d'Antoine Lusson, Paris, et a été offerte par la famille Durenne, propriétaire du château de Bellevue, en 1865[18].
- À gauche de la précédente, la verrière hagiographique (n° 1) représente, sous des dais flamboyants, de la gauche vers la droite et du haut vers le bas, sainte Catherine d'Alexandrie ; saint Augustin ; saint Marc et sainte Élisabeth. Ces saints correspondent aux prénoms et donc aux saints patrons de certains membres de la famille Durenne[18].
- Toujours dans l'abside, la verrière hagiographique à droite (n° 2°) représente sainte Agnès ; saint Germain d'Auxerre ; saint Antoine l'Ermite ; et sainte Geneviève. Ces saints sont choisis selon les mêmes critères[18].
- Dans la chapelle de la Vierge, la verrière du chevet (n° 4) représente la Visitation de la Vierge Marie à sainte Élisabeth, la mère de saint Jean-Baptiste. Cette verrière n'est pas signée ni datée. Elle a été confectionnée par le même vitrailliste que les deux verrières méridionales de la même chapelle (n° 6 et 8), dont les motifs floraux sont inspirées de l'enluminure médiévale[18].
- L'ange dans l'oculus au-dessus du portail latéral (n° 10) provient d'un vitrail offert par Auguste Potron en 1892. La baie était en forme de quadrilobe à cette époque. Quand elle a été réduite à sa forme actuelle lors de la restauration de 1975, les autres composantes du vitrail ont été sacrifiées[18] (sans illustration).
- Dans la chapelle Saint-Joseph, le vitrail au-dessus de la porte de la sacristie, côté nord (n° 5), représente saint Nicolas en tenue épiscopal, après avoir ressuscité les trois petits enfants assassinés par un boucher, qui sont en train de prier dans un saloir. Cette verrière, elle aussi signée Antoine Lusson, Paris, a été offerte par M. Maréchal en 1863[18].
- Dans la base du clocher, le vitrail de la baie septentrionale (n° 9) représente la naissance de saint Jean-Baptiste, qui est le saint patron de M. Bouton (1804-1868, donateur du vitrail[18] (sans illustration).
- Les autres vitraux de la chapelle Saint-Joseph, à l'est et au nord (n° 3 et 7) ; le vitrail occidental de la base du clocher (n° 11), et les verrières latérales de la nef et du bas-côté (n° 12 à 15) sont des grisailles à motifs géométriques confectionnés par les ateliers Luchon. Le vitrail n° 3 est datée de 1885[18] (sans illustration).
- Les vitraux de la façade occidentale sont contemporaines de celles-ci, et ont été offertes par la famille Potron, qui a également financé la nouvelle façade, la tribune d'orgue, et les grandes-orgues[18] (sans illustration).

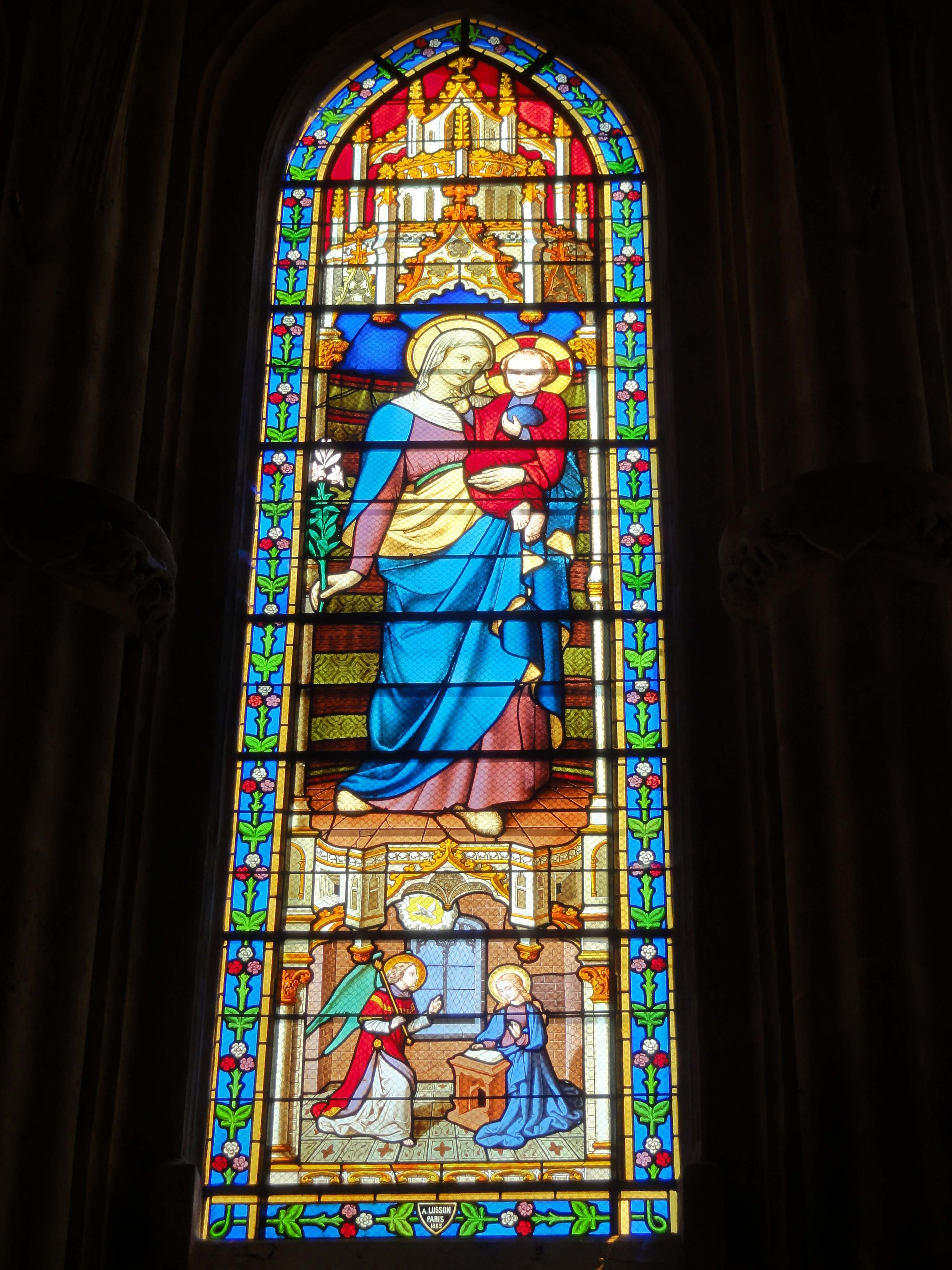
Vitrail n° 0 - Vierge à l'Enfant.
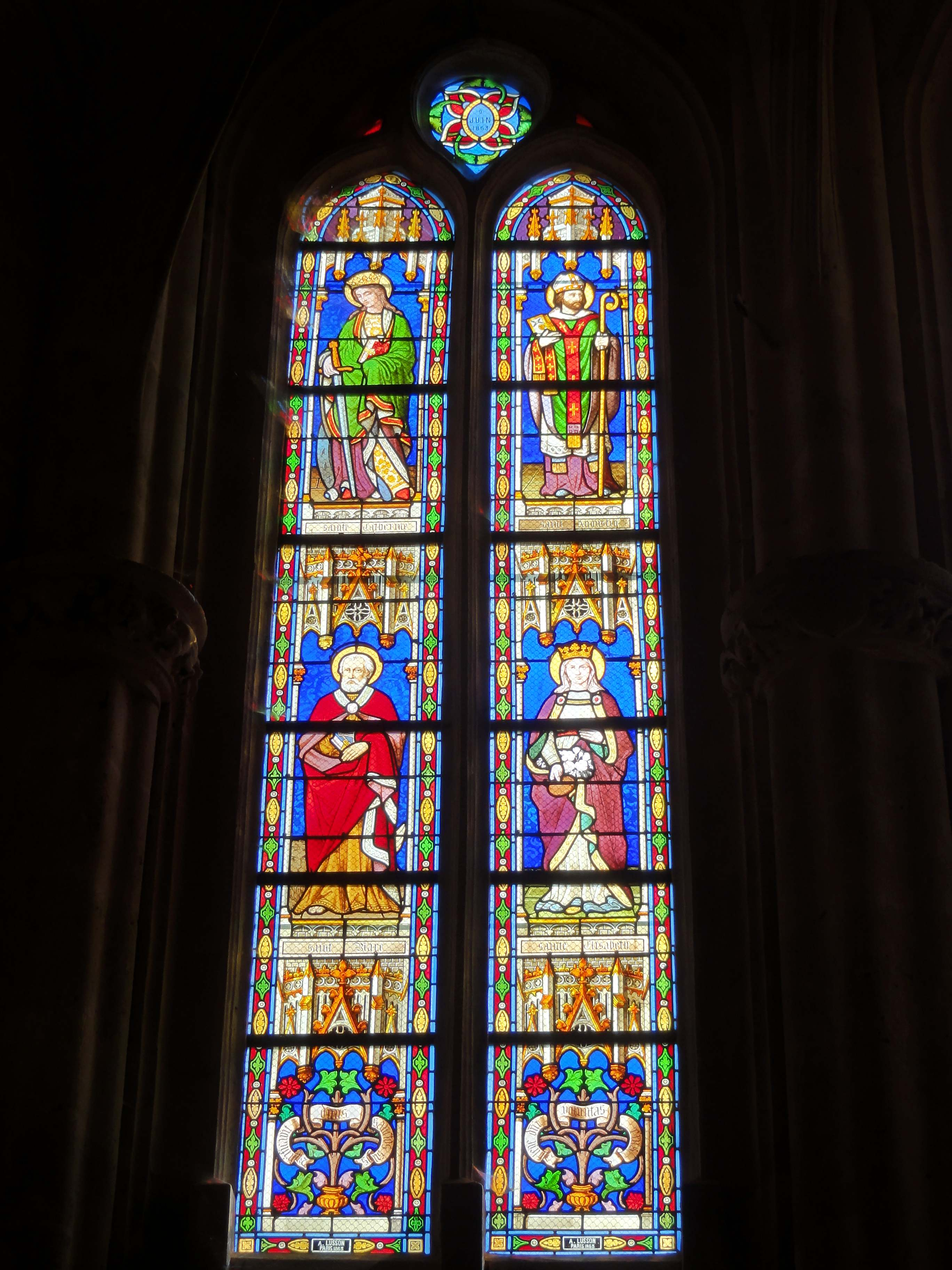
Vitrail n° 1 - quatre saints.
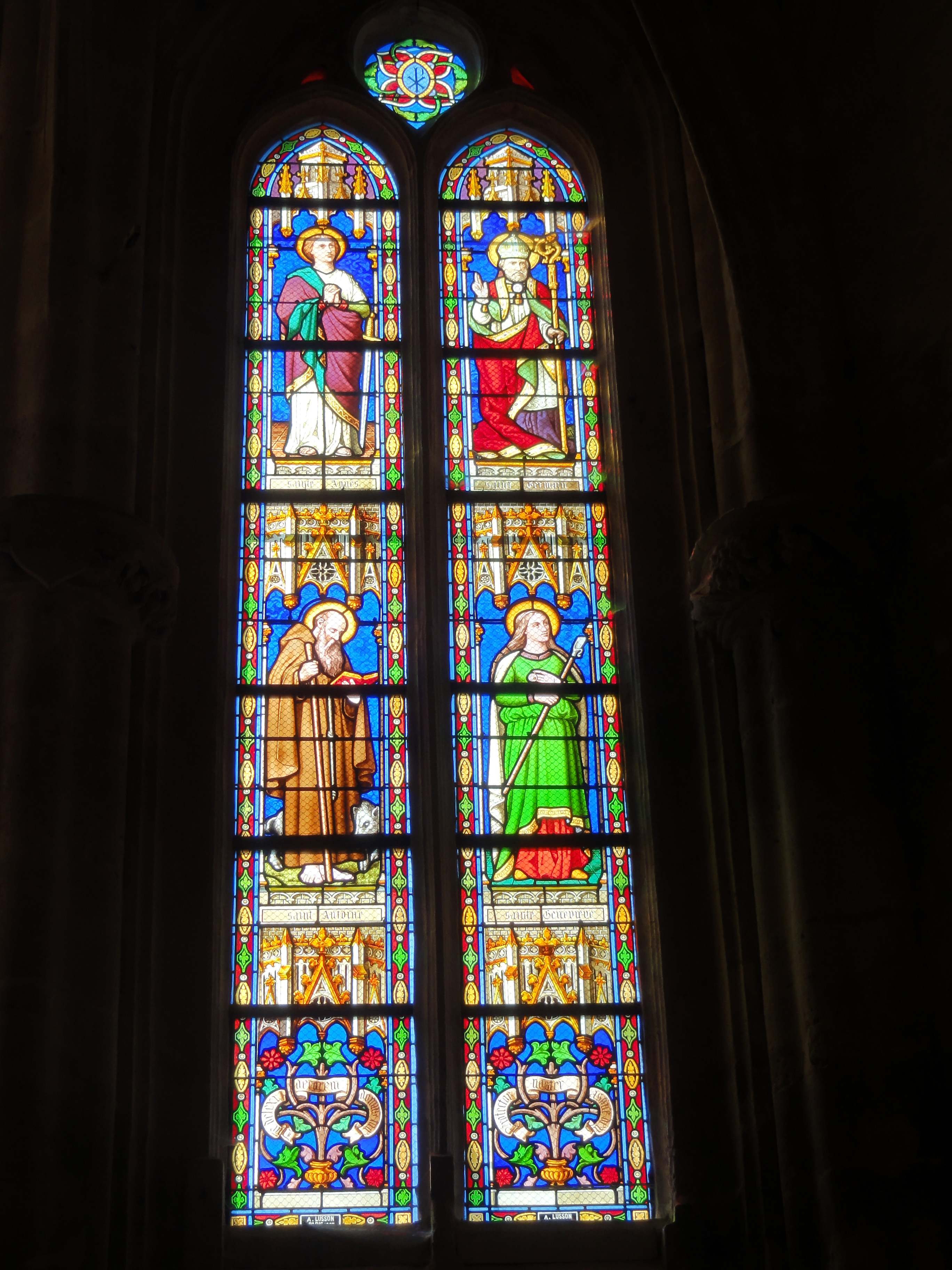
Vitrail n° 2 - quatre saints.
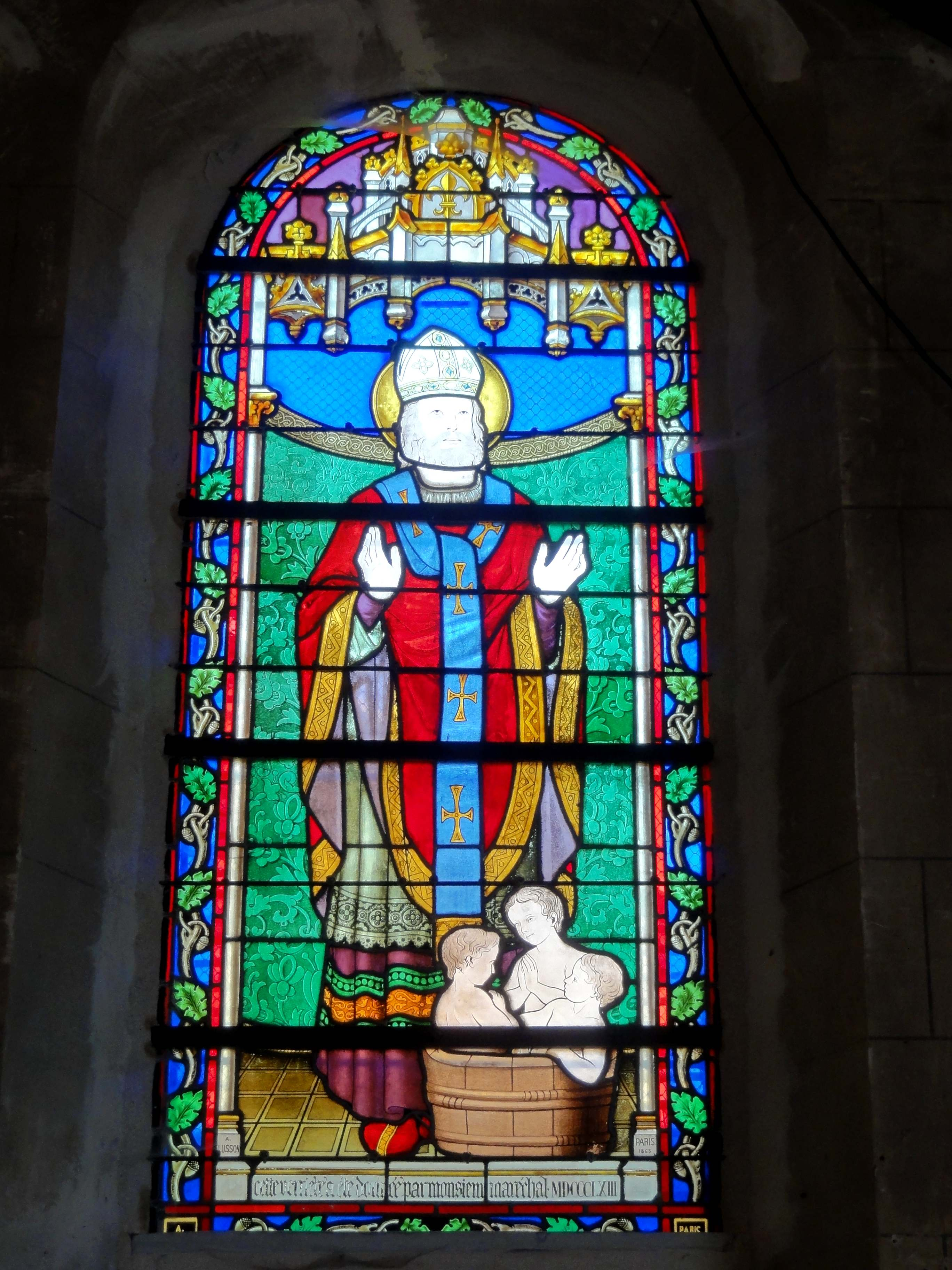
Vitrail n° 5 - saint Nicolas.
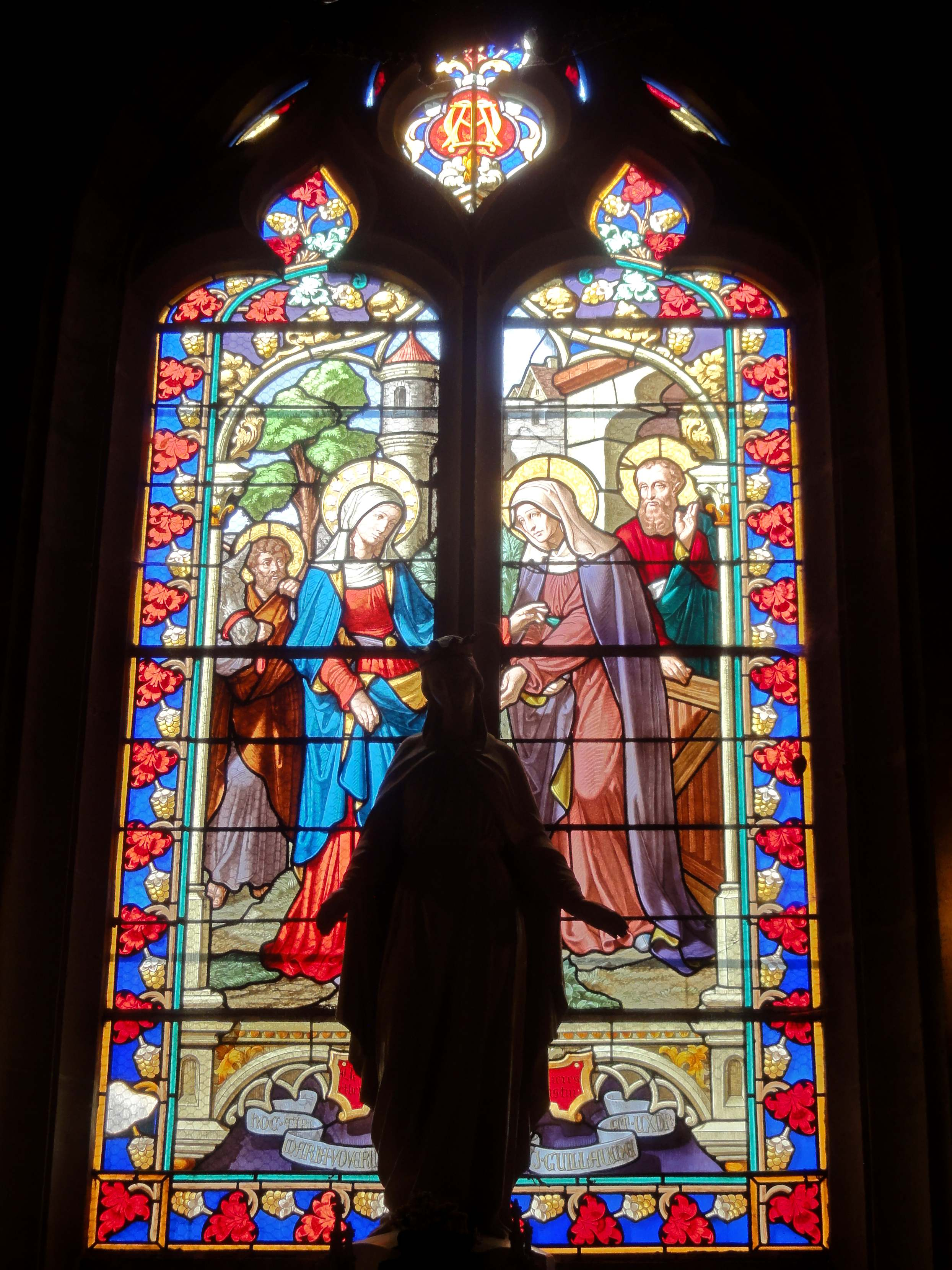
Vitrail n° 4 - la Visitation.